# 小樽市

旭展望台から見た小樽市中心市街地

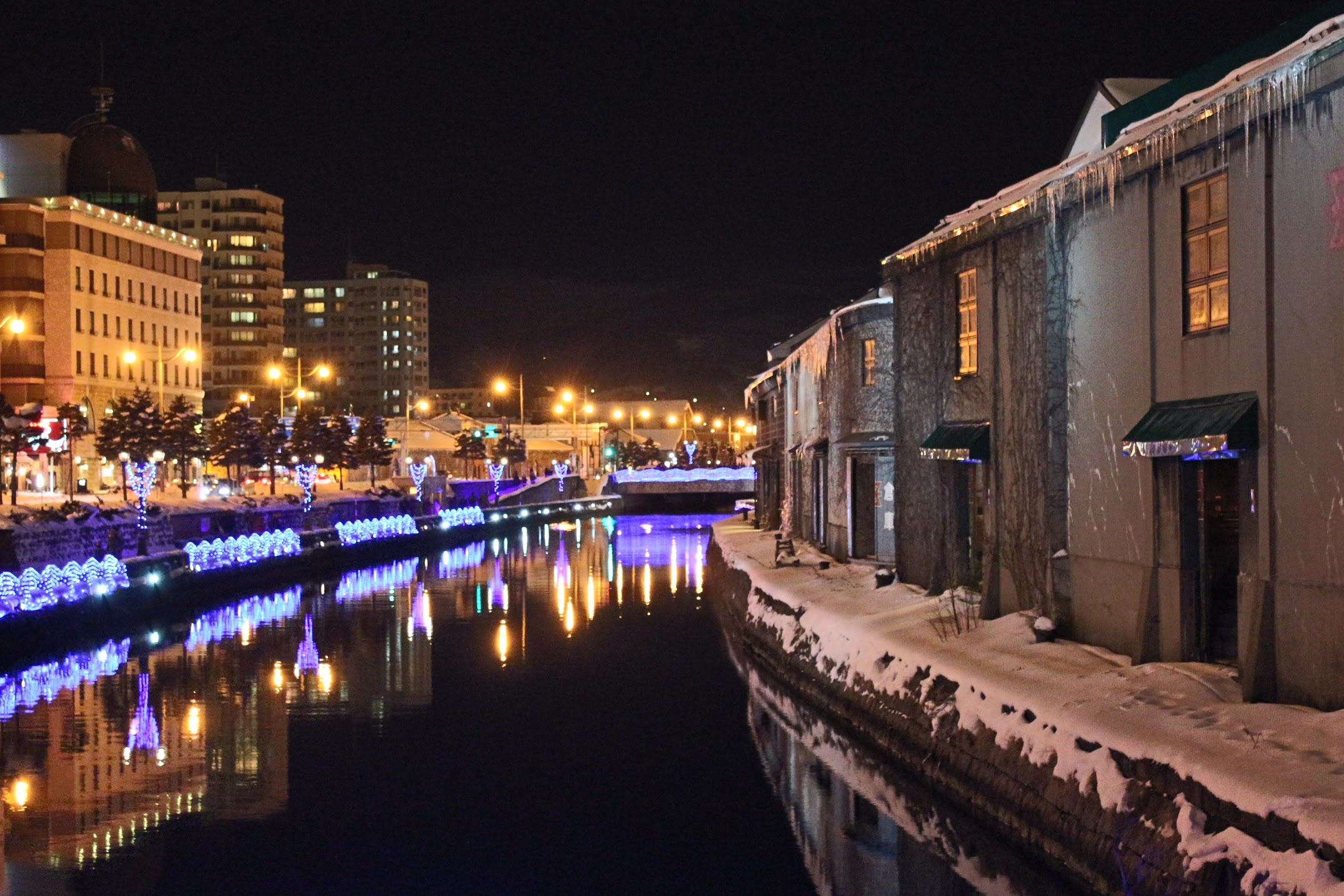
小樽運河

小樽市（おたるし）は、北海道中部（道央地方）に位置し、後志総合振興局に属する唯一の市。保健所政令市・計量特定市に指定されているが、振興局所在地ではない。札幌市との近さから札幌都市圏に含まれる。
長らく札幌市の外港である小樽港を擁する北海道有数の港湾都市である。明治政府により石炭の積出港として開発され、北海道初の鉄道が開通した地であった。これにより石炭に限らず、さまざまな道産品の鉄道輸送・海上輸出港となり、それに付随する商社・金融機関が進出、1920年には札幌市を上回る北海道二位の人口に達し「神戸・横浜に次ぐ商港」とも呼ばれた。
現在は物流拠点としての地位は低下したが、市内の６施設が文化庁により「炭鉄港」関連の日本遺産に指定され、さらに街自体も「北海道の『心臓』と呼ばれたまち・小樽」として日本遺産に登録された。
北海道内でも有数の観光都市として人気が高く、市の基幹産業となっている。

## 概要
札幌市から約40 kmの距離にあり、道路交通網では国道5号と札樽自動車道により約1時間で結ばれている。鉄道では函館本線札幌駅から最速で約30分、新千歳空港から約70分の所要時間になっている。これに加えて札幌駅と小樽駅を結ぶ高速バスが概ね5〜15分間隔で運行されており、札幌市内から日帰りで容易に観光する事ができる。
また、日本銀行小樽支店をはじめ、かつては都市銀行の支店が多数集積しており、北海道最大の金融街であったことから俗に「北のウォール街」とも呼ばれた。戦前から残るレトロな銀行建築は現在では街並みを形作る重要な観光資源であり、小樽で育った小林多喜二が「北海道の心臓である」と表現した、かつての繁栄の名残を見ることができる。

## 地名の由来
「おたる」の地名は、アイヌ語の「オタ・オㇽ・ナイ」（砂浜の中の川）に由来しているが、この言葉は現在の小樽市中心部を指したものではなく、小樽市と札幌市の境界を流れる星置川の下流、小樽内川（札幌市南区にある小樽内川とは別）を示していた。河口に松前藩によってオタルナイ場所が開かれたが、冬季に季節風をまともに受ける地勢であるため不便な点が多かった。そこで、風を避けられて船の係留に適当な現在の小樽市中心部となるクッタㇽウㇱ（イタドリが生えるところ）に移転した。移転後もオタルナイ場所の呼称は引き続き使用し、クッタルウシがオタルナイ（小樽内、尾樽内、穂足内）と地名を変えることになった。この他、現在の小樽市域には於古発（オコバチ）川以西のタカシマ場所、塩谷以西のヲショロ場所も開かれており、これらの場所は後に小樽郡、高島郡、忍路郡になっている。また、これらの場所と渡島国や蝦夷地外の間には北前船の航路が開かれていた。

## 地理

小樽市中心部周辺の空中写真。2008年6月3日撮影の36枚を合成作成。
。

北海道後志地方の東側に位置し、積丹半島から湾曲した石狩湾の懐にある。東西が約36 km、南北が約20 kmあり、市街地の一方が日本海に面して他の三方が山々に囲まれた坂の多い街になっている。海岸線は約69 kmあり、中央には天然の良港である小樽港があり、市域西側の海岸はニセコ積丹小樽海岸国定公園に指定されている。

### 地形

#### 山地
主な山
- 銭函天狗山（537 m）
- 和宇尻山（856 m）
- 石倉山（501 m）
- 天狗岳（683 m）
- 朝里岳（1,281 m）
- 毛無山（548 m）
- 天狗山 （533 m）
- 於古発山（708 m）
- 毛無山（650 m）
- 丸山（629 m）
- 船取山（211 m）
- 赤岩山（371 m）

#### 河川
主な川
- 星置川
- キライチ川
- 銭函川
- 張碓川
- 朝里川
- 勝納川
- 於古発川（妙見川）
- 塩谷川
- 蘭島川

#### 湖沼
主な湖
- オタルナイ湖（朝里ダム）

主な池
- 奥沢水源池

#### 海岸
主な海岸
- 銭函海岸
- 東小樽海岸
- オタモイ海岸
- 塩谷海岸
- 蘭島海岸

主な岬
- 平磯岬
- 茅柴岬
- 高島岬
- ポンマイ岬
- 竜ヶ岬
- フゴッペ岬

#### 島嶼
主な島
- 恵比須島

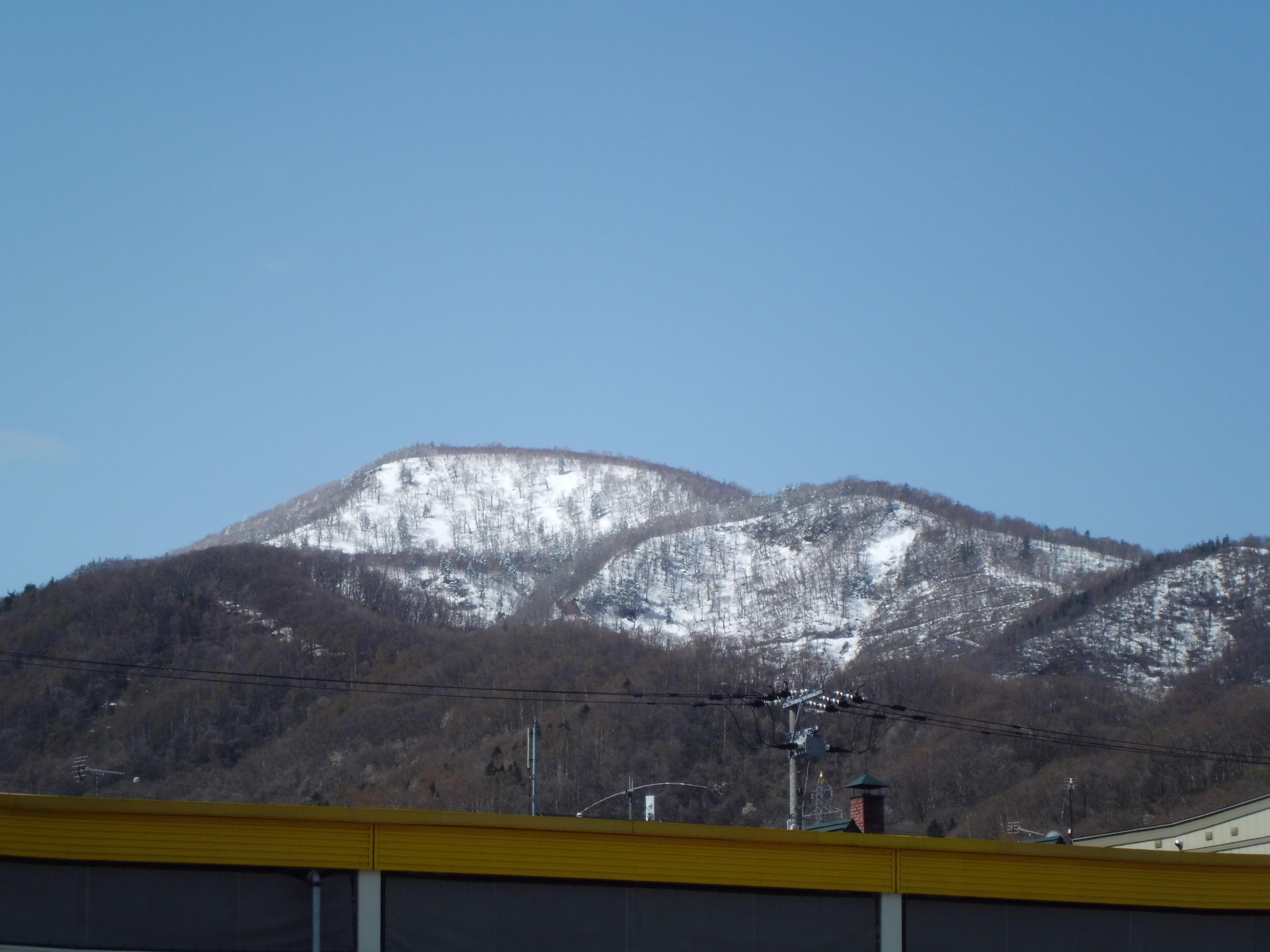
春香山（左）と和宇尻山（右）（2016年5月）
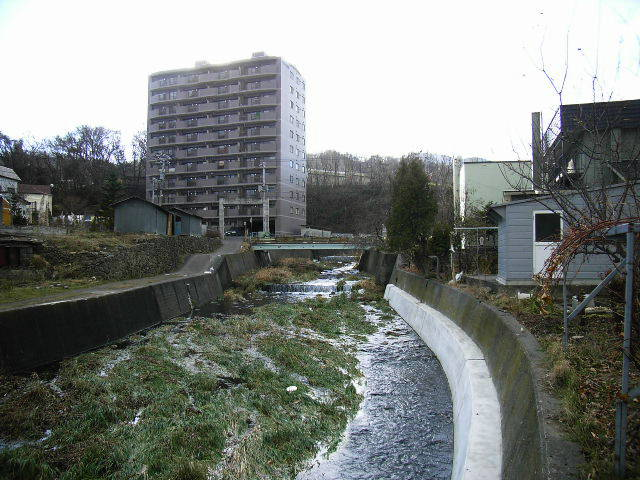
銭函川（2004年11月）
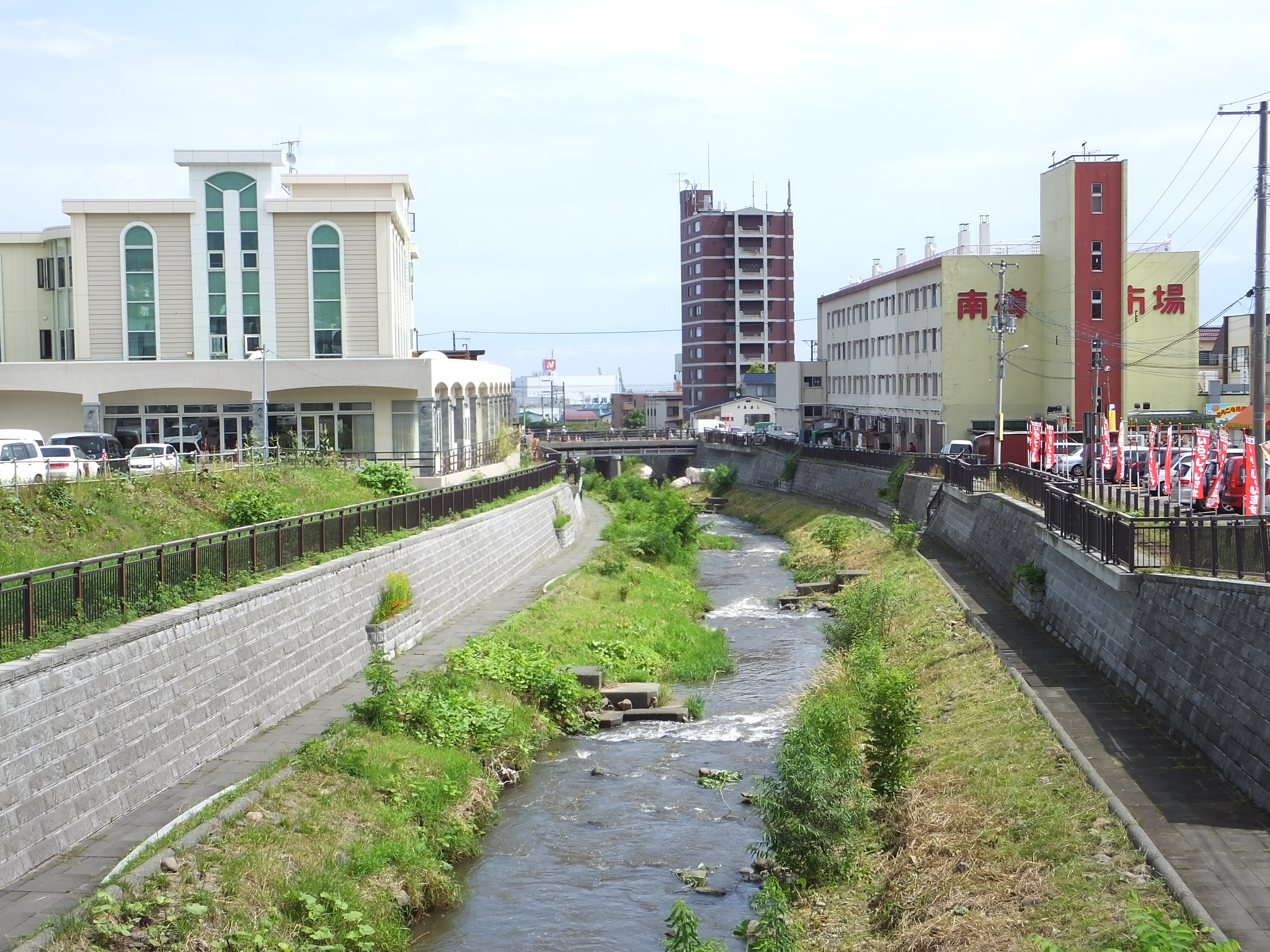
勝納川（2013年8月）
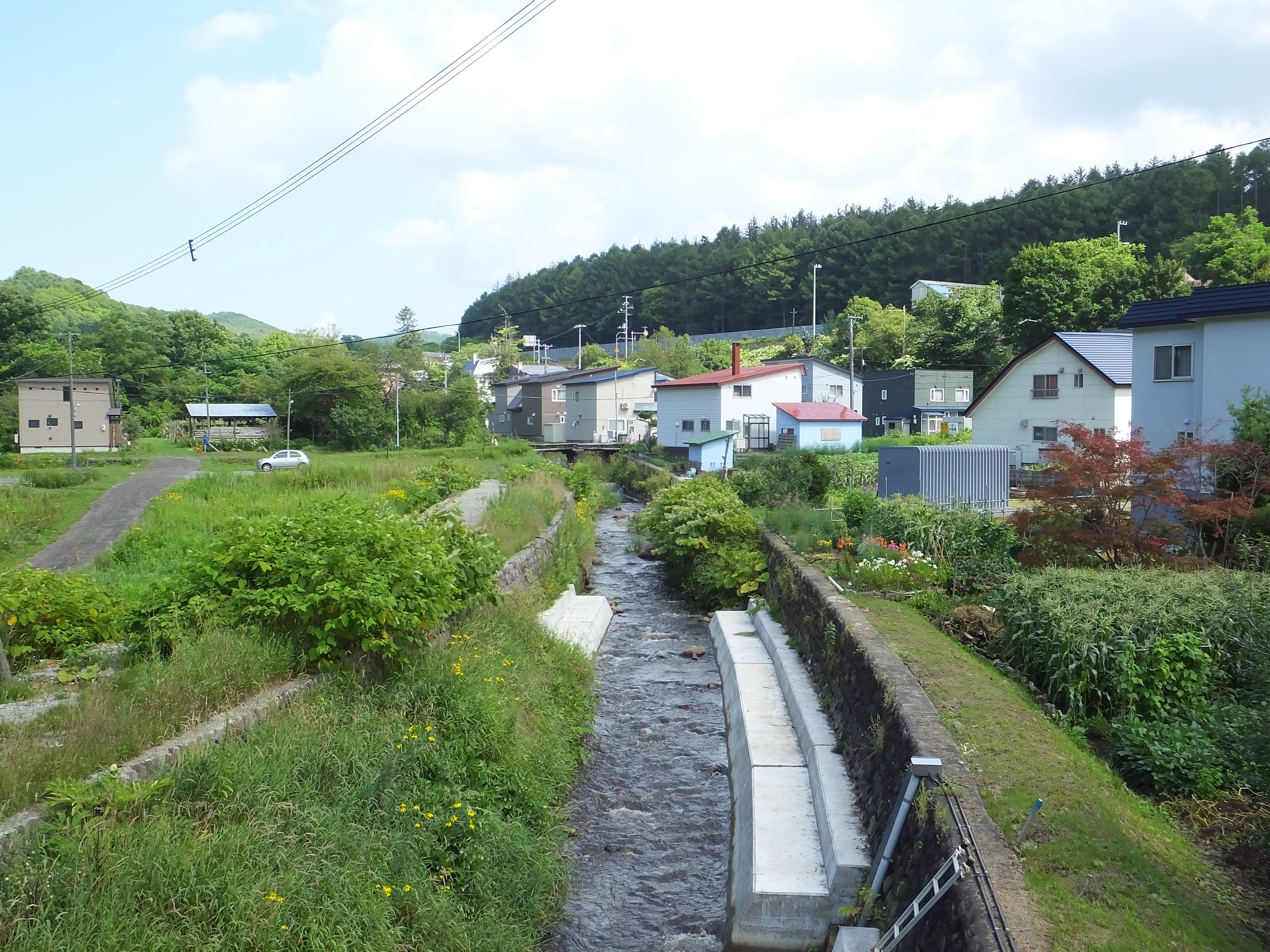
塩谷川（2013年8月）
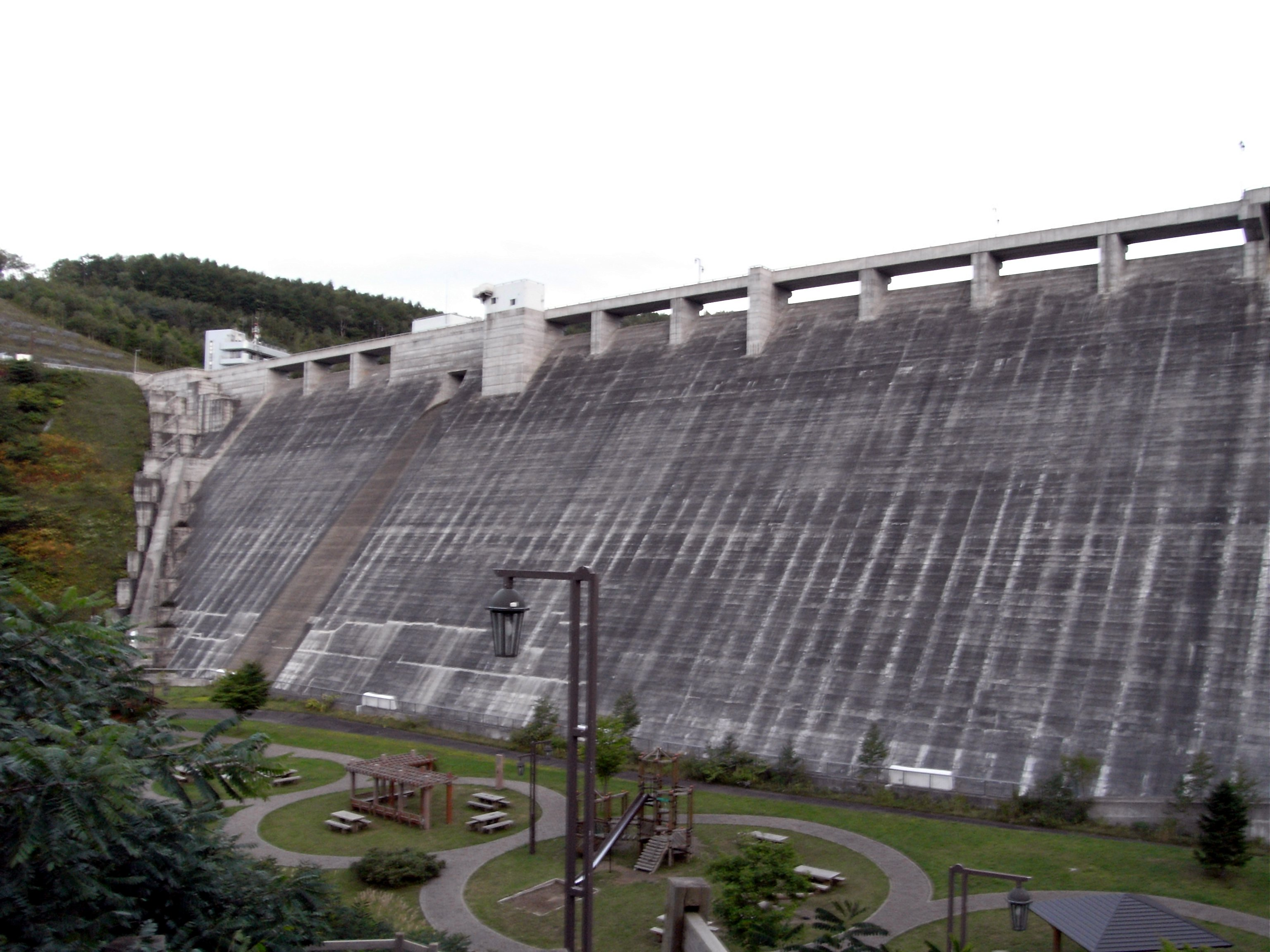
朝里ダム（2007年9月）
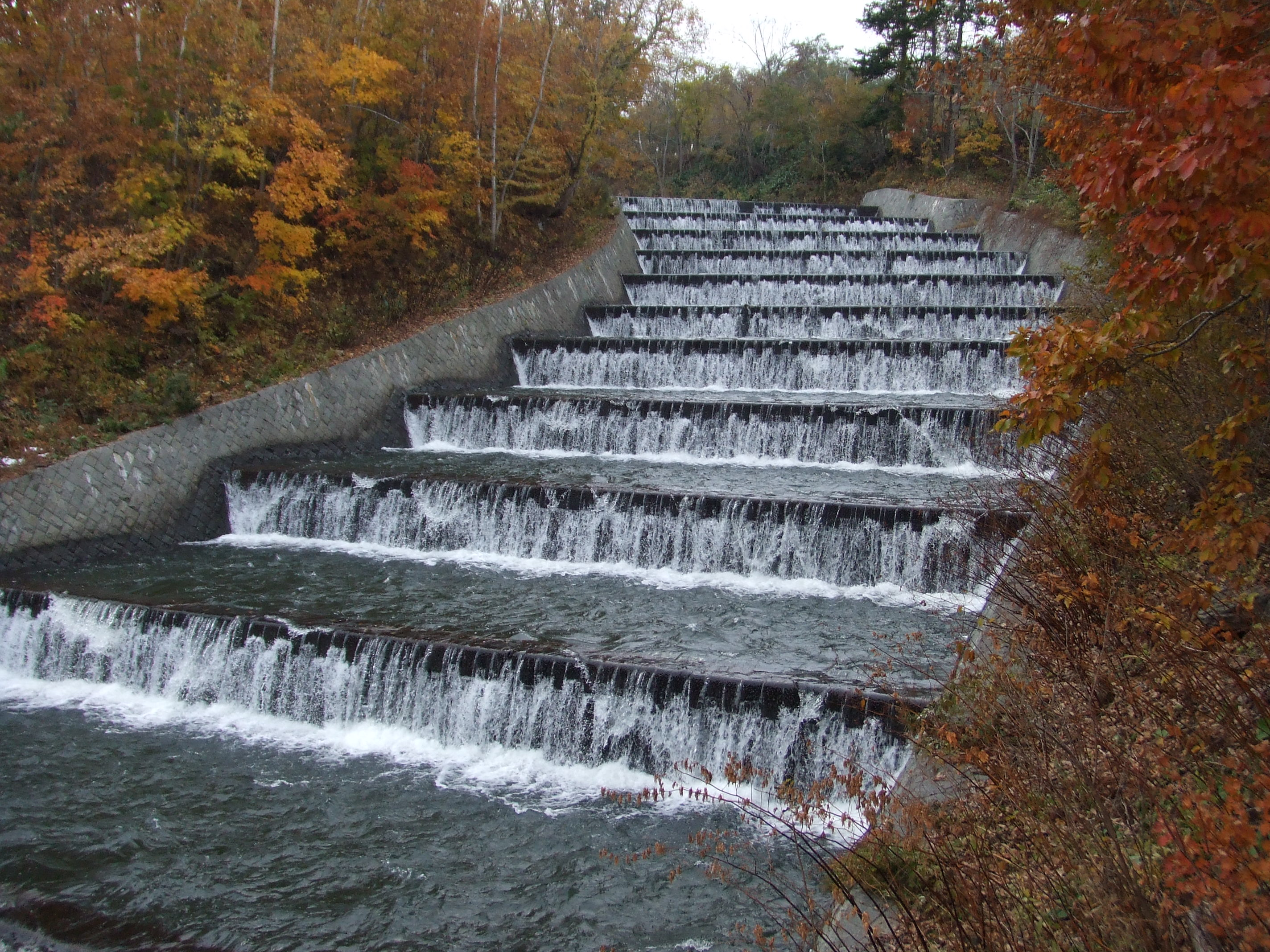
奥沢水源池の階段式溢流路（2010年10月）
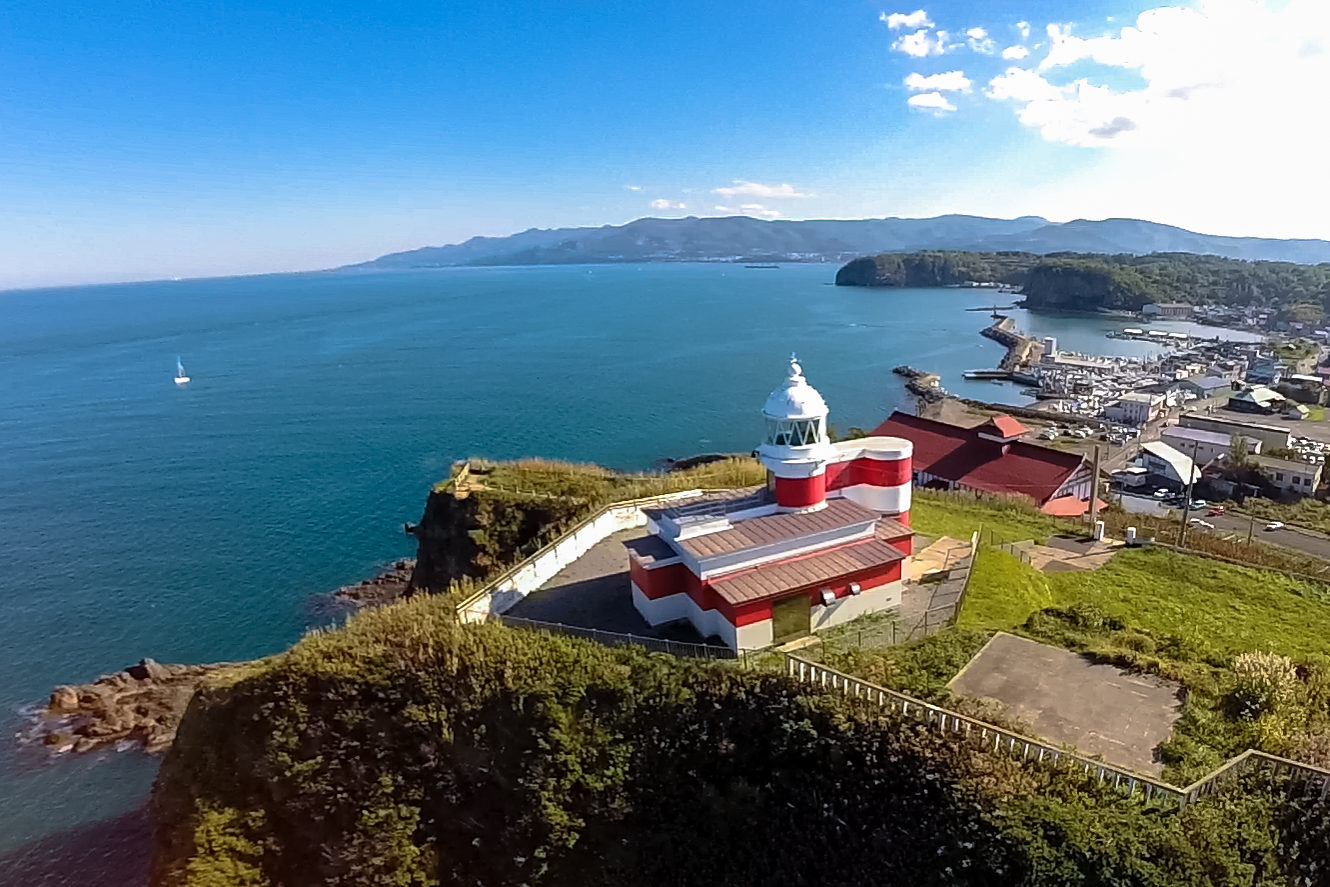
高島岬と日和山灯台（2014年9月）
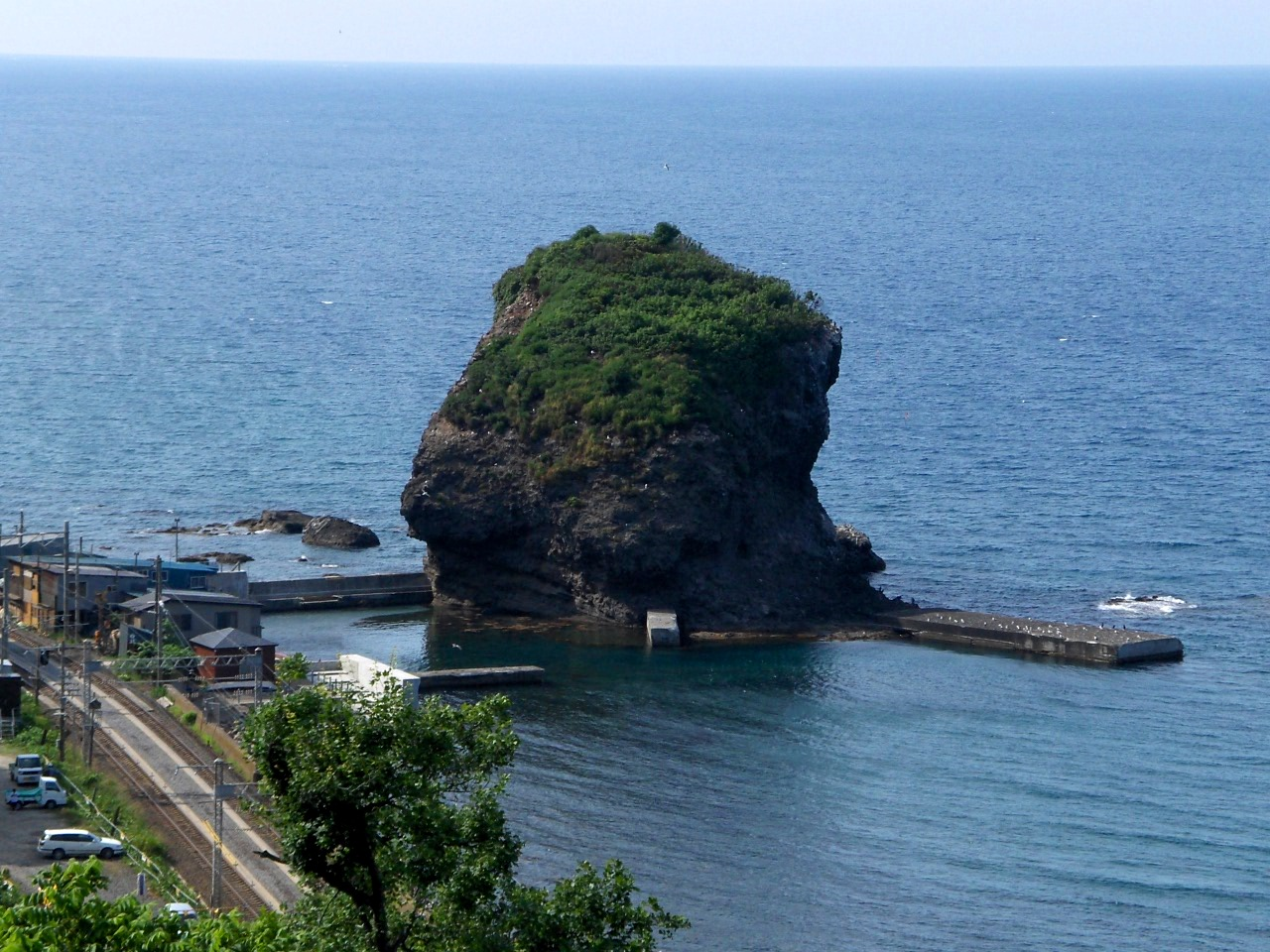
恵比須島

### 気候
海洋性気候で夏は海陸風が目立ち、冬の季節風は北海道西方としては比較的弱くなっている。ケッペンの気候区分においては亜寒帯湿潤気候（Dfb）になっている。1年を通して気温の格差も小さく、比較的温暖な気候である。暖候期の4・5月はフェーン現象により空気が乾燥して火災が発生しやすくなる。また、春から初夏にかけて蜃気楼（上位蜃気楼）が発生しやすい時期であり、「高島おばけ」と呼ばれている。7月下旬頃から本格的な夏となり、8月頃から雨量が多くなる。寒候期になると南西の風が吹き離岸風となる。日本海側気候の変化を示し、12月から2月にかけて曇りや雪の日が多くなる。積雪量は北海道内で比較的多い方であり、継続日数は130日に及ぶ。小樽港の潮汐の干満差は小さいが、北寄りの風が強まると波が高くなる。港内外とも結氷することはなく、濃霧もまれである。
| 小樽特別地域気象観測所（小樽市勝納町、標高25m）の気候   | 小樽特別地域気象観測所（小樽市勝納町、標高25m）の気候 | 小樽特別地域気象観測所（小樽市勝納町、標高25m）の気候 | 小樽特別地域気象観測所（小樽市勝納町、標高25m）の気候 | 小樽特別地域気象観測所（小樽市勝納町、標高25m）の気候 | 小樽特別地域気象観測所（小樽市勝納町、標高25m）の気候 | 小樽特別地域気象観測所（小樽市勝納町、標高25m）の気候 | 小樽特別地域気象観測所（小樽市勝納町、標高25m）の気候 | 小樽特別地域気象観測所（小樽市勝納町、標高25m）の気候 | 小樽特別地域気象観測所（小樽市勝納町、標高25m）の気候 | 小樽特別地域気象観測所（小樽市勝納町、標高25m）の気候 | 小樽特別地域気象観測所（小樽市勝納町、標高25m）の気候 | 小樽特別地域気象観測所（小樽市勝納町、標高25m）の気候 | 小樽特別地域気象観測所（小樽市勝納町、標高25m）の気候 |
| 月                                                      | 1月                                                   | 2月                                                   | 3月                                                   | 4月                                                   | 5月                                                   | 6月                                                   | 7月                                                   | 8月                                                   | 9月                                                   | 10月                                                  | 11月                                                  | 12月                                                  | 年                                                    |
| ------------------------------------------------------- | ----------------------------------------------------- | ----------------------------------------------------- | ----------------------------------------------------- | ----------------------------------------------------- | ----------------------------------------------------- | ----------------------------------------------------- | ----------------------------------------------------- | ----------------------------------------------------- | ----------------------------------------------------- | ----------------------------------------------------- | ----------------------------------------------------- | ----------------------------------------------------- | ----------------------------------------------------- |
| 最高気温記録 °C （°F）                                  | 11.0 (51.8)                                           | 15.7 (60.3)                                           | 16.9 (62.4)                                           | 27.6 (81.7)                                           | 30.2 (86.4)                                           | 31.9 (89.4)                                           | 36.2 (97.2)                                           | 34.9 (94.8)                                           | 33.6 (92.5)                                           | 28.8 (83.8)                                           | 21.8 (71.2)                                           | 15.2 (59.4)                                           | 36.2 (97.2)                                           |
| 平均最高気温 °C （°F）                                  | −0.5 (31.1)                                           | 0.2 (32.4)                                            | 4.1 (39.4)                                            | 10.9 (51.6)                                           | 16.9 (62.4)                                           | 20.4 (68.7)                                           | 24.2 (75.6)                                           | 25.6 (78.1)                                           | 22.3 (72.1)                                           | 15.9 (60.6)                                           | 8.3 (46.9)                                            | 1.6 (34.9)                                            | 12.5 (54.5)                                           |
| 日平均気温 °C （°F）                                    | −3.1 (26.4)                                           | −2.7 (27.1)                                           | 0.8 (33.4)                                            | 6.5 (43.7)                                            | 12.1 (53.8)                                           | 16.0 (60.8)                                           | 20.2 (68.4)                                           | 21.7 (71.1)                                           | 18.1 (64.6)                                           | 11.8 (53.2)                                           | 4.9 (40.8)                                            | −1.1 (30)                                             | 8.8 (47.8)                                            |
| 平均最低気温 °C （°F）                                  | −5.8 (21.6)                                           | −5.7 (21.7)                                           | −2.4 (27.7)                                           | 2.6 (36.7)                                            | 7.9 (46.2)                                            | 12.5 (54.5)                                           | 17.1 (62.8)                                           | 18.4 (65.1)                                           | 14.3 (57.7)                                           | 7.9 (46.2)                                            | 1.6 (34.9)                                            | −3.8 (25.2)                                           | 5.4 (41.7)                                            |
| 最低気温記録 °C （°F）                                  | −18.0 (−0.4)                                          | −17.2 (1)                                             | −14.1 (6.6)                                           | −6.4 (20.5)                                           | 0.0 (32)                                              | 4.5 (40.1)                                            | 9.0 (48.2)                                            | 8.9 (48)                                              | 2.6 (36.7)                                            | −1.4 (29.5)                                           | −9.1 (15.6)                                           | −13.5 (7.7)                                           | −18.0 (−0.4)                                          |
| 降水量 mm （inch）                                      | 138.1 (5.437)                                         | 106.6 (4.197)                                         | 87.3 (3.437)                                          | 56.4 (2.22)                                           | 53.7 (2.114)                                          | 55.6 (2.189)                                          | 93.6 (3.685)                                          | 131.3 (5.169)                                         | 131.7 (5.185)                                         | 123.0 (4.843)                                         | 152.4 (6)                                             | 151.9 (5.98)                                          | 1,281.6 (50.457)                                      |
| 降雪量 cm （inch）                                      | 157 (61.8)                                            | 130 (51.2)                                            | 80 (31.5)                                             | 7 (2.8)                                               | 0 (0)                                                 | 0 (0)                                                 | 0 (0)                                                 | 0 (0)                                                 | 0 (0)                                                 | 0 (0)                                                 | 36 (14.2)                                             | 142 (55.9)                                            | 556 (218.9)                                           |
| 平均降水日数 （≥0.5 mm）                                | 26.0                                                  | 22.2                                                  | 19.7                                                  | 12.9                                                  | 10.7                                                  | 9.2                                                   | 10.2                                                  | 10.9                                                  | 12.7                                                  | 16.3                                                  | 21.3                                                  | 24.5                                                  | 196.8                                                 |
| 平均降雪日数                                            | 29.8                                                  | 25.7                                                  | 22.8                                                  | 7.6                                                   | 0.2                                                   | 0.0                                                   | 0.0                                                   | 0.0                                                   | 0.0                                                   | 1.6                                                   | 14.9                                                  | 28.5                                                  | 131.2                                                 |
| % 湿度                                                  | 71                                                    | 70                                                    | 66                                                    | 64                                                    | 69                                                    | 78                                                    | 81                                                    | 78                                                    | 73                                                    | 69                                                    | 69                                                    | 71                                                    | 72                                                    |
| 平均月間日照時間                                        | 63.5                                                  | 78.2                                                  | 128.8                                                 | 175.5                                                 | 200.6                                                 | 170.4                                                 | 163.3                                                 | 167.7                                                 | 159.8                                                 | 139.7                                                 | 79.6                                                  | 59.0                                                  | 1,586.2                                               |
| 出典：気象庁 (平均値：1991年-2020年、極値：1943年-現在) |                                                       |                                                       |                                                       |                                                       |                                                       |                                                       |                                                       |                                                       |                                                       |                                                       |                                                       |                                                       |                                                       |

| 小樽測候所（勝納町）・1961 - 1990年平均の気候 | 小樽測候所（勝納町）・1961 - 1990年平均の気候 | 小樽測候所（勝納町）・1961 - 1990年平均の気候 | 小樽測候所（勝納町）・1961 - 1990年平均の気候 | 小樽測候所（勝納町）・1961 - 1990年平均の気候 | 小樽測候所（勝納町）・1961 - 1990年平均の気候 | 小樽測候所（勝納町）・1961 - 1990年平均の気候 | 小樽測候所（勝納町）・1961 - 1990年平均の気候 | 小樽測候所（勝納町）・1961 - 1990年平均の気候 | 小樽測候所（勝納町）・1961 - 1990年平均の気候 | 小樽測候所（勝納町）・1961 - 1990年平均の気候 | 小樽測候所（勝納町）・1961 - 1990年平均の気候 | 小樽測候所（勝納町）・1961 - 1990年平均の気候 | 小樽測候所（勝納町）・1961 - 1990年平均の気候 |
| 月                                            | 1月                                           | 2月                                           | 3月                                           | 4月                                           | 5月                                           | 6月                                           | 7月                                           | 8月                                           | 9月                                           | 10月                                          | 11月                                          | 12月                                          | 年                                            |
| --------------------------------------------- | --------------------------------------------- | --------------------------------------------- | --------------------------------------------- | --------------------------------------------- | --------------------------------------------- | --------------------------------------------- | --------------------------------------------- | --------------------------------------------- | --------------------------------------------- | --------------------------------------------- | --------------------------------------------- | --------------------------------------------- | --------------------------------------------- |
| 平均最高気温 °C （°F）                        | −1.0 (30.2)                                   | −0.5 (31.1)                                   | 3.4 (38.1)                                    | 10.5 (50.9)                                   | 16.5 (61.7)                                   | 19.9 (67.8)                                   | 23.7 (74.7)                                   | 25.5 (77.9)                                   | 21.6 (70.9)                                   | 15.3 (59.5)                                   | 7.9 (46.2)                                    | 1.8 (35.2)                                    | 12.05 (53.68)                                 |
| 日平均気温 °C （°F）                          | −3.7 (25.3)                                   | −3.4 (25.9)                                   | 0.2 (32.4)                                    | 6.2 (43.2)                                    | 11.5 (52.7)                                   | 15.5 (59.9)                                   | 19.6 (67.3)                                   | 21.5 (70.7)                                   | 17.3 (63.1)                                   | 11.1 (52)                                     | 4.4 (39.9)                                    | −1.0 (30.2)                                   | 8.27 (46.88)                                  |
| 平均最低気温 °C （°F）                        | −6.6 (20.1)                                   | −6.4 (20.5)                                   | −2.9 (26.8)                                   | 2.3 (36.1)                                    | 7.2 (45)                                      | 11.8 (53.2)                                   | 16.3 (61.3)                                   | 18.1 (64.6)                                   | 13.5 (56.3)                                   | 7.1 (44.8)                                    | 1.1 (34)                                      | −3.8 (25.2)                                   | 4.81 (40.66)                                  |
| 出典：World Climate Otaru, Japan              |                                               |                                               |                                               |                                               |                                               |                                               |                                               |                                               |                                               |                                               |                                               |                                               |                                               |

### 人口
小樽市の人口は記録のある明治元年の2,230人から始まり、1964年（昭和39年）9月末の住民基本台帳人口で207,093人の最大値を記録した後は減少が続き、2015年（平成27年）3月末の住民基本台帳人口は124,122人となり、この60年間で95,000人を超える人口が減少している。近年は市外転出による社会減少のみならず、死亡数の増加と出生数の減少による自然減少が拡大している。2022年（令和4年）には、103年ぶりの人口10万人台となった。
| |                                        |  |
| 小樽市と全国の年齢別人口分布（2005年） | 小樽市の年齢・男女別人口分布（2005年） |  |
| ■紫色 ― 小樽市 ■緑色 ― 日本全国 | ■青色 ― 男性 ■赤色 ― 女性              |  |
| 小樽市（に相当する地域）の人口の推移 \| 1970年（昭和45年） \| 191,802人 \| \| \| 1975年（昭和50年） \| 184,406人 \| \| \| 1980年（昭和55年） \| 180,728人 \| \| \| 1985年（昭和60年） \| 172,486人 \| \| \| 1990年（平成2年） \| 163,211人 \| \| \| 1995年（平成7年） \| 157,022人 \| \| \| 2000年（平成12年） \| 150,687人 \| \| \| 2005年（平成17年） \| 142,161人 \| \| \| 2010年（平成22年） \| 131,970人 \| \| \| 2015年（平成27年） \| 121,924人 \| \| \| 2020年（令和2年） \| 111,299人 \| \| |                                        |  |
| 総務省統計局 国勢調査より |                                        |  |
| 1970年（昭和45年） | 191,802人                              |  |
| 1975年（昭和50年） | 184,406人                              |  |
| 1980年（昭和55年） | 180,728人                              |  |
| 1985年（昭和60年） | 172,486人                              |  |
| 1990年（平成2年） | 163,211人                              |  |
| 1995年（平成7年） | 157,022人                              |  |
| 2000年（平成12年） | 150,687人                              |  |
| 2005年（平成17年） | 142,161人                              |  |
| 2010年（平成22年） | 131,970人                              |  |
| 2015年（平成27年） | 121,924人                              |  |
| 2020年（令和2年） | 111,299人                              |  |

#### 消滅集落
2015年国勢調査によれば、以下の集落は調査時点で人口0人の消滅集落となっている。
- 小樽市 - 水面調査区、旭町、天狗山、有幌町

### 隣接する自治体･行政区
後志総合振興局
- 余市郡余市町
- 余市郡赤井川村

石狩振興局
- 札幌市（手稲区、南区）
- 石狩市

## 歴史
小樽市は北海道では古い歴史を有しており、古くは北前船の拠点でもあった。慶長年間には松前藩の商場（あきんば）が置かれていたとしている。明治になり蝦夷地を北海道と改めて本府を札幌に定めると、海の玄関口である小樽にヒトやモノが集まるようになった。 西川傳右衛門ら近江商人の活躍があった伝わる。
1880年（明治13年）には北海道内初となる鉄道が手宮 - 札幌間に開通し、小樽港は道内各地への開拓民の上陸や物資陸揚げの港となり、昭和初期にかけて金融機関や船舶会社、商社などが進出して北海道経済の中心都市として発展した。日露戦争後は領土となった南樺太へのアクセス拠点でもあった。
丘陵が迫り後背地が狭い港湾都市であったことが仇となり、戦後になるとニシン漁の不漁や樺太の喪失、石炭需要の減少、道内他都市の港湾施設整備などによって卸商が衰退、札幌市が北海道の中心都市として発展すると小樽市は衰退の一途を辿るようになる。「運河論争」を機に明治後期から昭和初期にかけての歴史的建造物を観光資源として見直し、観光都市として脚光を浴びるようになった。

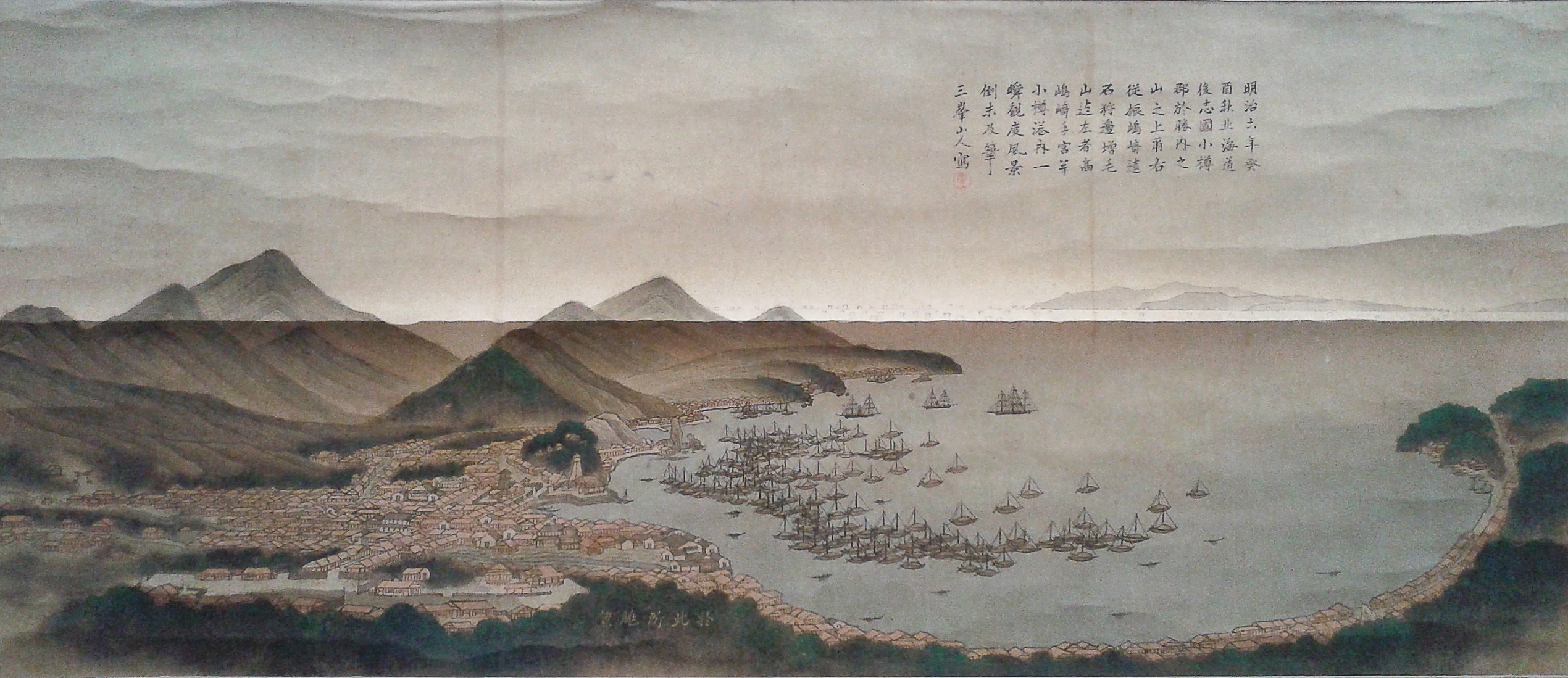
今村三峰「小樽港之図」（明治6年）
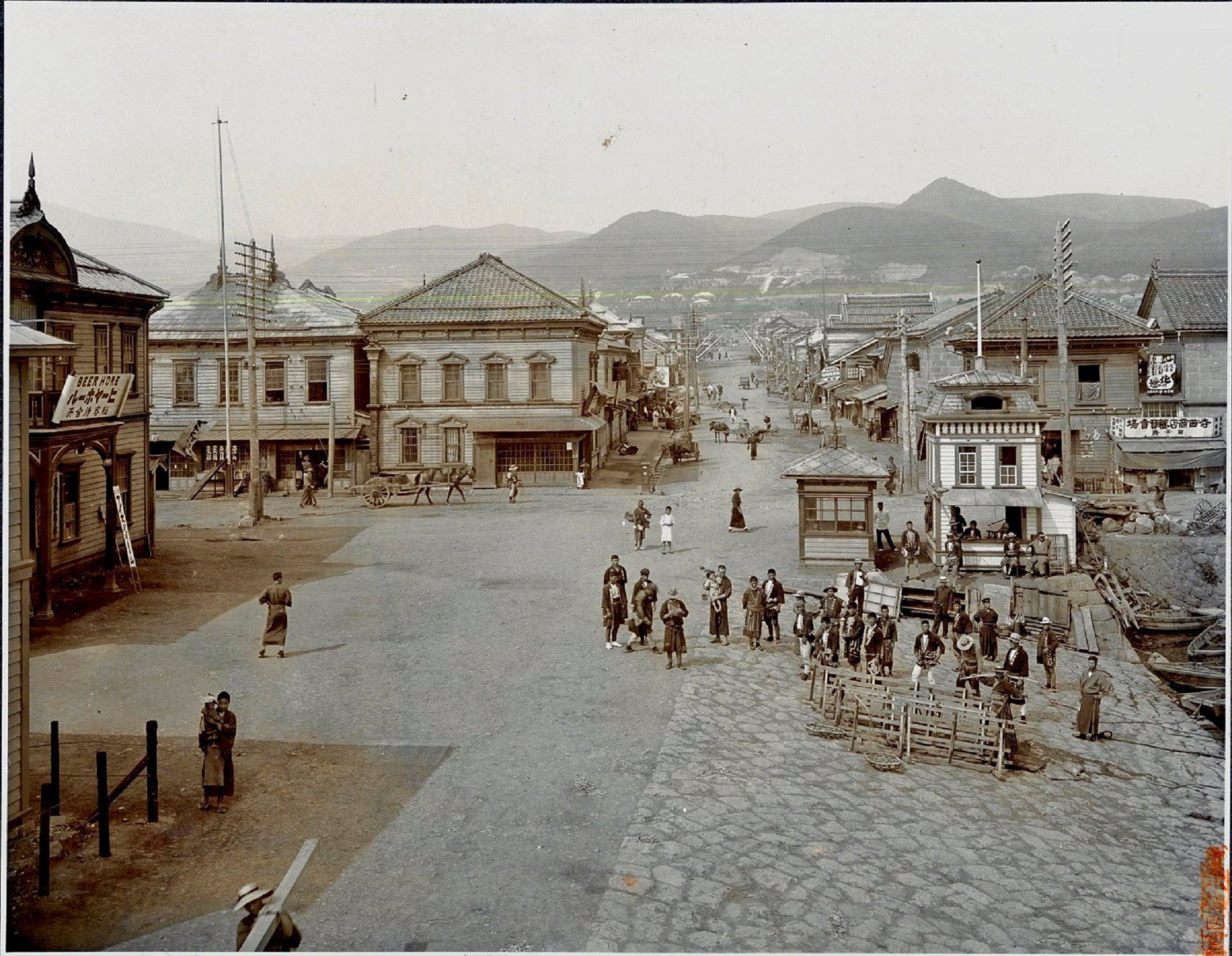
すでにビヤホールが有り、駅方向の両側にたくさんの店舗や屋台が出ている（1909年）
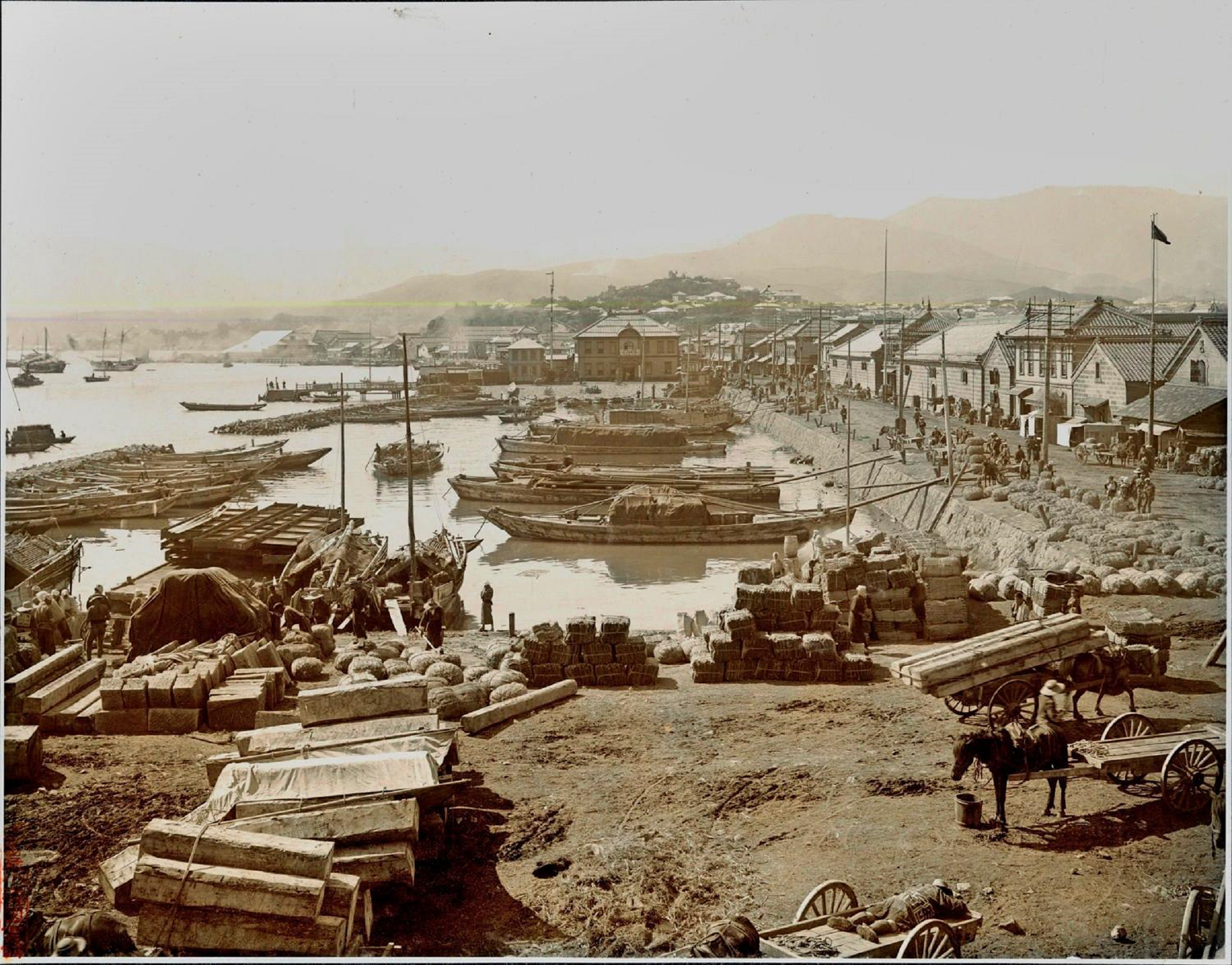
小樽市の港（1909年）

### 年表
「小樽市のあゆみ」参照
- 縄文文化、続縄文文化が栄えた。装飾土器が出土している。市内の手宮洞窟の岩壁には古代文字（北海道異体文字）が描かれ、郊外の忍路には忍路環状列石（ストーンサークル）がある。
- 658年（斉明天皇4年）：阿倍比羅夫が現在の後志支庁に到達し、地元の蝦夷を歓待したとの伝承がある。
- 1596年（文禄5年/慶長元年）：渡島福山（現在の松前町）の住人八木勘右衛門が、オタルナイに入る。
- 1674年（延宝2年）：オショロ場所（忍路郡）に蝦夷大国主神社（忍路神社の前身）創建。
- 1690年（元禄3年）：オタルナイ場所に小樽稲荷神社とタカシマ場所に高島稲荷神社創祀。
- 1774年（安永3年）：タカシマ場所（高島郡）に恵美須神社創建。
- 1780年（安永9年）：オタルナイ場所の銭函村以北の鎮守として尊伝稲荷神社（豊足神社の前身）創祀。
- 1857年（安政4年）：オタルナイ場所に海雲山龍徳寺開山。同時期にタカシマ場所に妙龍寺開山。オタルナイ場所請負人恵比須屋半兵衛によって銭函 - 小樽間道路開削[19]。
- 1859年（安政6年）：オタルナイ場所に水天宮創祀。
- 1862年（文久2年）：オショロ場所に徳源寺開山。
- 1865年（元治2年）：江戸幕府がオタルナイを村並とする。
- 1869年（明治2年）：開拓使を置き蝦夷地を北海道と改称。「オタルナイ」を「小樽」と改称。
- 1872年（明治5年）：色内村に石造ふ頭を築造（1873年完成）。
- 1880年（明治13年）：手宮 - 札幌間に北海道最初の鉄道「官営幌内鉄道」（後の手宮線・函館本線）開通（日本国内でも3番目）。
- 1889年（明治22年）：小樽港が「特別輸出港」指定
- 1899年（明治32年）：北海道区制施行し、小樽区となる。開港場指定
- 1901年（明治34年）：区章（現在の市章）制定[20]
- 1903年（明治36年）：小樽 - 余市間の鉄道が開通し、小樽中央駅（現在の小樽駅）開設。
- 1908年（明治41年）：小樽港北防波堤完成（日本国内初となる本格的なコンクリート製の防波堤。広井勇設計）[21]。
- 1911年（明治44年）：小樽高等商業学校（現在の小樽商科大学）開校
- 1911年（明治44年）：5月16日に大火。1316戸が焼失[22]。
- 1914年（大正3年）：小樽運河第1期埋立事業起工
- 1916年（大正5年）：小樽為替貯金支局（現在の小樽貯金事務センター）開設
- 1918年（大正7年）：『開道五十年記念北海道博覧会』開催
- 1920年（大正9年）：第1回「国勢調査」実施。小樽区の人口は108,113名であり函館についで道内2位、札幌区の人口102,580名より多かった。
- 1921年（大正10年）：小樽港南防波堤完成
- 1922年（大正11年）：市制施行し、小樽市となる[23]。
- 1923年（大正12年）：第1回『全日本スキー選手権大会』開催。小樽運河第1期工事完成
- 1924年（大正13年）：小樽駅構内の波止場で荷揚げ作業中の爆薬13トンが爆発。死者・行方不明者85人、負傷者264人[24]。
- 1931年（昭和6年）：『小樽海港博覧会』開催[25]
- 1933年（昭和8年）：小樽 - 札幌間国道完成
- 1936年（昭和11年）：昭和天皇の北海道巡幸。市内では小樽高等商業学校、公会堂などに巡幸。小樽桟橋から御召艦比叡に乗艦して離道[26]。
- 1937年（昭和12年）：北海道開発70年『北海道大博覧会』開催[27]
- 1940年（昭和15年）：高島郡高島町、小樽郡朝里村を合併。これにより、高島郡及び小樽郡が消滅。
- 1945年（昭和20年）：アメリカ軍による空襲（北海道空襲）
- 1948年（昭和23年）：小樽市消防本部発足。
- 1949年（昭和24年）：『開港50年記念港まつり』（『おたる潮まつり』の前身）開催。
- 1951年（昭和26年）：小樽港が「重要港湾」指定。
- 1954年（昭和29年）：1月、映画館「富士館」で火災。500人が避難、焼死者7名、重軽傷者12名を発生させた[28]。
- ：朝里川温泉開発。『第9回国民体育大会』開催[29]。昭和天皇、香淳皇后が行幸啓[30]。
- 1958年（昭和33年）：忍路郡塩谷村を合併。これにより、忍路郡が消滅。『北海道大博覧会』開催[31]。
- 1963年（昭和38年）：小樽市民会館開館。小樽の海岸が「ニセコ積丹小樽海岸国定公園」指定。
- 1964年（昭和39年）：日本国有鉄道（国鉄）小樽 - 南小樽間の鉄道高架完成。
- 1965年（昭和40年）：『開基100年記念式典』挙行。市民憲章制定。
- 1966年（昭和41年）：ソビエト連邦（現在のロシア）ナホトカと姉妹都市提携。
- 1967年（昭和42年）：第1回『おたる潮まつり』開催。
- 1968年（昭和43年）：函館本線小樽 - 滝川間電化。
- 1970年（昭和45年）：小樽港にフェリー就航。
- 1971年（昭和46年）：札幌小樽道路（現在の札樽自動車道）開通。
- 1972年（昭和47年）：『市制50周年記念式典』挙行。
- 1973年（昭和48年）：小樽市公設青果地方卸売市場新築移転。
- 1974年（昭和49年）：北海道薬科大学開校（2015年に札幌市手稲区へ移転）。小樽市総合体育館開館。
- 1975年（昭和50年）：石狩町（現在の石狩市）の一部（銭函4・5丁目）を編入。第1回『ウインターフェスティバル』開催。
- 1977年（昭和52年）：北海道立小児総合保健センター開設（2007年に札幌市手稲区へ移転し、北海道立子ども総合医療・療育センター（コドモックル）となる）。
- 1978年（昭和53年）：潮見台記念シャンツェ完成。第1回『ポートフェスティバル』開催。市立小樽文学館開館。小樽市公設水産物地方卸売市場開設。
- 1979年（昭和54年）：市立小樽美術館開館。
- 1980年（昭和55年）：『第35回国民体育大会』冬季大会スキー競技会開催[32]。『北海道鉄道開通100年記念式典』開催。ニュージーランドダニーデンと姉妹都市提携。
- 1981年（昭和56年）：おたる望洋パークタウン分譲開始。
- 1982年（昭和57年）：石狩湾新港に第1船入港。
- 1983年（昭和58年）：北海道立中央乳児院移転（2009年民間移譲）。北海道初の景観条例となる「小樽市歴史的建造物及び景観地区保全条例」制定[33]。
- 1984年（昭和59年）：『'84小樽博覧会』開催[34]。
- 1985年（昭和60年）：第1回『小樽国際音楽祭』開催（2005年終了）。
- 1986年（昭和61年）：小樽運河散策路完成。地方都市中心市街地活性化計画（シェイプアップマイタウン）モデル都市指定。おたる自然の村オープン。北海道職業訓練短期大学校（現在の北海道職業能力開発大学校）開校。朝里スカイループ（ループ橋）開通。
- 1987年（昭和62年）：郵トピア構想モデル都市指定。昭和62年度『全国高等学校総合体育大会』体操競技・新体操大会開催。
- 1988年（昭和63年）：「小樽市都市景観賞」創設。
- 1989年（平成元年）：『第44回国民体育大会』（はまなす国体）体操競技・新体操大会開催[35]。
- 1990年（平成2年）：小樽市観光物産プラザ（運河プラザ）オープン。小樽港マリーナ開港。第1回『伊藤整文学賞』贈呈式（2014年終了）。
- 1991年（平成3年）：石原裕次郎記念館開館（2017年閉館）。
- 1992年（平成4年）：「小樽の歴史と自然を生かしたまちづくり景観条例」制定[33]。
- 1993年（平成5年）：『海の祭典』（現在の海フェスタ）開催。北後志東部広域農道全線開通。朝里ダム完成。
- 1994年（平成6年）：長橋バイパス全線開通。第25回『全国中学校体育大会』体操競技・新体操選手権大会開催。
- 1995年（平成7年）：小樽市民センター完成。
- 1998年（平成10年）：小樽市望洋シャンツェ完成（2016年廃止）。小樽市はつらつ長寿憲章制定。
- 1999年（平成11年）：第1回『小樽雪あかりの路』開催。『第54回国民体育大会』冬季大会スキー競技会（みなと・おたる国体）開催[36]。小樽築港駅周辺地区（ぱるて築港）にマリンロード、小樽築港駅新駅舎、マイカル小樽（現在のウイングベイ小樽）などがオープン。『小樽港開港100周年記念式典』挙行。
- 2000年（平成12年）：北海道道1号小樽定山渓線（ゆらぎ街道）通年開通。
- 2001年（平成13年）：手宮線跡地オープンスペース整備。
- 2002年（平成14年）：『知恵のまちづくり全国都市フォーラム』開催。
- 2003年（平成15年）：小樽フィルムコミッション設立。日本銀行旧小樽支店金融資料館開館。『第41回北海道障害者スポーツ大会』開催。第1回『世界職人学会in北海道』開催。
- 2004年（平成16年）：市政初となる実質的な赤字予算が市議会で可決。中央通の拡幅工事完了。
- 2005年（平成17年）：第1回『キッズベンチャー全国大会』開催。
- 2006年（平成18年）：小樽観光大学校設立。景観法に基づく景観行政団体となる。廃棄物処理法政令市の指定解除。
- 2007年（平成19年）：北しりべし広域クリーンセンター本格稼働。小樽市総合博物館開館。
- 2008年（平成20年）：小樽短期大学閉学。
- 2009年（平成21年）：小樽市を含む1市5町村で「北しりべし定住自立圏」を形成し、中心市宣言した[37]。
- 2010年（平成22年）：「過疎地域」指定[注釈 1]。大韓民国ソウル特別市江西区と姉妹都市提携。
- 2011年（平成23年）：奥沢ダム廃止。
- 2012年（平成24年）：小樽港・伏木富山港（富山県）・舞鶴港（京都府）で「環日本海クルーズ推進協議会」設立。
- 2013年（平成25年）：愛知県半田市、宮崎県日南市と『災害時相互応援協定』締結。
- 2014年（平成26年）：「小樽市自治基本条例」施行。市立小樽病院と小樽市立脳・循環器・こころの医療センターを統合した小樽市立病院開院。
- 2018年（平成30年）：後志自動車道小樽JCT - 小樽塩谷IC - 余市IC開通。
- 2023年（令和5年）
  - 6月15日：市内に初めてヒグマ注意報が発出（注意報等の制度は前年より北海道庁が始めたもの）。同年7月14日に解除[38]。
  - 小樽運河竣工100周年記念事業を開催[39]。

## 行政

### 役所
- 小樽市役所
  - 駅前サービスセンター、塩谷サービスセンター、銭函サービスセンター

### 市長
| 代 | 氏名       | 就任日     | 退任日     | 備考 |
| -- | ---------- | ---------- | ---------- | ---- |
| 1  | 金子元三郎 | 1900年1月  | 1901年     |      |
| 2  | 山田吉兵衛 | 1902年1月  | 1905年2月  |      |
| 3  | 椿蓁一郎   | 1905年11月 | 1908年10月 |      |
| 4  | 龍岡信熊   | 1909年8月  | 1911年12月 |      |
| 5  | 渡辺兵四郎 | 1912年3月  | 1916年2月  |      |
| 6  | 永井金次郎 | 1917年1月  | 1919年4月  |      |
| 7  | 大味久五郎 | 1919年10月 |            |      |

| 代   | 氏名       | 就任日                    | 退任日                     | 備考 |
| 官選 | 官選       | 官選                      | 官選                       | 官選 |
| ---- | ---------- | ------------------------- | -------------------------- | ---- |
| 1    | 佐柳藤太   | 1923年（大正12年）8月16日 | 1925年（大正14年）2月25日  |      |
| 2    | 木田川奎彦 | 1925年（大正14年）9月19日 | 1932年（昭和7年）11月11日  |      |
| 3    | 板谷宮吉   | 1933年（昭和8年）12月11日 | 1937年（昭和12年）12月10日 |      |
| 4    | 河原直孝   | 1938年（昭和13年）4月5日  | 1945年（昭和20年）5月10日  |      |
| 5    | 福岡幸吉   | 1945年（昭和20年）6月1日  | 1946年（昭和21年）11月12日 |      |
| 公選 |            |                           |                            |      |
| 6    | 寿原英太郎 | 1947年（昭和22年）4月2日  | 1951年（昭和26年）4月6日   |      |
| 7    | 安達与五郎 | 1951年（昭和26年）4月25日 | 1967年（昭和42年）4月29日  |      |
| 8    | 稲垣祐     | 1967年（昭和42年）4月30日 | 1975年（昭和50年）4月29日  |      |
| 9    | 志村和雄   | 1975年（昭和50年）4月30日 | 1987年（昭和62年）4月29日  |      |
| 10   | 新谷昌明   | 1987年（昭和62年）4月30日 | 1999年（平成11年）4月29日  |      |
| 11   | 山田勝麿   | 1999年（平成11年）4月30日 | 2011年（平成23年）4月29日  |      |
| 12   | 中松義治   | 2011年（平成23年）4月30日 | 2015年（平成27年）4月29日  |      |
| 13   | 森井秀明   | 2015年（平成27年）4月30日 | 2018年（平成30年）7月25日  |      |
| 14   | 迫俊哉     | 2018年（平成30年）8月26日 | 現職                       |      |

### 市民憲章・都市宣言
小樽市民憲章
小樽市はつらつ長寿憲章
都市宣言
- 交通安全都市宣言（昭和37年3月24日）
- 暴力追放都市宣言（昭和45年7月13日）
- 核兵器廃絶平和都市宣言（昭和57年6月28日）
- 防犯都市宣言（昭和63年10月5日）
- 小樽観光都市宣言（平成20年10月2日）

## 議会

### 市議会
本会議
- 定例会（年4回）
- 臨時会

委員会
- 常任委員会（各定数6人）
  - 総務常任委員会
  - 経済常任委員会
  - 厚生常任委員会
  - 建設常任委員会
- 議会運営委員会（定数9人）
- 特別委員会（定数9人）
  - 学校適正配置等調査特別委員会

会派別市議会議員
| 会派                           | 議席数 |
| ------------------------------ | ------ |
| 自由民主党小樽市議会議員会     | 5      |
| 公明党小樽市議会議員団         | 5      |
| みらい小樽市議会議員会         | 5      |
| 立憲・市民連合小樽市議会議員会 | 4      |
| 日本共産党小樽市議会議員団     | 4      |

### 道議会
- 定数：3人
- 選挙区：小樽市選挙区
- 任期：2023年4月30日 - 2027年4月29日

| 議員名     | 会派名                               | 備考 |
| ---------- | ------------------------------------ | ---- |
| 佐藤禎洋   | 自由民主党・道民会議北海道議会議員会 |      |
| 川澄宗之介 | 民主・道民連合                       |      |
| 丸山はるみ | 日本共産党北海道議会議員団           |      |

### 衆議院
- 選挙区：北海道4区（札幌市（西区の一部、手稲区）、小樽市、石狩市、後志総合振興局管内）
- 任期：2024年10月27日 - 2028年10月26日
- 投票日：2024年10月27日
- 当日有権者数：401,624人
- 投票率：57.32％

| 当落 | 候補者名   | 年齢 | 所属党派   | 新旧別 | 得票数    | 重複 |
| ---- | ---------- | ---- | ---------- | ------ | --------- | ---- |
| 当   | 大築紅葉   | 41   | 立憲民主党 | 前     | 101,484票 | ○    |
| 比当 | 中村裕之   | 63   | 自由民主党 | 前     | 94,090票  | ○    |
|      | 佐々木明美 | 63   | 日本共産党 | 新     | 19,063票  | -    |
|      | 斎藤佳代   | 41   | 無所属     | 新     | 10,322票  | -    |

## 国家機関
- 法務省
  - 札幌法務局小樽支局
  - 出入国在留管理庁札幌出入国在留管理局小樽分室
  - 札幌地方検察庁
    - 小樽支部・小樽区検察庁
    - 岩内支部・岩内区検察庁
- 財務省
  - 北海道財務局小樽出張所
  - 函館税関小樽税関支署
  - 国税庁札幌国税局小樽税務署
- 厚生労働省
  - 北海道労働局
    - 小樽労働基準監督署
    - 小樽公共職業安定所（ハローワークおたる）

  - 小樽検疫所
- 農林水産省
  - 横浜植物防疫所札幌支所小樽出張所
  - 動物検疫所北海道・東北支所小樽港事務所
- 国土交通省
  - 北海道開発局小樽開発建設部
    - 小樽道路事務所
    - 小樽港湾事務所

  - 国土地理院忍路験潮場
  - 海上保安庁第一管区海上保安本部
    - 小樽海上保安部
- 防衛省
  - 自衛隊札幌地方協力本部小樽地域事務所

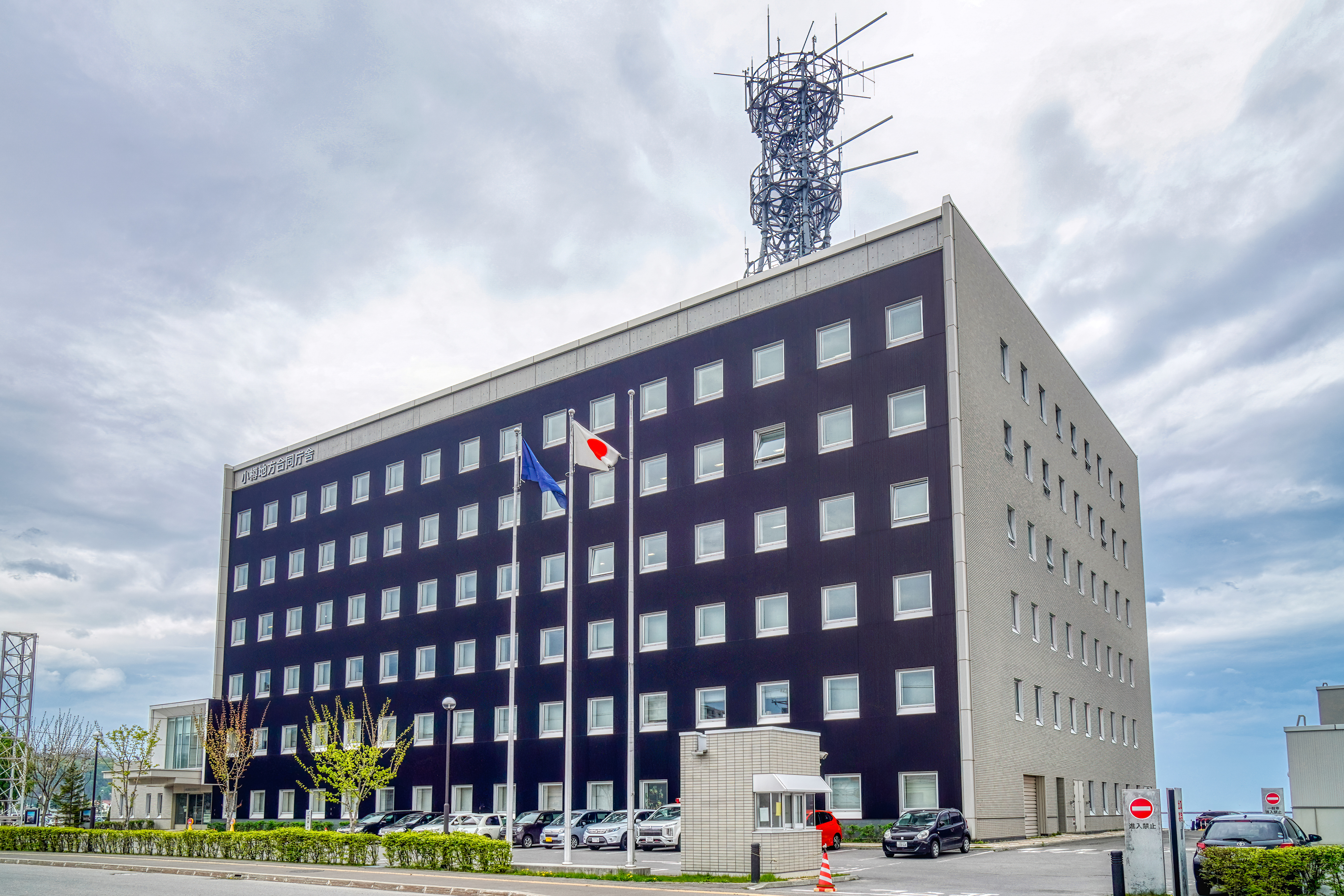
小樽地方合同庁舎（2022年5月）

### 裁判所
- 札幌地方裁判所小樽支部
- 札幌家庭裁判所小樽支部
- 小樽簡易裁判所

### 道の機関
- 後志総合振興局
  - 小樽道税事務所
  - 小樽商工労働事務所
  - 小樽建設管理部・事業課

### 独立行政法人・特殊法人等
- 独立行政法人
  - 高齢・障害・求職者雇用支援機構北海道職業能力開発大学校
  - 海技教育機構国立小樽海上技術学校
- 地方独立行政法人
  - 北海道立総合研究機構環境・地質研究本部地質研究所小樽庁舎
- 特殊法人等
  - 日本政策金融公庫小樽支店
  - 日本年金機構小樽年金事務所
  - 東日本高速道路北海道支社小樽工事事務所

## 施設

### 警察
- 小樽警察署
  - 小樽駅前交番、花園交番、手宮交番、長橋交番、若松交番、最上交番、築港交番、桜交番、朝里交番、銭函交番、塩谷駐在所、蘭島駐在所、オタモイ駐在所

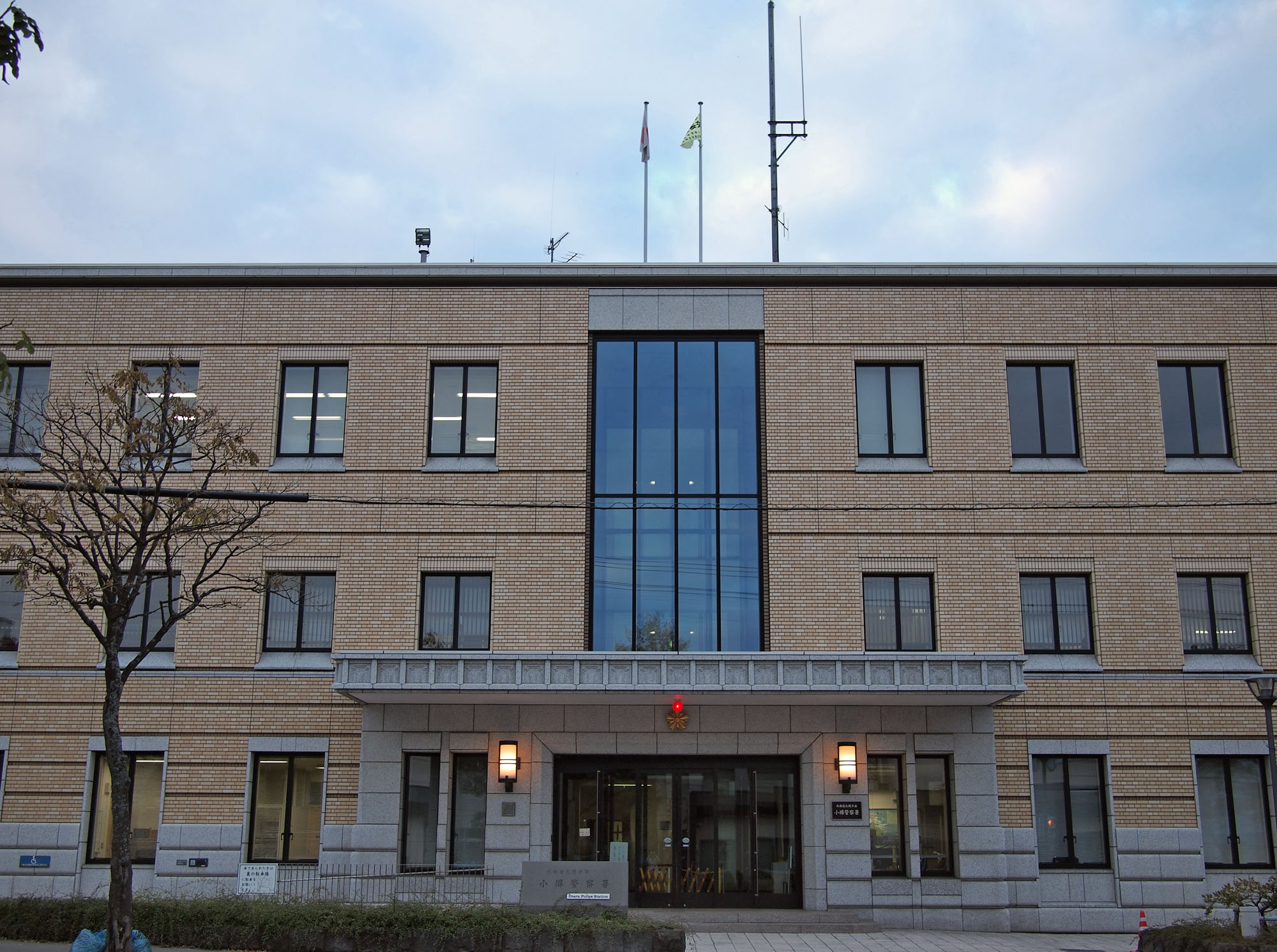
小樽警察署（2010年10月）

### 消防
- 小樽市消防本部
  - 小樽市消防署
    - 銭函支署、花園出張所、朝里出張所、手宮出張所、手宮出張所高島支所、オタモイ支署、オタモイ支署蘭島支所

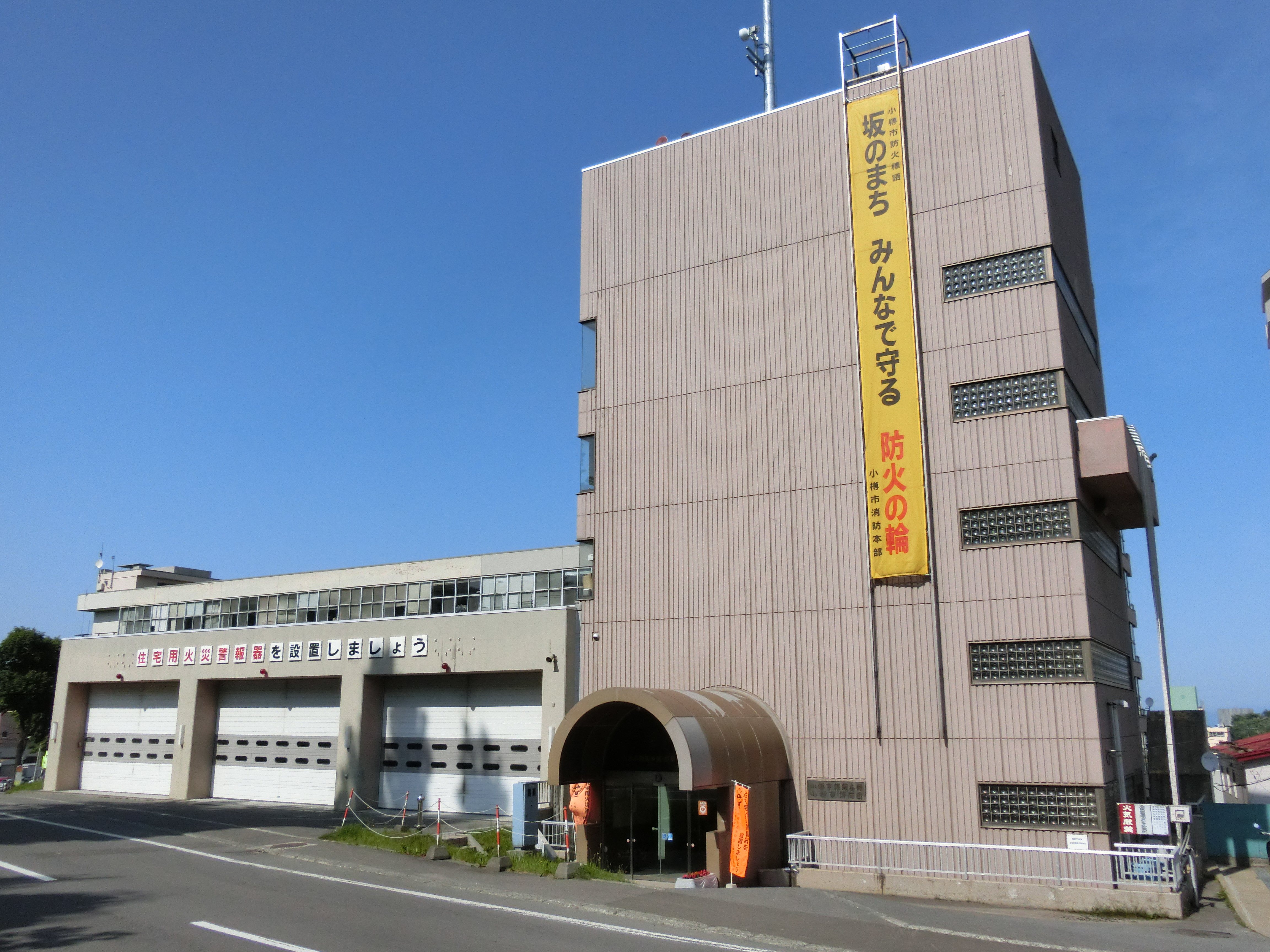
小樽市消防本部（2017年6月）

### 病院
- 朝里中央病院
- 石橋病院
- 大倉山学院
- 小樽掖済会病院
- 小樽市立病院
- 小樽中央病院
- 木下病院
- 札樽病院
- 西病院
- 野口病院
- 東小樽病院
- 北海道済生会小樽病院
- 北海道済生会西小樽病院(閉鎖)
- 北海道済生会小樽病院重症心身障がい児(者)施設みどりの里
- 北海道社会事業協会小樽病院（小樽協会病院）
- 三ツ山病院
- 南小樽病院

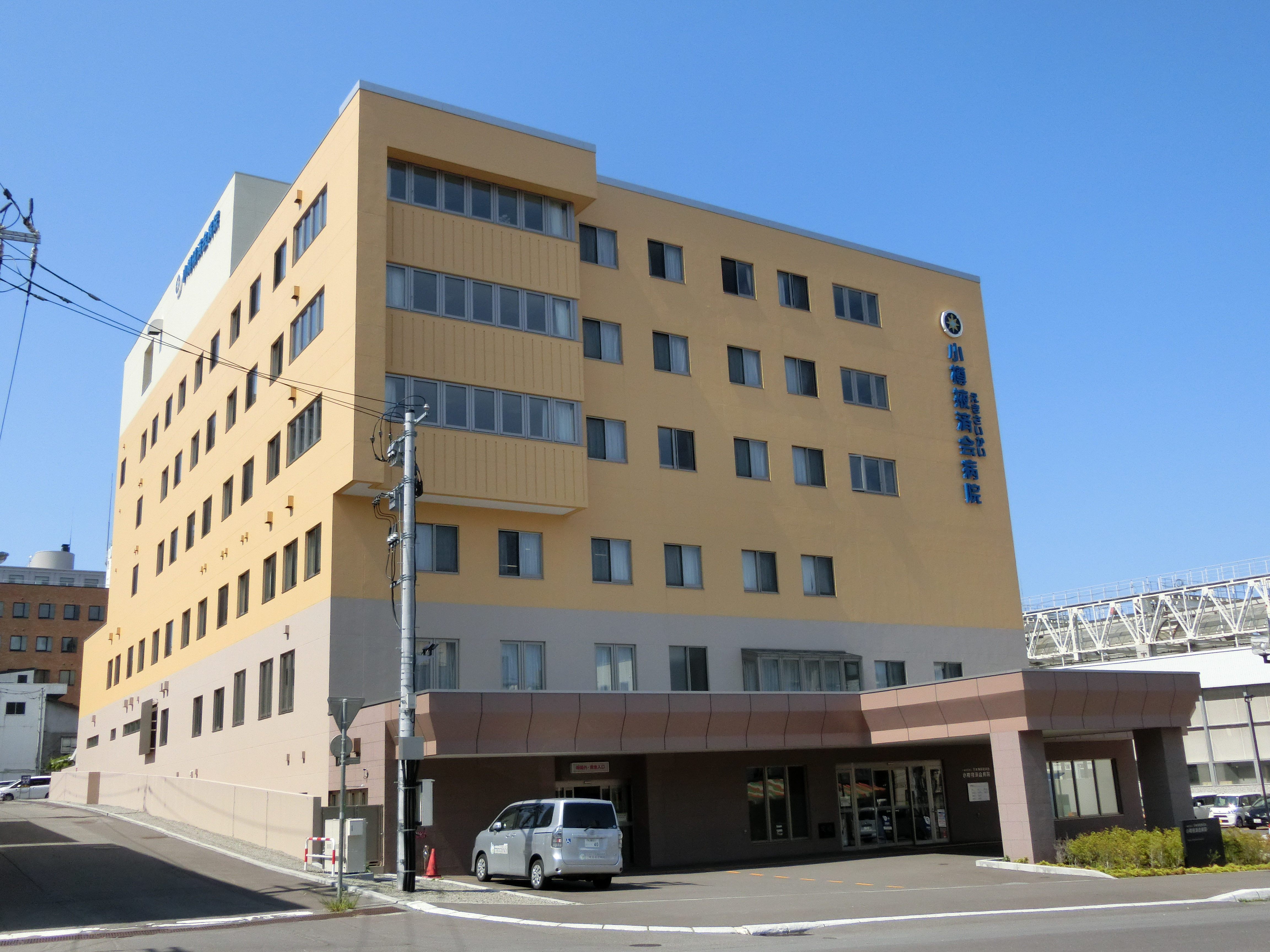
小樽掖済会病院（2017年6月）
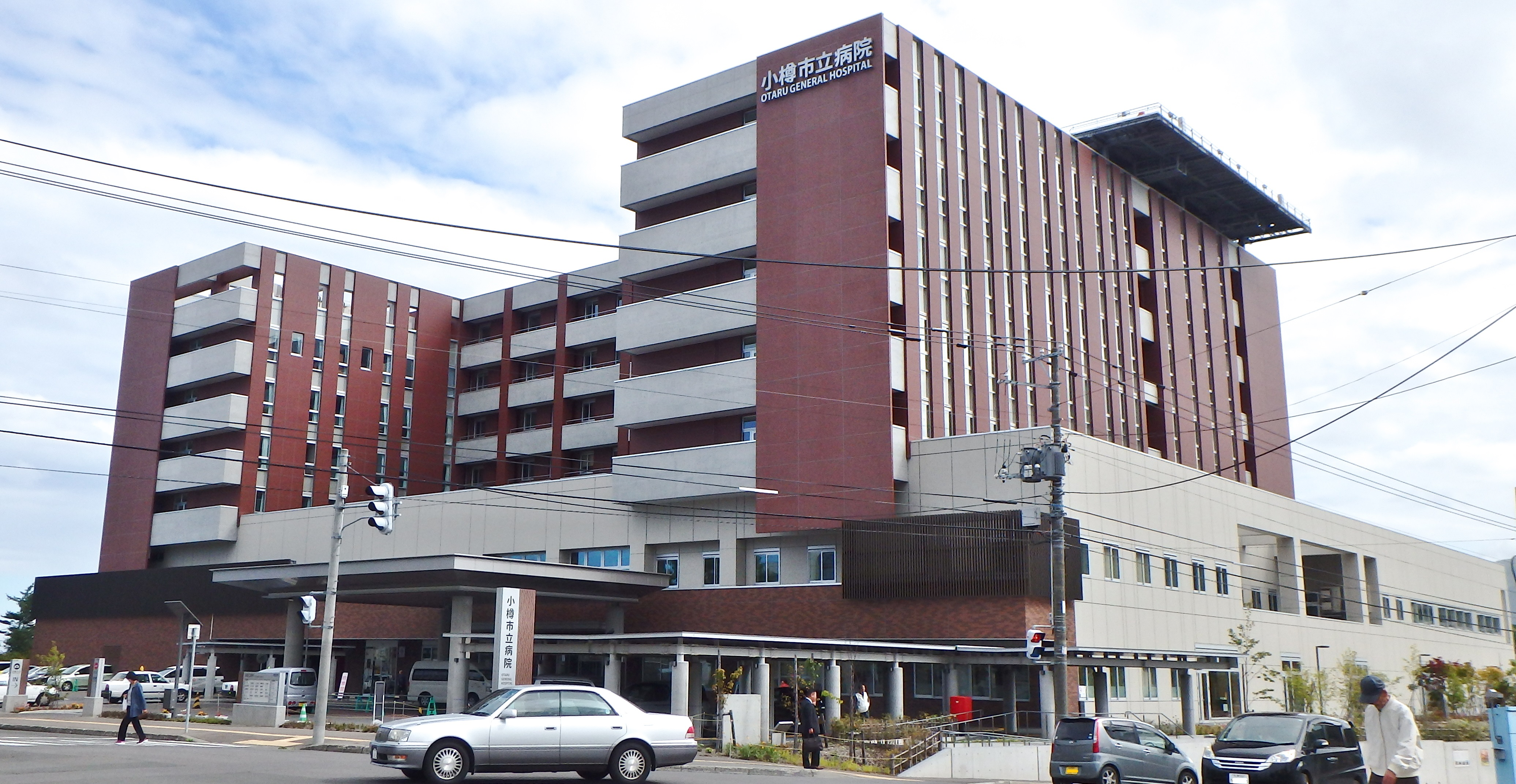
小樽市立病院（2016年10月）
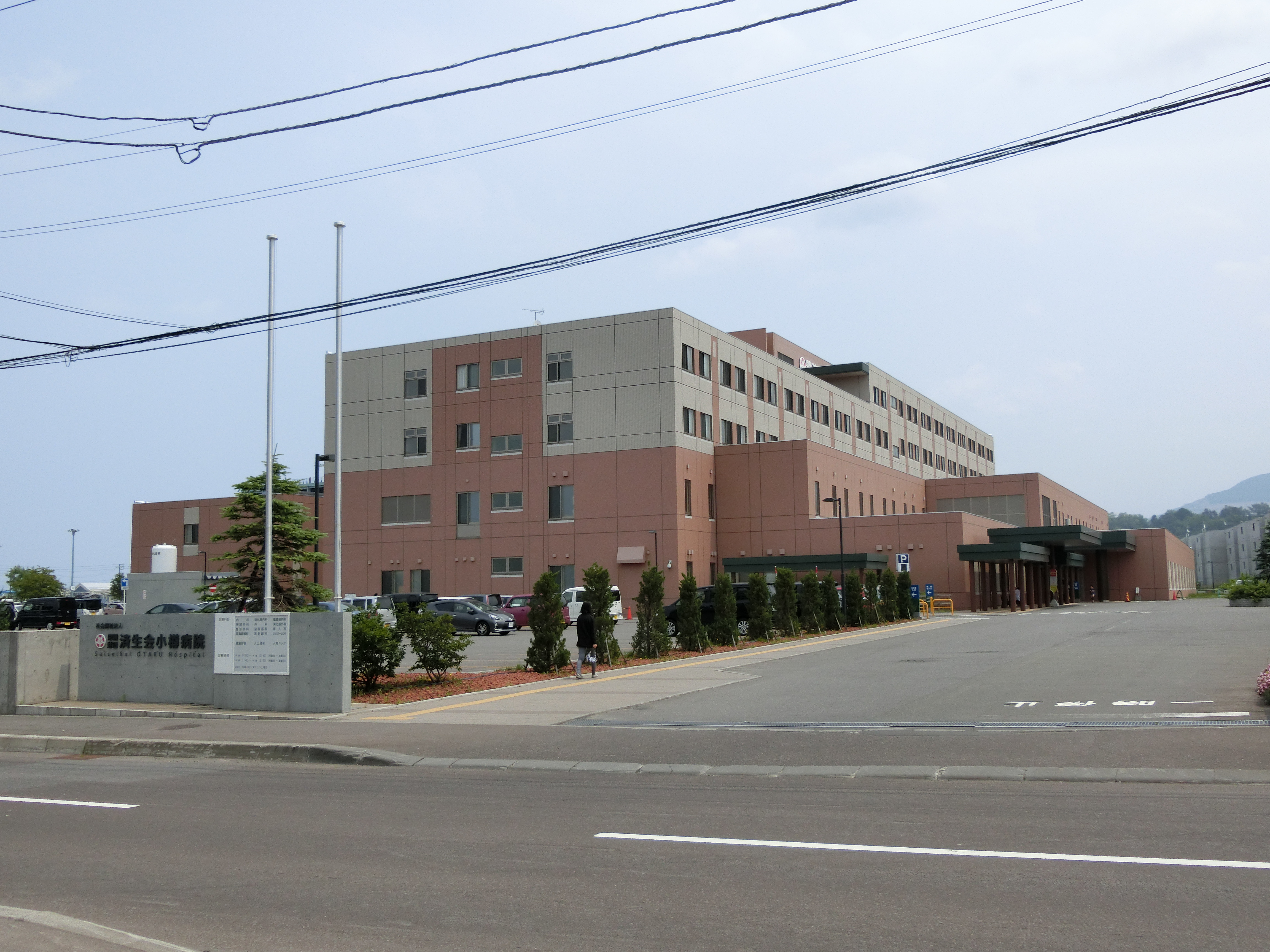
北海道済生会小樽病院（2017年7月）
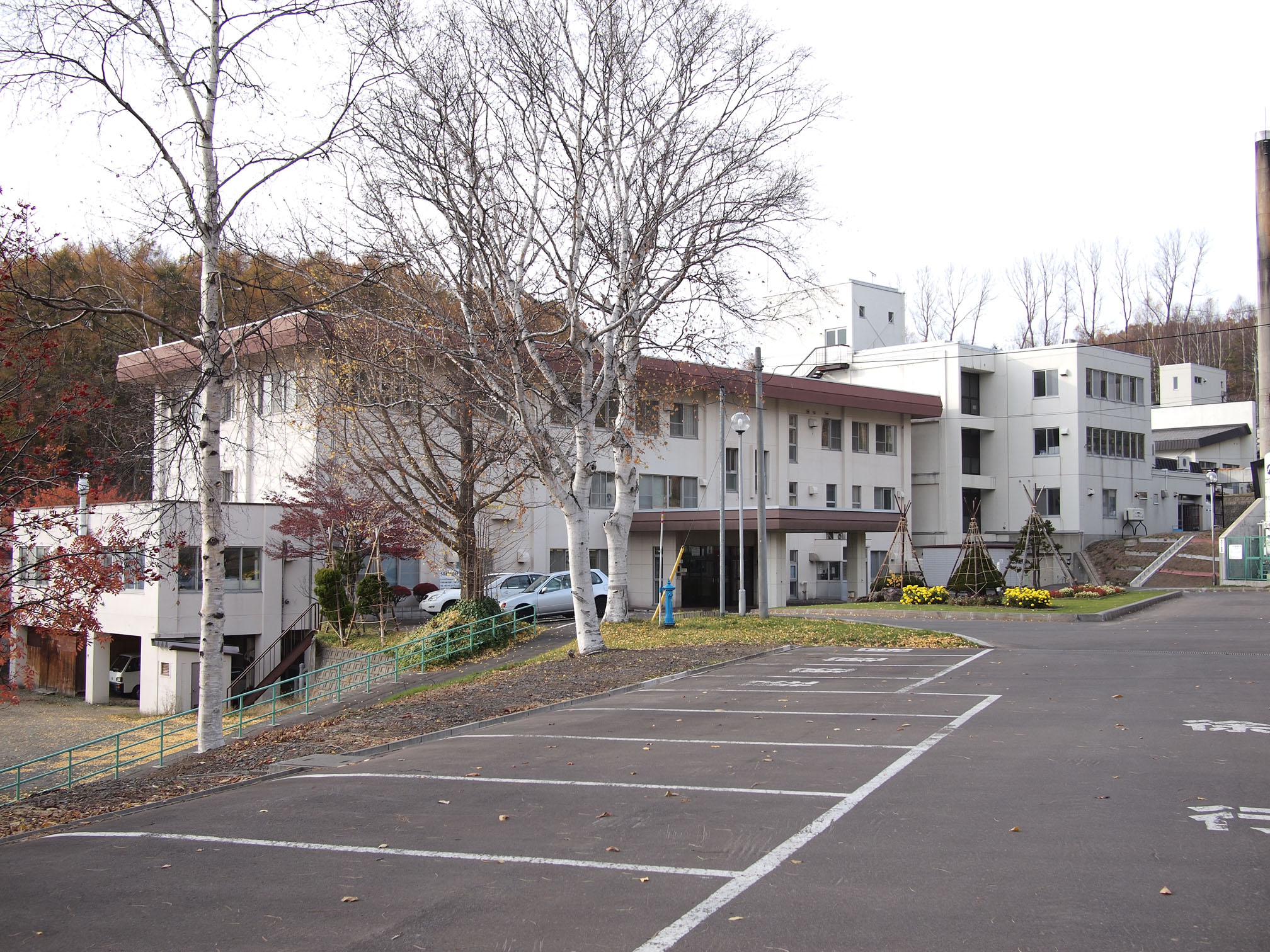
北海道済生会西小樽病院（2011年11月）
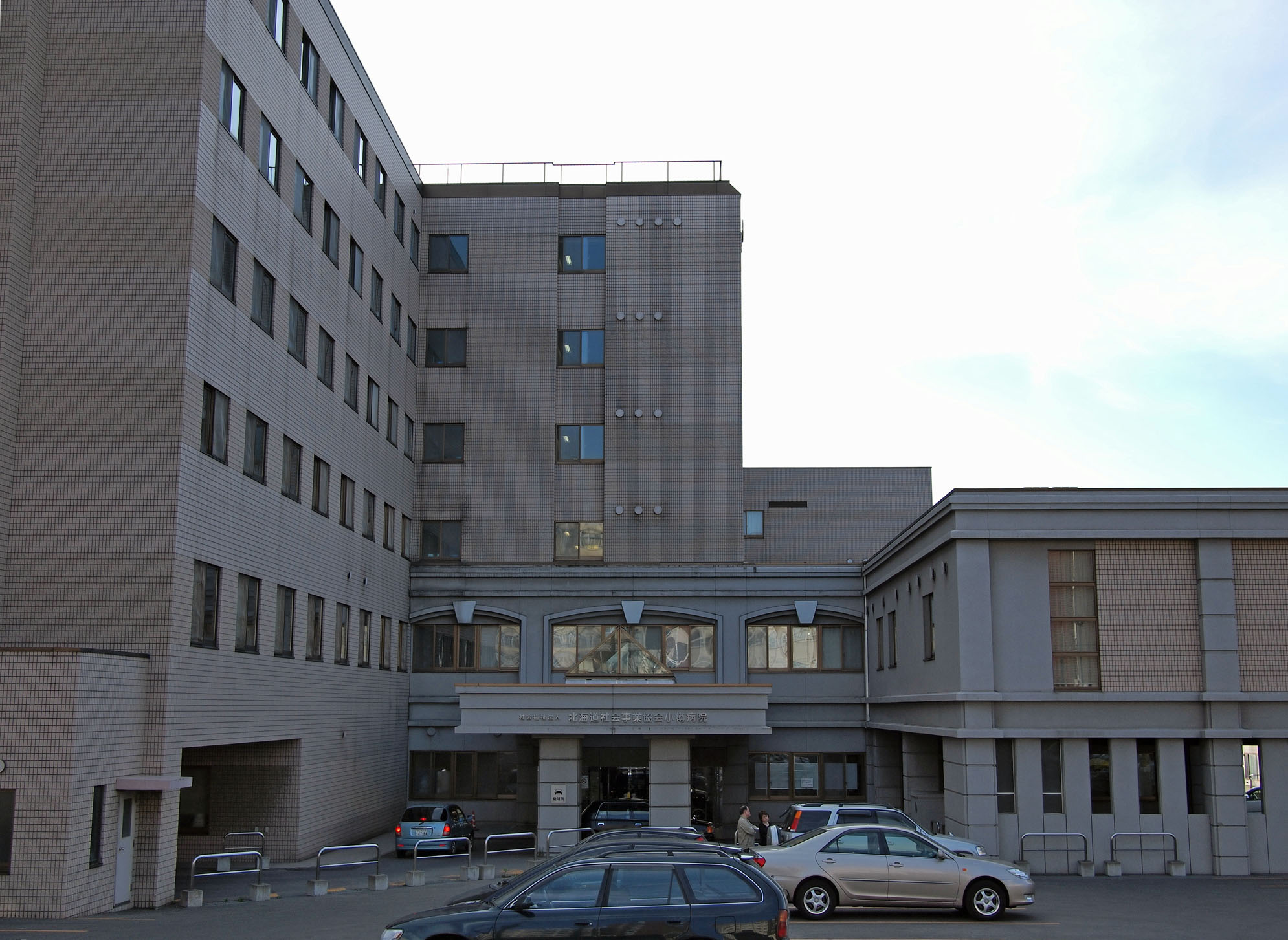
小樽協会病院（2010年5月）

### 郵便
- 小樽郵便局（集配局）047-00xx、047-01xx、048-25xx、048-26xxの集配を担当
- 銭函郵便局（集配局）047-02xxの集配を担当
  - 元は集配特定郵便局であった。民営化前の2006年に小樽郵便局（民営化時点では郵便事業会社小樽支店）に集配業務を移管し、無集配郵便局となったが、2016年から小樽郵便局から集配業務を再移管され10年ぶりに集配郵便局となった。[注釈 2]
- 朝里郵便局
  - 元は同名の集配普通郵便局が存在したが、民営化前の2005年に小樽郵便局（民営化時点では郵便事業会社小樽支店）に集配業務を移管し、朝里分室となった。2007年分室廃止後、新たに朝里郵便局として開局した。
- ウイングベイ小樽内郵便局（土日祝日営業局）

- 忍路郵便局
- 小樽赤岩郵便局
- 小樽稲穂郵便局
- 小樽入船郵便局
- 小樽梅ヶ枝郵便局
- 小樽駅前郵便局
- 小樽奥沢三郵便局
- 小樽奥沢郵便局
- 小樽堺町郵便局
- 小樽桜町郵便局
- 小樽産業会館内郵便局
- 小樽祝津郵便局
- 小樽住吉郵便局
- 小樽銭函西郵便局
- 小樽高島郵便局
- 小樽豊川郵便局
- 小樽長橋郵便局
- 小樽長橋四郵便局
- 小樽錦町郵便局
- 小樽花園二郵便局
- 小樽花園郵便局
- 小樽望洋台郵便局
- 小樽緑二郵便局
- 小樽緑町郵便局
- 小樽最上郵便局
- 小樽若竹郵便局
- 塩谷郵便局
- 張碓郵便局
- 蘭島郵便局
- オタモイ簡易郵便局

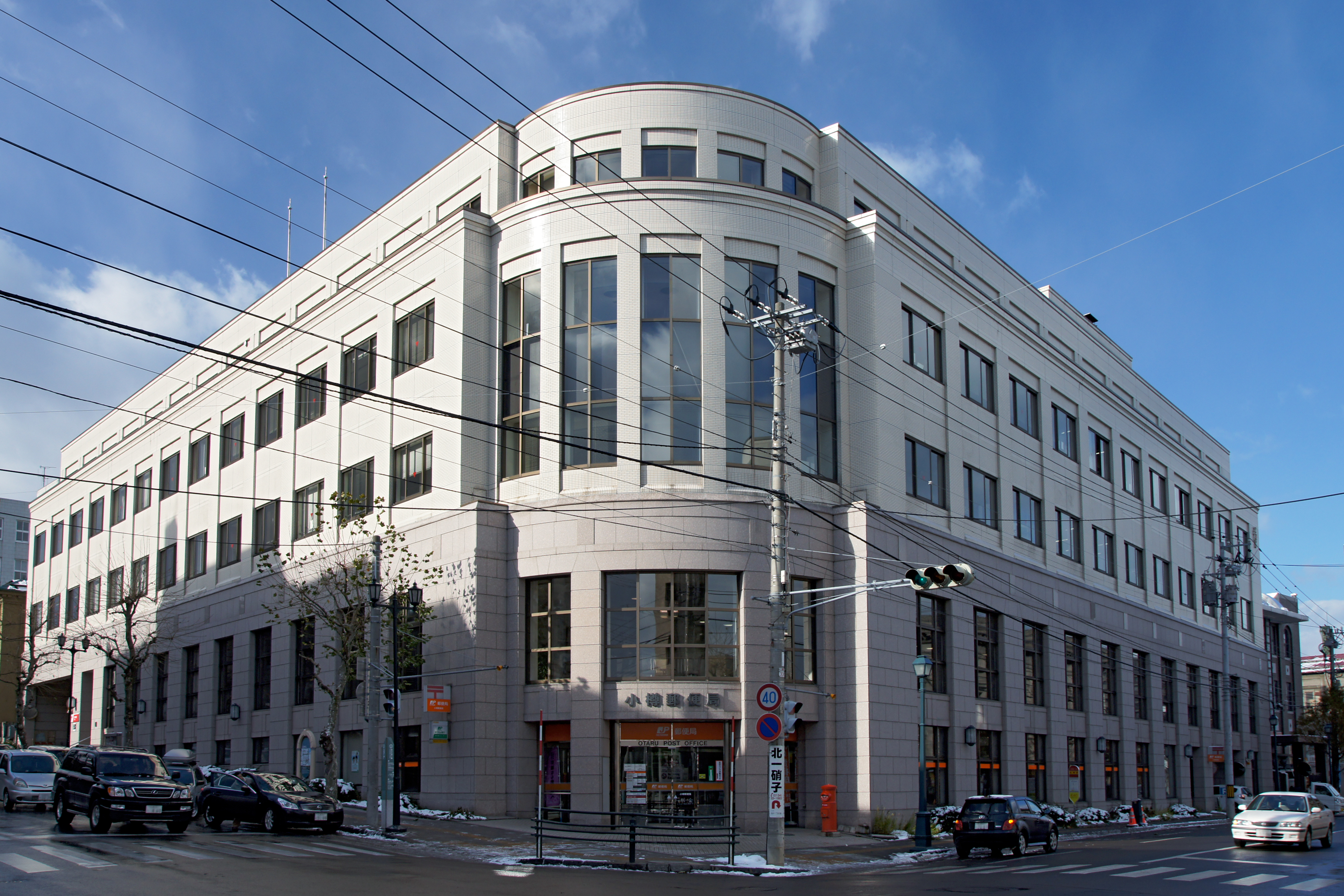
小樽郵便局（2011年11月）

### 公共施設
- 小樽市総合博物館
- 小樽市観光物産プラザ（運河プラザ）
- 小樽市民センター（マリンホール）
- 市立小樽文学館・市立小樽美術館
- 小樽市産業会館（NTT東日本小樽ビル内）
- 小樽市生涯学習プラザ（レピオ）
- 小樽市保健所
- 小樽市総合福祉センター
- 小樽市勤労女性センター
- 小樽市生活サポートセンター（たるさぽ）
- 市立小樽図書館
- 小樽市民会館
- 小樽市公会堂・小樽市能楽堂（旧岡崎家能舞台）
- 小樽市教育研究所
- 小樽市勤労青少年ホーム
- 小樽市いなきたコミュニティセンター
- 小樽市銭函市民センター
- 小樽市公設青果地方卸売市場
- 小樽市公設水産地方卸売市場
- 小樽市葬斎場

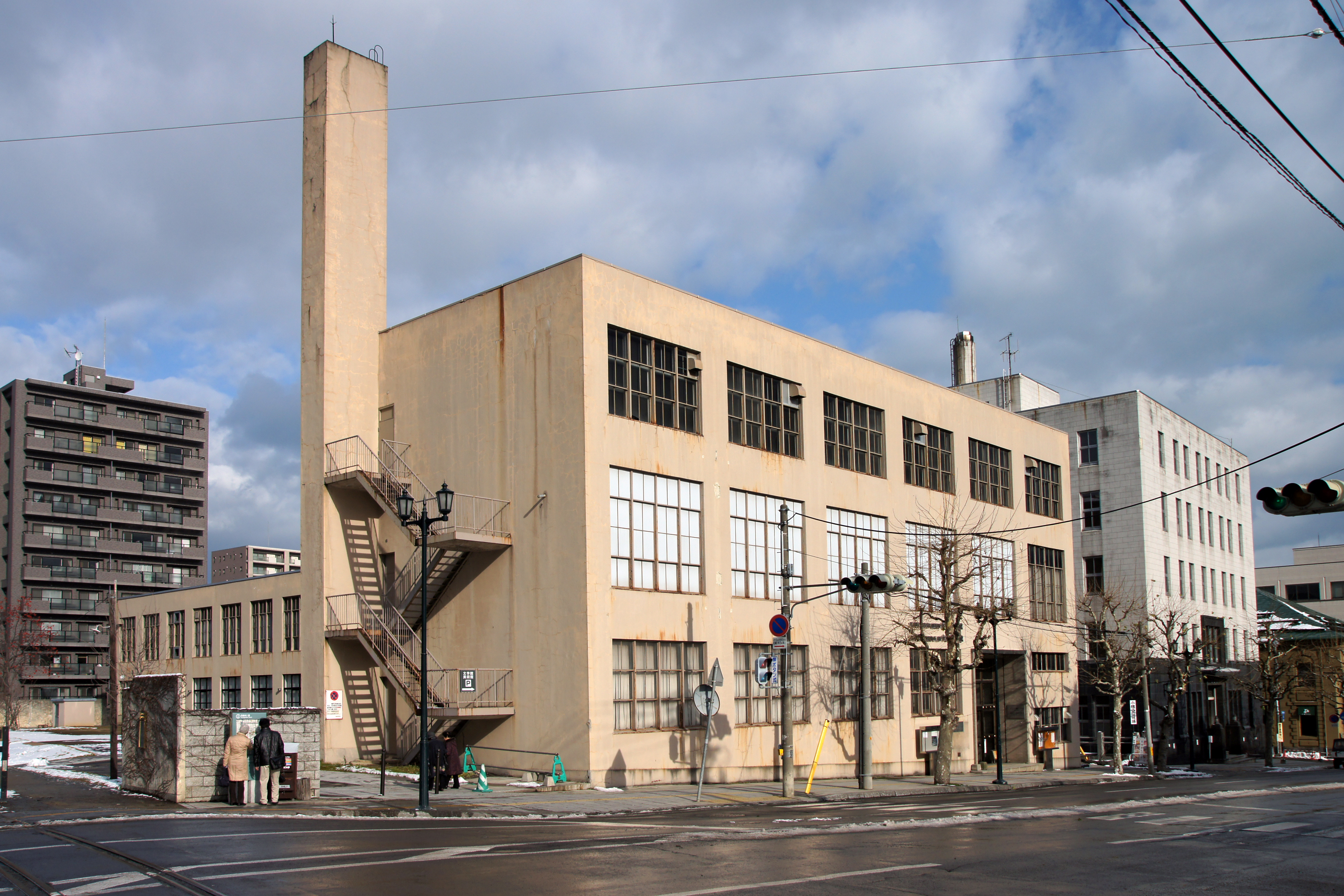
市立小樽文学館・市立小樽美術館（2011年11月）
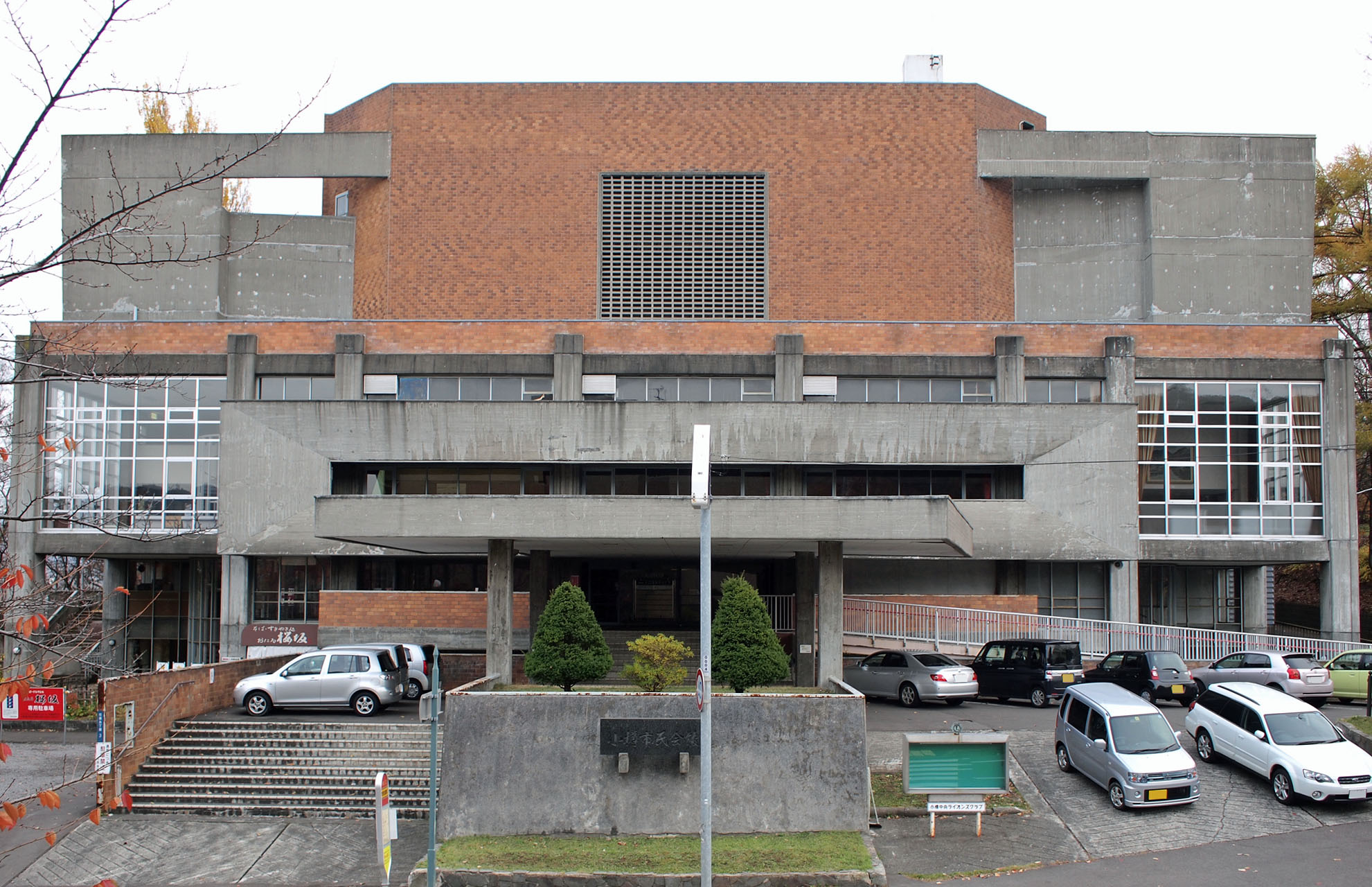
小樽市民会館（2011年11月）
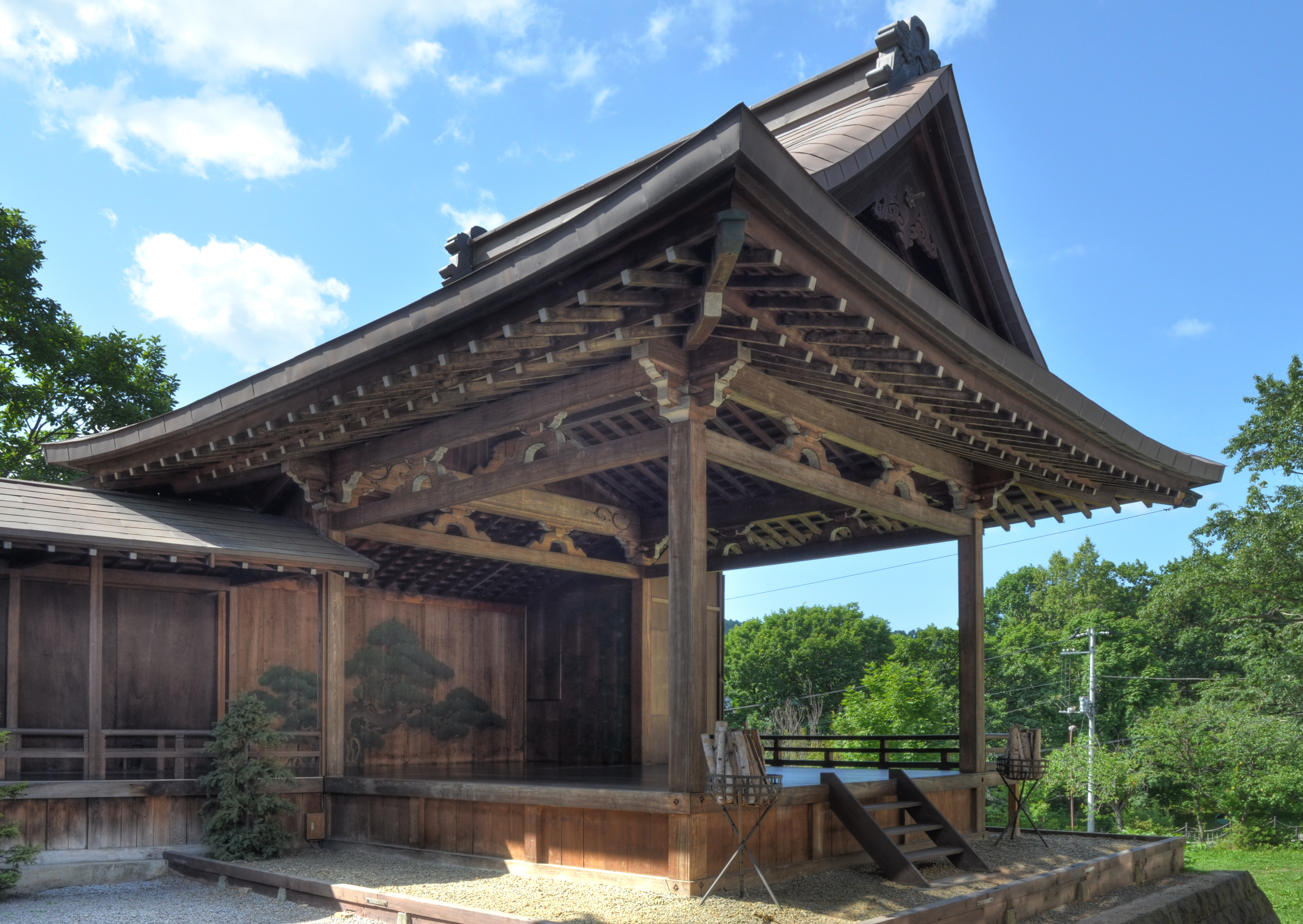
小樽市能楽堂（2011年8月）

### 運動施設
- 小樽手宮公園競技場
- 小樽市総合体育館
- 小樽桜ヶ丘球場
- 小樽公園運動場
- 小樽公園庭球場
- 小樽公園弓道場
- 小樽入船公園庭球場
- 小樽からまつ公園庭球場
- 小樽平磯公園運動場
- 小樽朝里川公園庭球場
- 小樽市望洋サッカー・ラグビー場
- 小樽市朝里ダム湖畔園地運動場
- 小樽市銭函パークゴルフ場

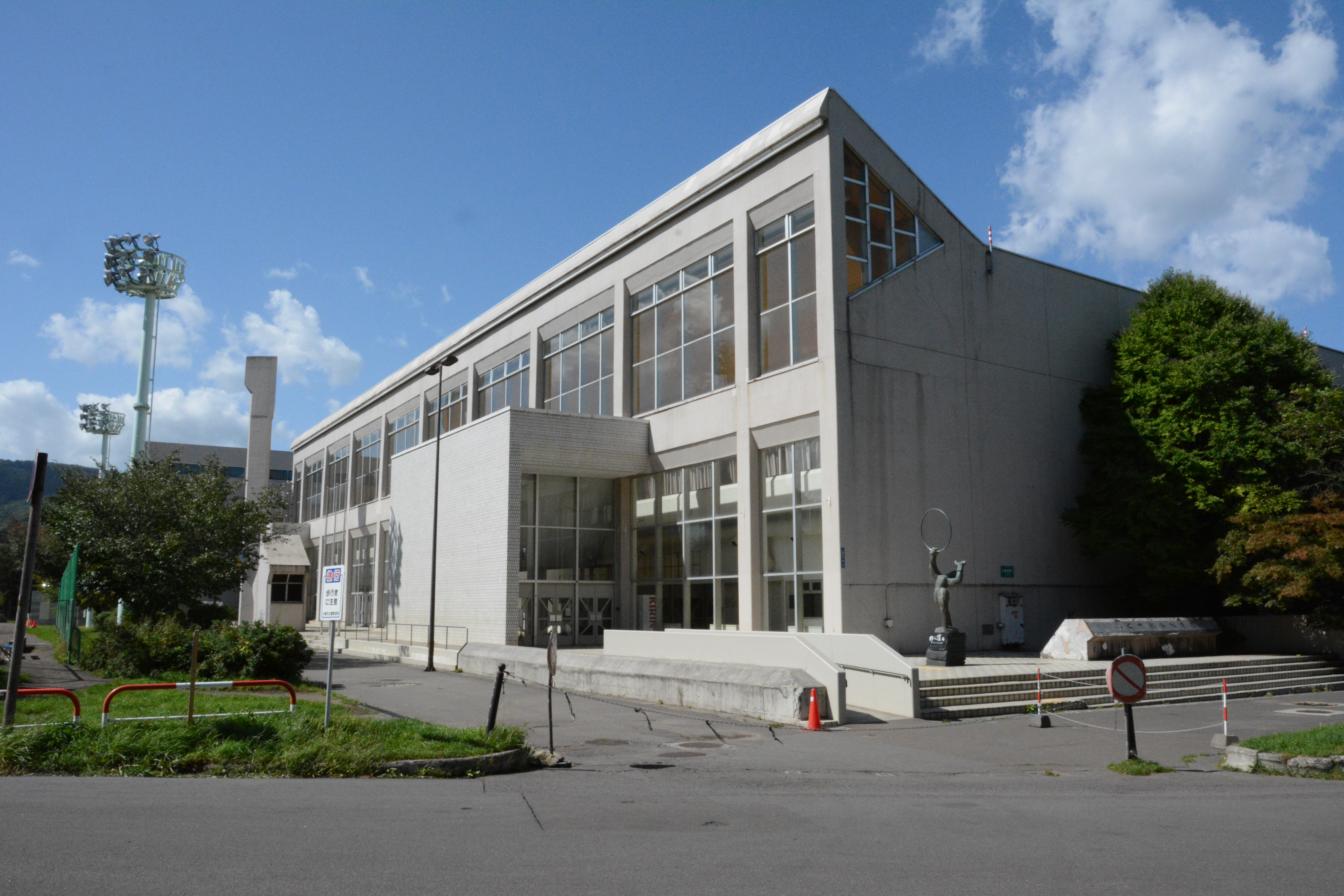
小樽市総合体育館（2013年9月）

## 対外関係

### 姉妹都市･連携都市

#### 海外
姉妹都市
- ナホトカ（ロシア連邦 沿海地方）
  - 1966年（昭和41年）9月12日姉妹都市提携[42]
- ダニーデン（ニュージーランド王国 オタゴ地方）
  - 1980年（昭和55年）7月25日姉妹都市提携[42]
- 江西区（大韓民国 ソウル特別市）
  - 2009年（平成21年）2月5日友好都市提携[42]
  - 2010年（平成22年）7月22日姉妹都市提携[42]

#### 国内
提携都市
- 半田市（愛知県）
2013年（平成25年）3月1日 災害時相互応援協定締結。
- 日南市（宮崎県）
2013年（平成25年）3月1日 災害時相互応援協定締結。

その他
- 三市区連携
2007年（平成19年）度から古くは運河でつながっていた、「石狩市・手稲区」と連携事業に取り組み、相互交流を図っている[43]。

### 外国公館

#### 廃止された外国公館
- 在小樽ソビエト連邦副領事館
  - 1926年（大正15年）4月から1938年（昭和13年）4月にかけて存在[44]。

## 情報通信

### マスメディア

#### 放送局
テレビ
- NHK札幌放送局小樽支局
- 札幌テレビ放送小樽支局

ラジオ
- エフエム小樽放送局（FMおたる）

#### 新聞社
- 読売新聞北海道支社小樽支局
- 北海道新聞社小樽支社
- 北海道建設新聞社小樽支社
- 北海道通信社小樽支局

インターネット新聞社
- 小樽ジャーナル社

## 生活基盤

### ライフライン

#### 電気
- 北海道電力小樽支店
  - 石狩湾新港発電所

#### ガス
- 北海道ガス（北ガス）小樽支店

## 教育

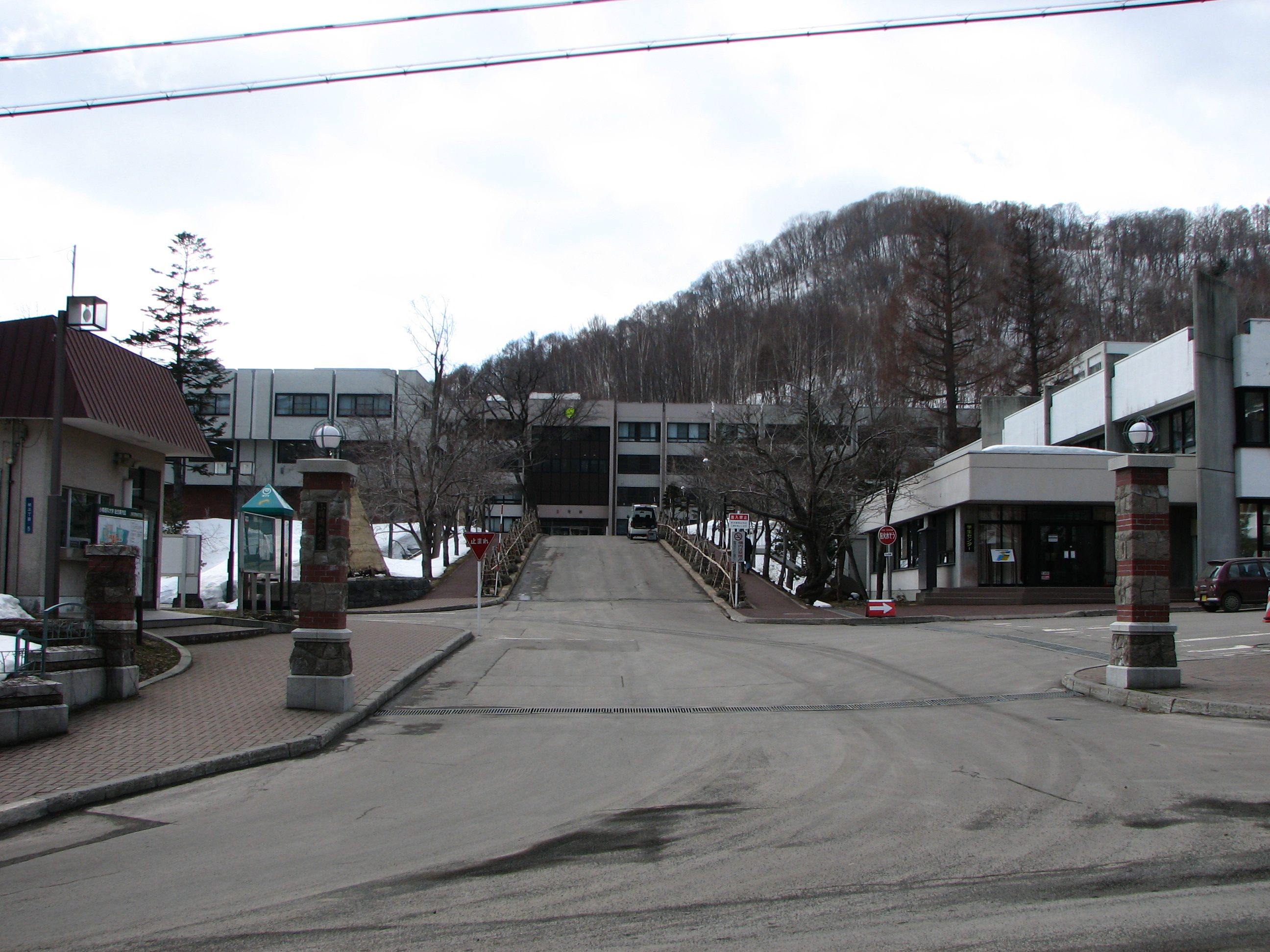
小樽商科大学（2007年3月）

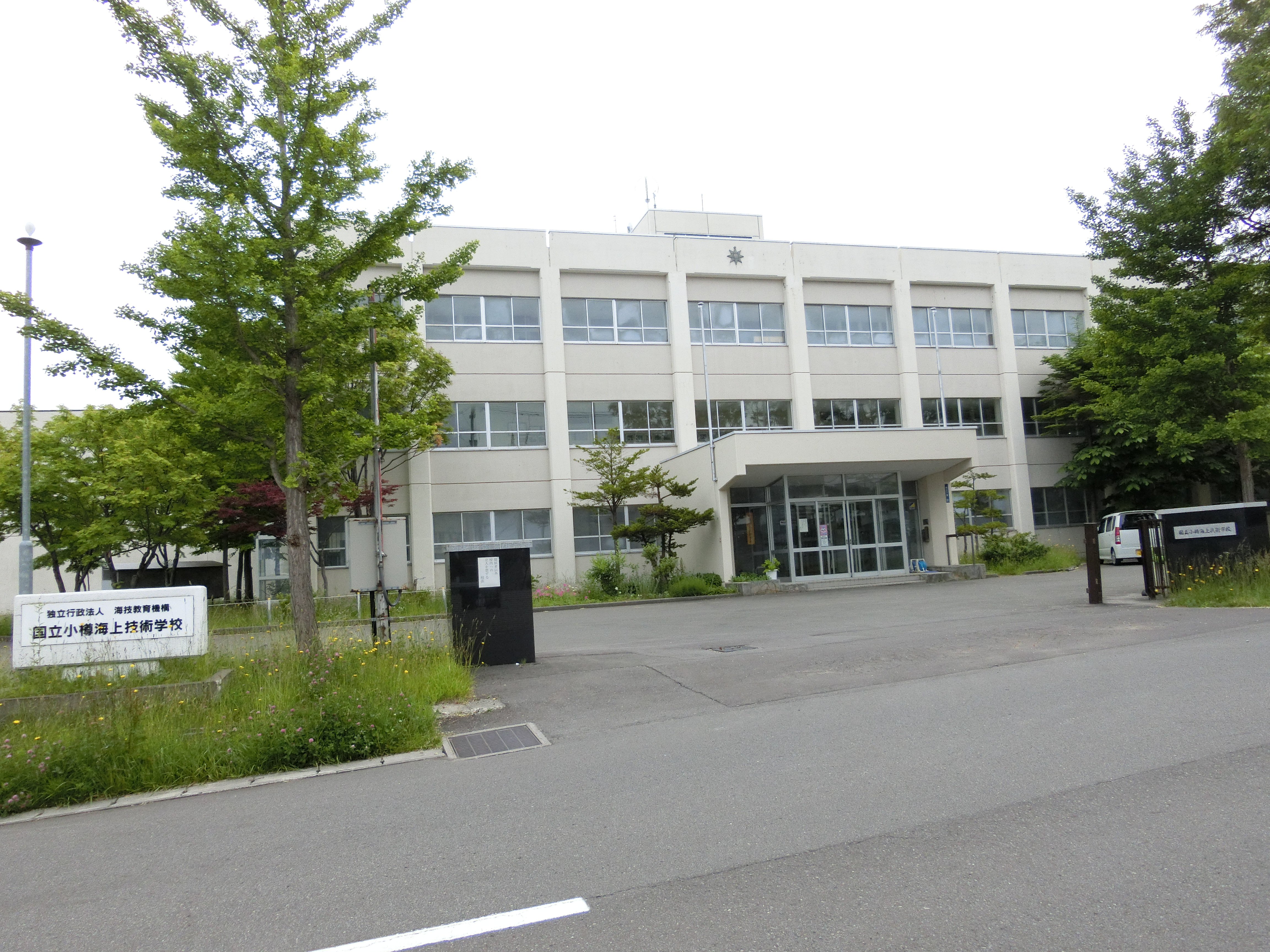
国立小樽海上技術学校（2017年7月）

### 大学
国立大学法人
- 小樽商科大学

研究施設
- 北海道大学北方生物圏フィールド科学センター水圏ステーション忍路臨界実験所[45]

### 専修学校
市立
- 市立小樽病院高等看護学院

私立
- 小樽歯科衛生士専門学校
- 小樽看護専門学校

### 海上技術学校
国立
- 国立小樽海上技術短期大学校

### 高等学校
道立
- 北海道小樽潮陵高等学校
- 北海道小樽桜陽高等学校
- 北海道小樽未来創造高等学校
- 北海道小樽水産高等学校[注釈 3]

私立
- 北照高等学校
- 小樽明峰高等学校
- 小樽双葉高等学校

### 中学校
市立
- 小樽市立忍路中学校[46]
- 小樽市立長橋中学校[46]
- 小樽市立北陵中学校[46]
- 小樽市立西陵中学校[46]
- 小樽市立菁園中学校[46]
- 小樽市立松ヶ枝中学校[46]
- 小樽市立向陽中学校[46]
- 小樽市立潮見台中学校[46]
- 小樽市立桜町中学校[46]
- 小樽市立望洋台中学校[46]
- 小樽市立朝里中学校[46]
- 小樽市立銭函中学校[46]

### 小学校
市立
- 小樽市立忍路中央小学校[47]
- 小樽市立塩谷小学校[47]
- 小樽市立高島小学校[47]
- 小樽市立幸小学校[47]
- 小樽市立長橋小学校[47]
- 小樽市立手宮中央小学校[47]
- 小樽市立稲穂小学校[47]
- 小樽市立花園小学校[47]
- 小樽市立山の手小学校[47]
- 小樽市立奥沢小学校[47]
- 小樽市立潮見台小学校[47]
- 小樽市立桜小学校[47]
- 小樽市立望洋台小学校[47]
- 小樽市立朝里小学校[47]
- 小樽市立張碓小学校[47]
- 小樽市立桂岡小学校[47]
- 小樽市立銭函小学校[47]

### 特別支援学校
- 北海道小樽高等支援学校
- 北海道高等聾学校

### 認定こども園
- 手宮幼稚園[48]
- 小樽オリーブ幼稚園[48]
- 小樽杉の子幼稚園[48]
- 桂岡幼稚園[48]
- さくら保育園[48]
- あかつき保育園[48]
- かもめ保育園[48]
- いなほ幼稚園[48]
- さくら幼稚園[48]

### 幼稚園
- まや幼稚園[48]
- 長橋幼稚園[48]
- 小樽高田幼稚園[48]
- 朝里幼稚園[48]
- 小樽藤幼稚園[48]
- 小樽幼稚園[48]
- ロース幼稚園[48]
- 小樽中央幼稚園[48]

### 認可保育所
市立
- 奥沢保育所[48]
- 銭函保育所[48]
- 手宮保育所[48]
- 赤岩保育所[48]
- 最上保育所[48]

私立
- 中央保育所[48]
- 相愛保育所[48]
- 日赤保育所[48]
- 若竹保育所[48]
- 龍徳保育園[48]
- 新光保育園[48]
- 愛育保育園[48]
- ゆりかご保育園[48]
- 杉の子保育園[48]
- 龍徳オタモイ保育園[48]
- 蘭島保育園[48]
- さくら乳児保育園[48]
- あおぞら保育園[48]

### 学校教育以外の施設
- 北海道職業能力開発大学校
- 小樽自動車学校
- 小樽中央自動車学校
- 小樽市民大学講座
- 小樽観光大学校

## 経済

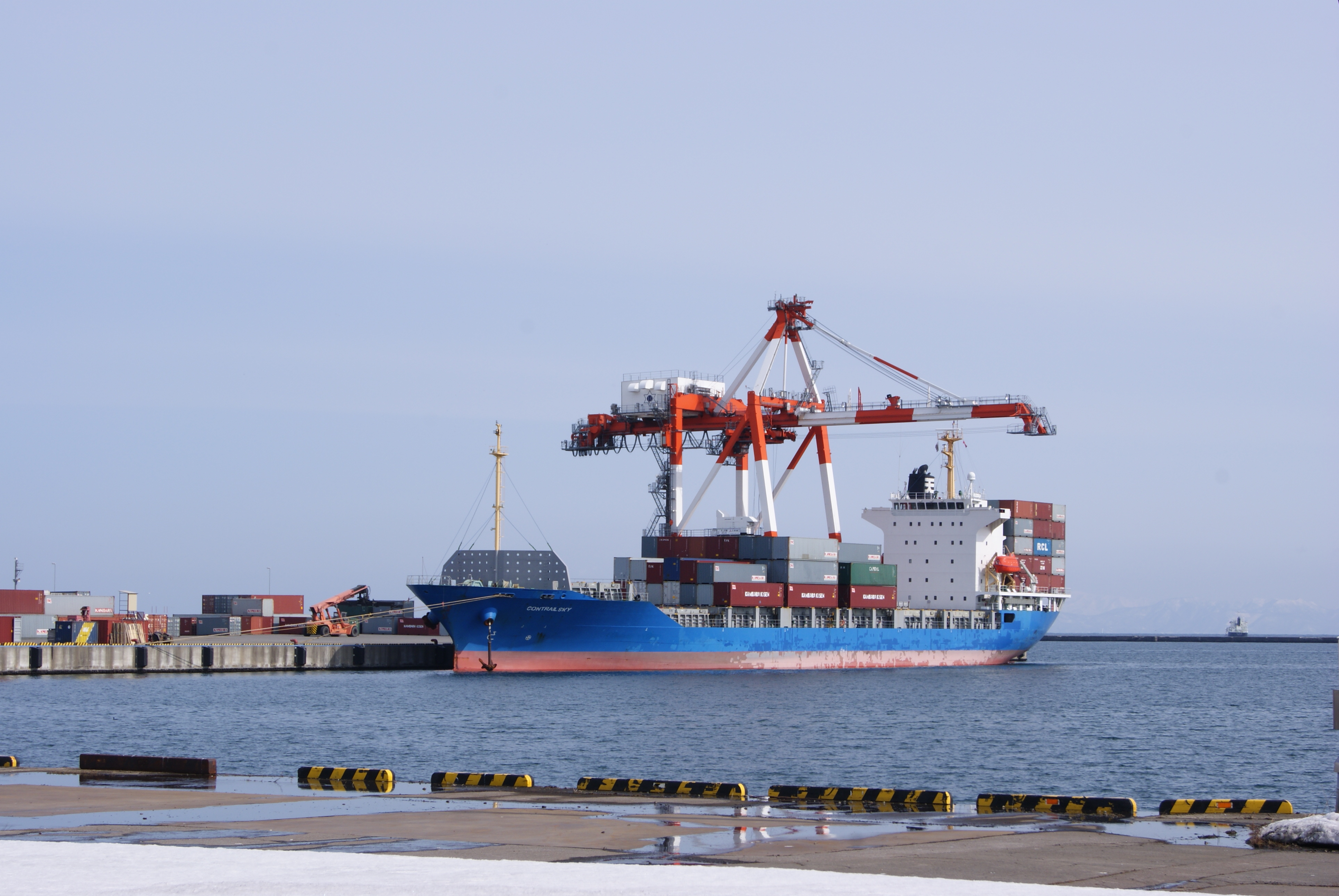
小樽港（2009年3月）

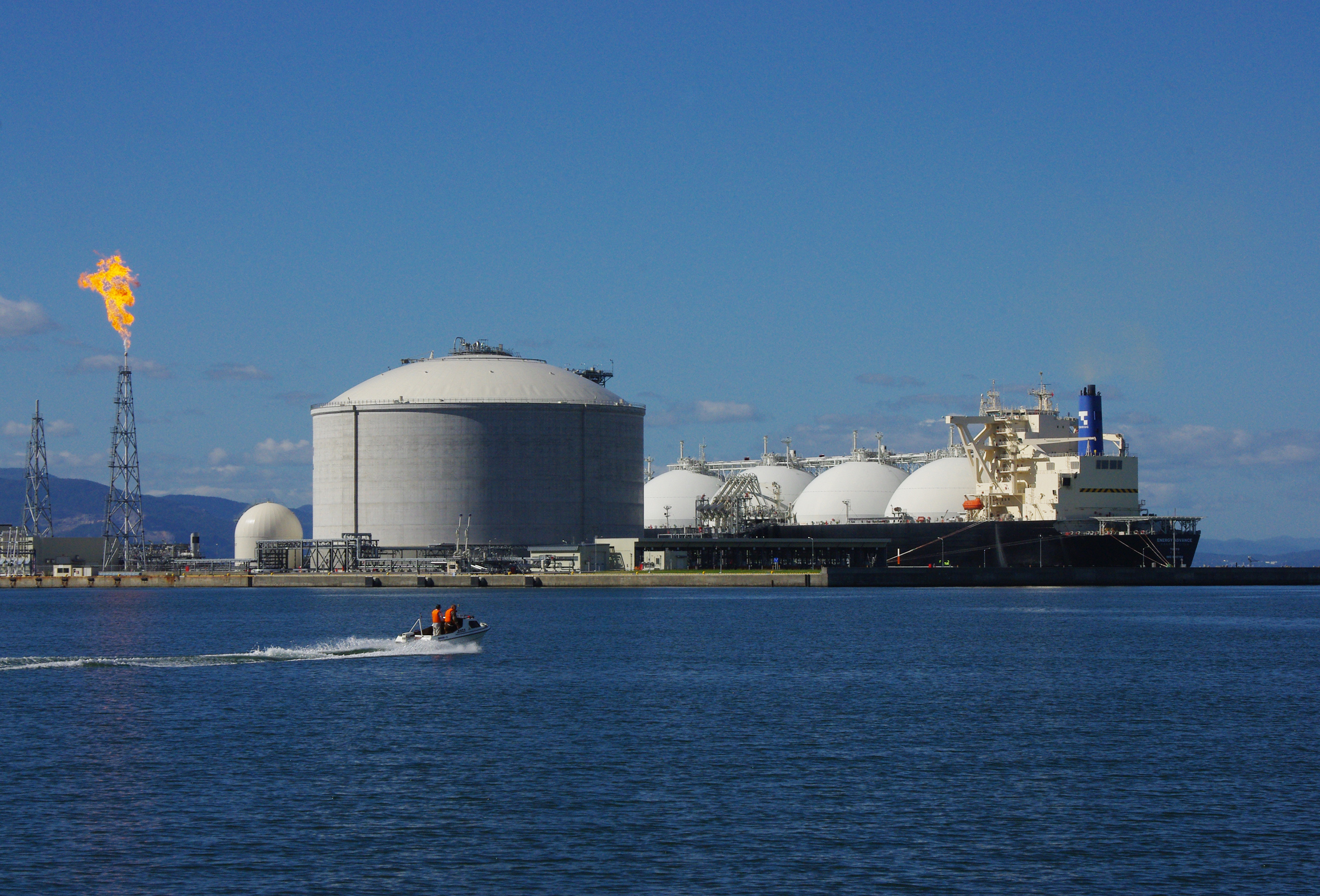
石狩湾新港（2012年10月）

産業別就業者の割合は第三次産業が最も多く、次いで第二次産業、第一次産業となっている。産業大分類別の事業所数・従業者数ではともに「卸売業、小売業」が最も多く、事業所数では「宿泊業、飲食サービス業」、「生活関連サービス業、娯楽業」、従業員数では「医療、福祉」、「製造業」の順に多くなっており、「卸売業、小売業」、「建設業」、「製造業」で市内企業数全体の66.7 %になっている。
小樽港は外国貿易港として開港以来100年以上の歴史ある港であり、防波堤や大型ふ頭のほか、穀物や冷凍貨物の専用施設やフェリー、海上コンテナに対応した施設を整備してきた。現在でも北海道 - 西日本の海上輸送においては重要な拠点である。ところが、人口減少や北海道経済の低迷、東京一極集中に伴う太平洋側への産業・物流拠点の移行などにより、厳しい状況が続いている。近年は日本国内外のクルーズ客船が寄港しており、国際交流の場としての活用が求められている。石狩湾新港は石狩市に跨いてあり、流通港湾として整備が進められてきた。近年はエネルギー基地やリサイクル資源の集積拠点としての整備が進んでいる。

### 工業団地
- 銭函工業団地
- 石狩湾新港地域

### 組合
- 小樽市漁業協同組合
- 小樽機船漁業協同組合
- 小樽水産加工業協同組合
- 新おたる農業協同組合（JA新おたる）共済課推進本部・小樽事業所（グリーンセンター）
- ホクレン農業協同組合連合会小樽種子工場・北の食と食文化の館「ふうど館」
- 全国労働者共済生活協同組合連合会（全労済）小樽支所
- 小樽建築技能協同組合
- 小樽市管工事業協同組合
- 生活協同組合コープさっぽろトドックステーション小樽センター

### 商業施設
ショッピングセンター
- 小樽ベイシティ開発
  - ウイングベイ小樽
- 三菱HCキャピタル
  - 朝里ショッピングセンター

ウイングベイ小樽（2012年6月）
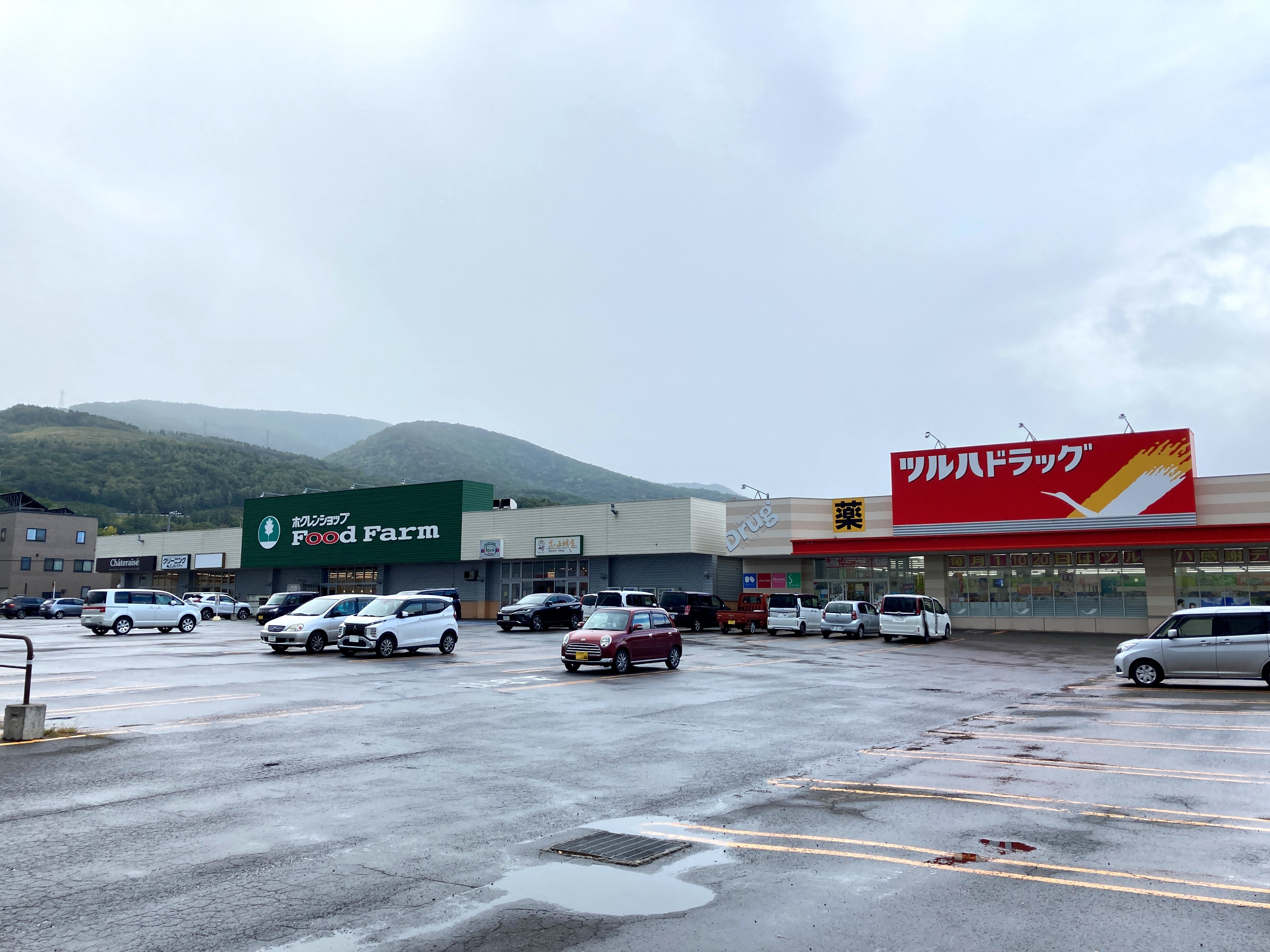
朝里ショッピングセンター（2022年9月）

スーパーマーケット
- 長崎屋（パン・パシフィック・インターナショナルホールディングス）
  - 長崎屋小樽店（ドン・キホーテ小樽店併設）
- イオン北海道（イオングループ）
  - イオン小樽店（ウイングベイ小樽内）
  - マックスバリュ手宮店
- ラルズ（アークスグループ）
  - スーパーアークス奥沢店
  - スーパーアークス長橋店
  - ラルズマート桂岡店
  - ラルズマート手宮店
  - ラルズマート桜町店
  - ラルズマートおたる山の手店
- 生活協同組合コープさっぽろ道央地区
  - 小樽南店
  - みどり店
- 北雄ラッキー
  - ラッキー朝里店
  - ラッキー衣料館手宮店
- ホクレン商事
  - ホクレンショップFoodFarm朝里店（朝里ショッピングセンター内）
- トライアルカンパニー
  - スーパーセンタートライアル小樽朝里店
  - スーパーセンタートライアル小樽塩谷店
- 神戸物産
  - 業務スーパー小樽店

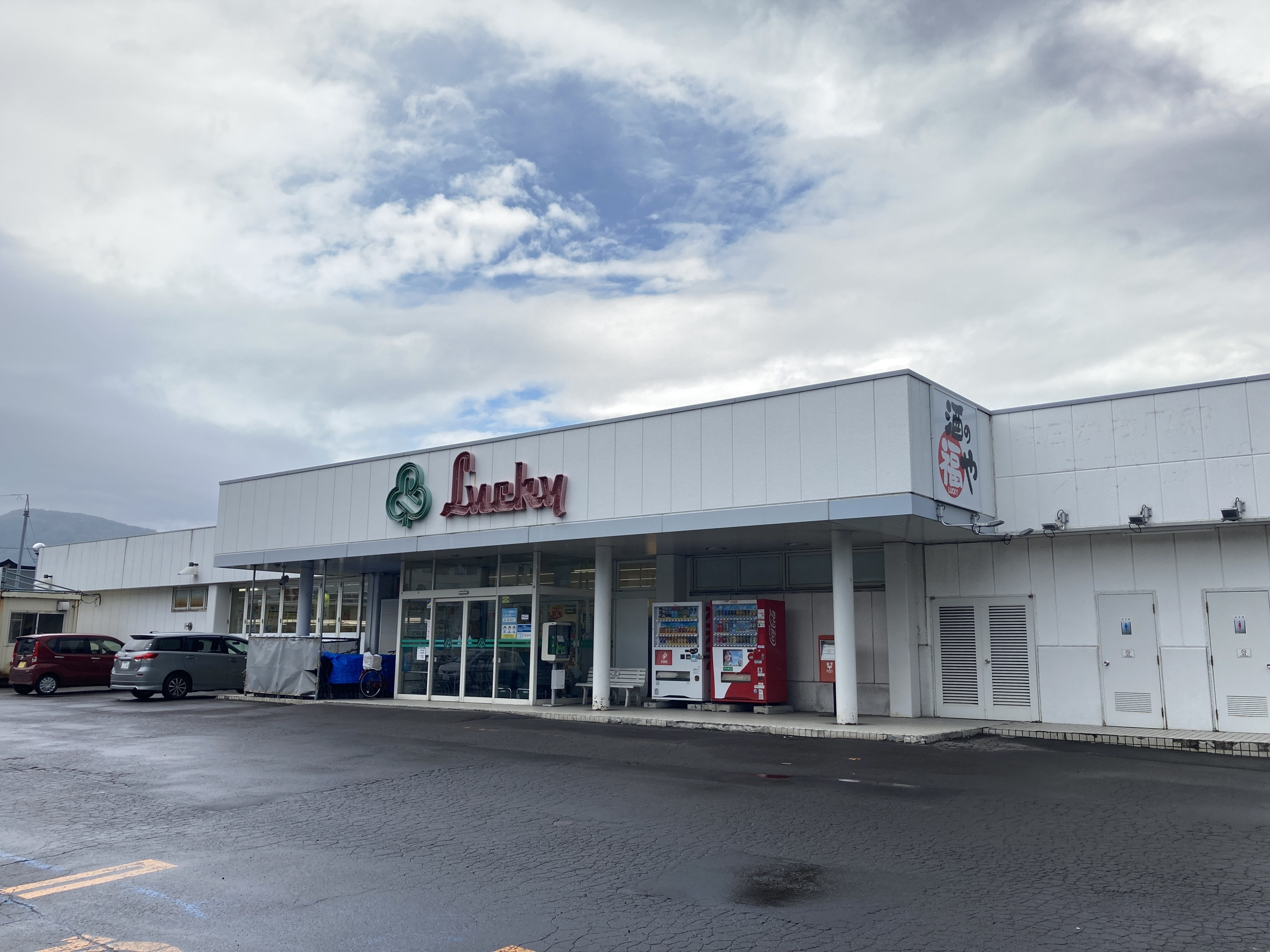
北雄ラッキー朝里店（2022年9月）

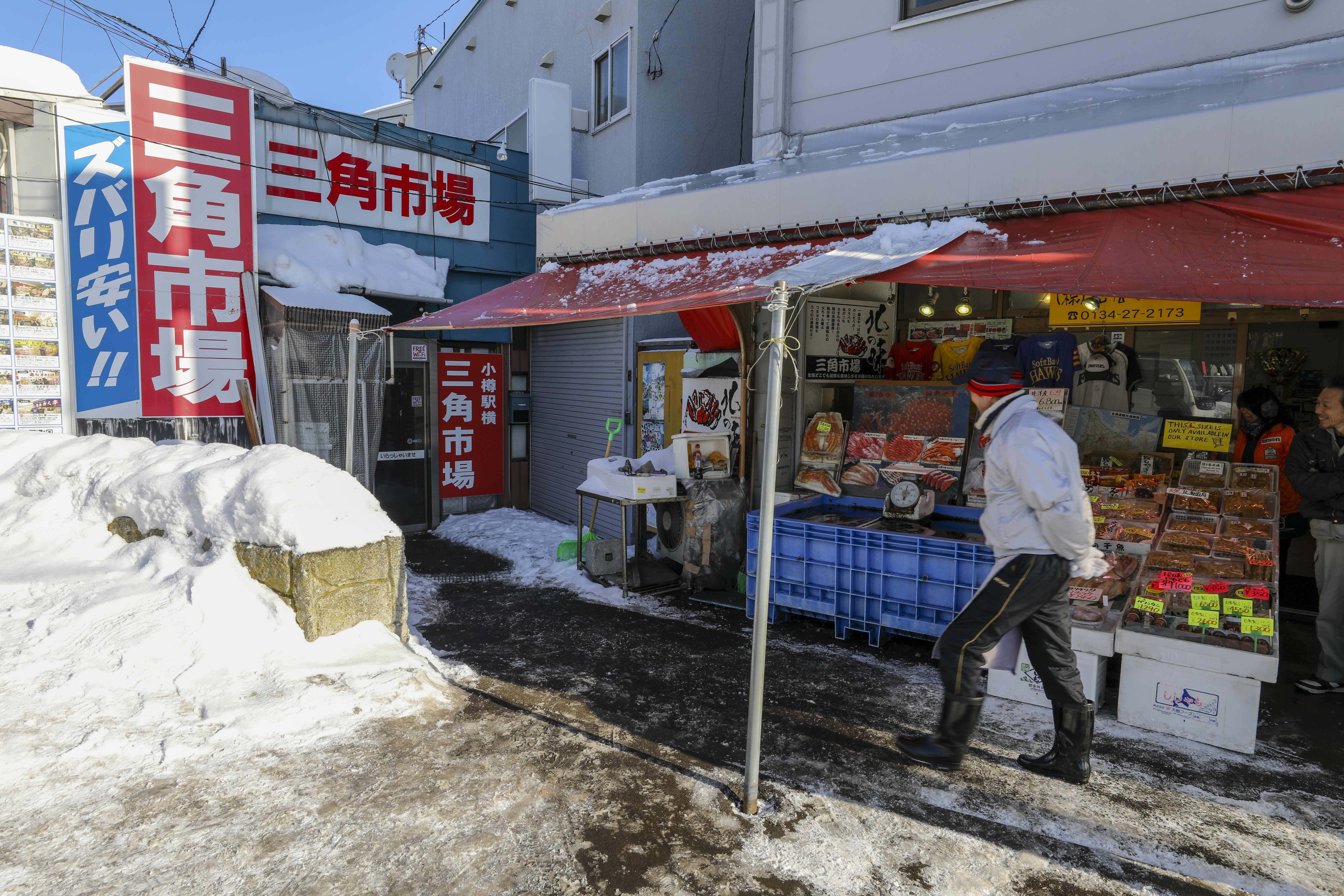
三角市場（2019年1月）
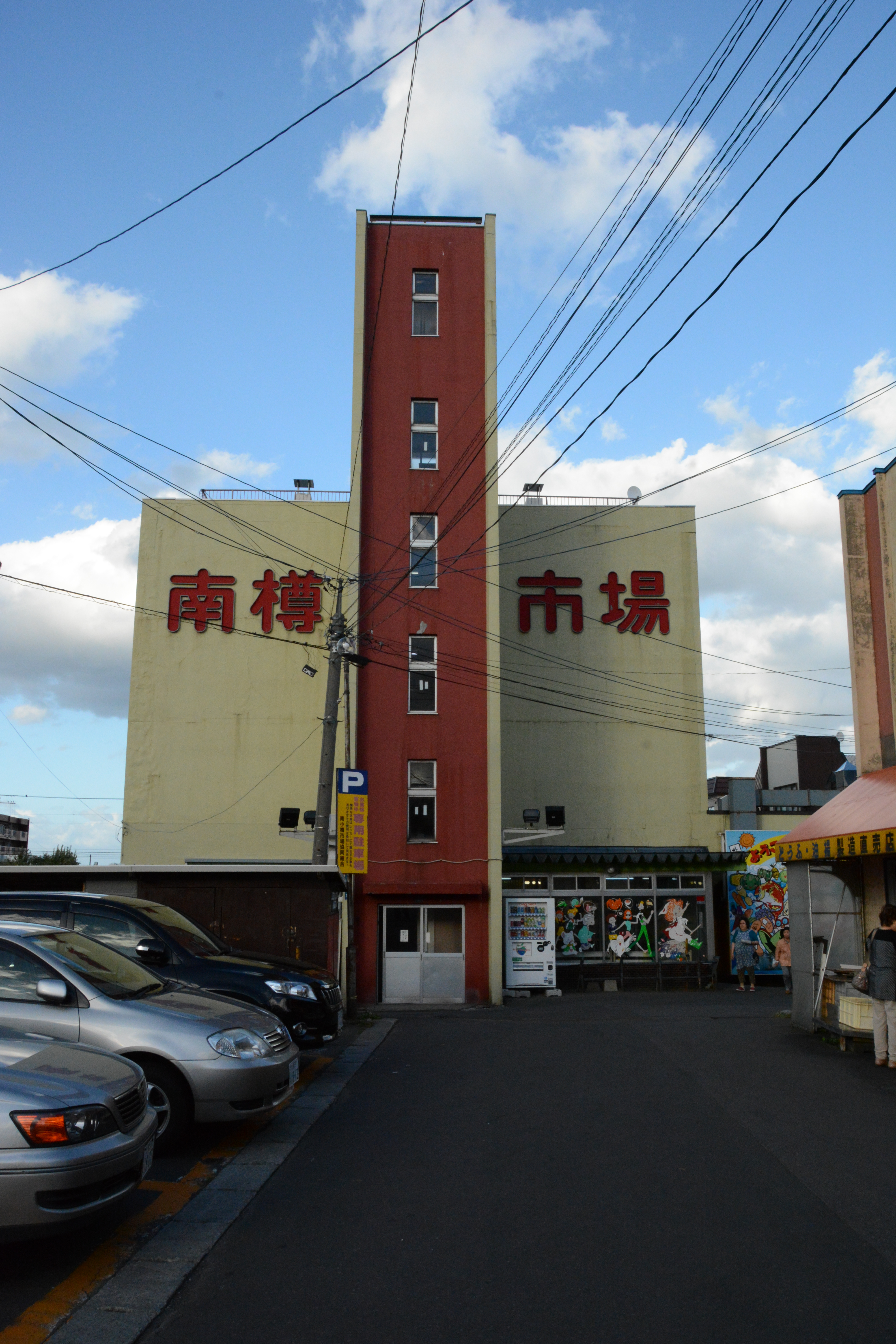
南樽市場（2013年9月）
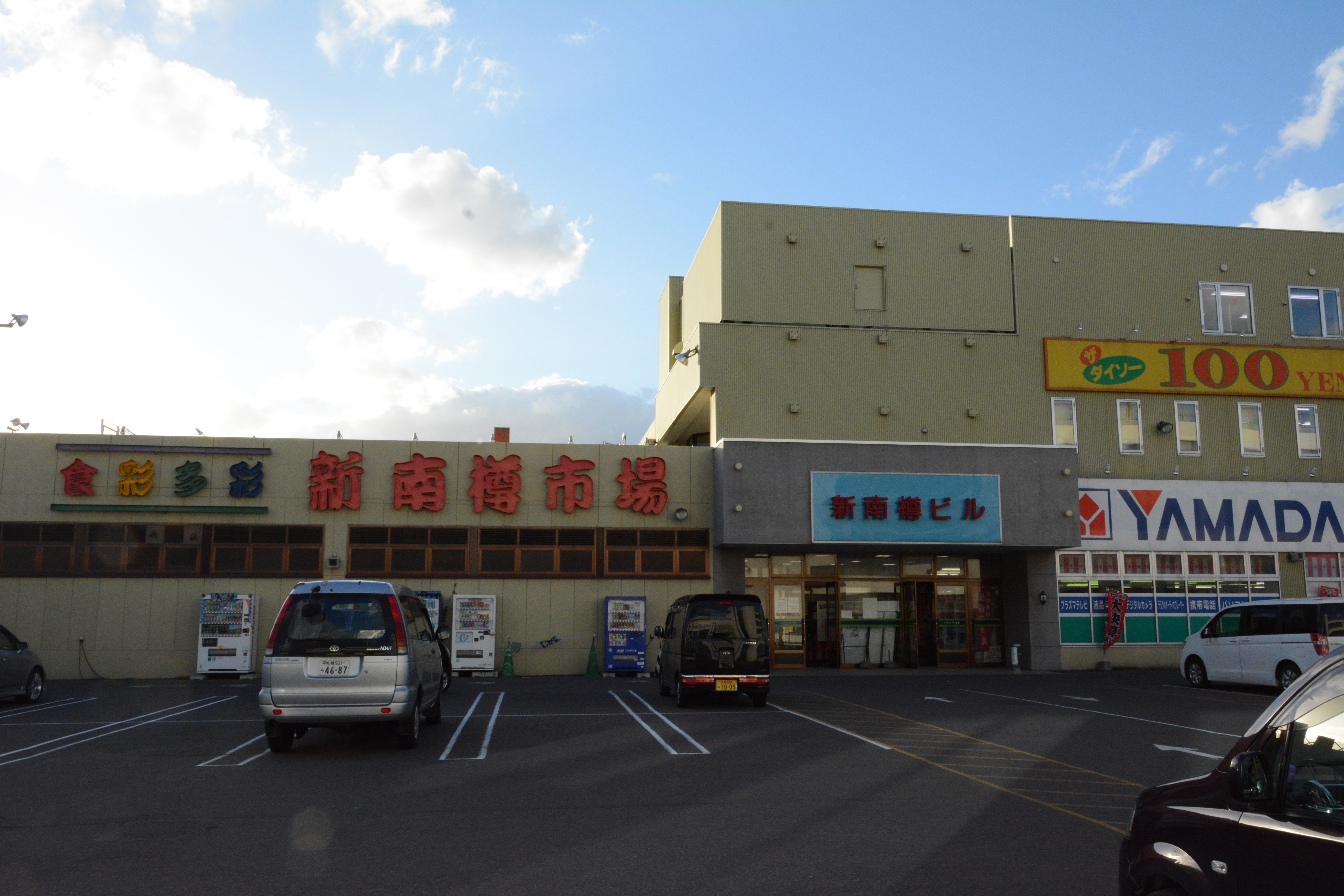
新南樽市場（2013年9月）

市場
- 鱗友朝市
- 三角市場
- 中央卸市場
- 中央市場
- 妙見市場
- 南樽市場
- 新南樽市場

- 三角市場（2019年1月）
- 南樽市場（2013年9月）
- 新南樽市場（2013年9月）

### 金融機関
銀行
- 北洋銀行小樽中央支店・手宮支店、小樽駅前支店、奥沢口支店
- 北海道銀行小樽支店、入船支店
- 北陸銀行小樽支店、奥沢出張所

協同組織金融機関
- 北海道信用金庫小樽支店、高島支店、手宮支店、長橋支店、緑支店、入船支店、銭函支店、朝里支店、桜支店、稲穂出張所、新光出張所
- 北海道労働金庫小樽支店
- JFマリンバンク北海道（北海道信用漁業協同組合連合会）小樽支店、小樽市漁業協同組合

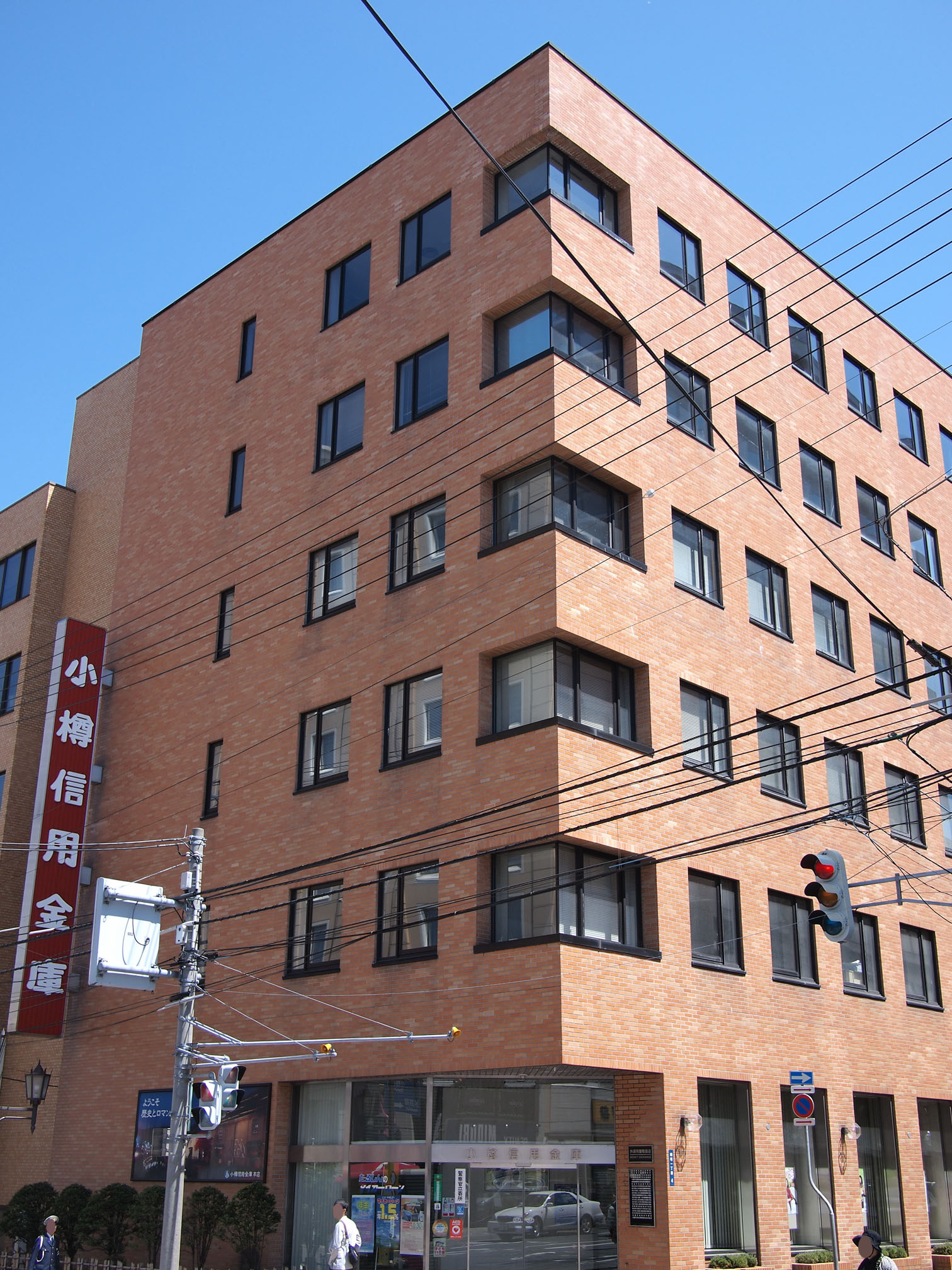
北海道信用金庫小樽支店（旧・小樽信用金庫本店）（2010年5月）

日本郵政
- ゆうちょ銀行小樽貯金事務センター

### 物流
宅配便
- ヤマト運輸札幌主管支店
  - 小樽中央センター・小樽西センター・小樽東センター・小樽南センター
  - 小樽銭函センター・星置センター
- 佐川急便小樽営業所

### 拠点を置く主な企業
- あまとう
- アンビックス
- 石井印刷
- 一正蒲鉾
- 伊藤ハム米久プラント
- NPGコトメンフーズ
- エフエム小樽放送局
- 大高酵素
- 小樽運河
- 小樽ジャーナル社
- オルゴール堂
- カイゲンファーマ
- かま栄
- 北一硝子
- 北菓楼
- 北の誉酒造[55]
- 共栄食肉
- ケイシイシイ（ルタオ）
- 合同化成
- 北洋証券
- 新宮商行
- 新日本海フェリー（登記上の本店）
- スギヨ
- 大正硝子
- 第一ゴム
- 田中工業
- 田中酒造
- 樽石
- テツヤ
- 東洋水産
- トーモク
- ナトリ
- 新倉屋
- 日清物流
- 日清丸紅飼料
- ニップン
- 光合金製作所
- 北海製罐（ホッカンホールディングス）
- 北海道信用金庫（旧・小樽信用金庫）
- 北海道水道機材
- 北海道中央バス
- 北海道保証牛乳
- 北海道ワイン
- ミツウマ
- ゆうちょ銀行
- 楽陽食品
- 柳月
- 六美
- 六花亭
- 若鶏時代なると
- 和弘食品

## 交通

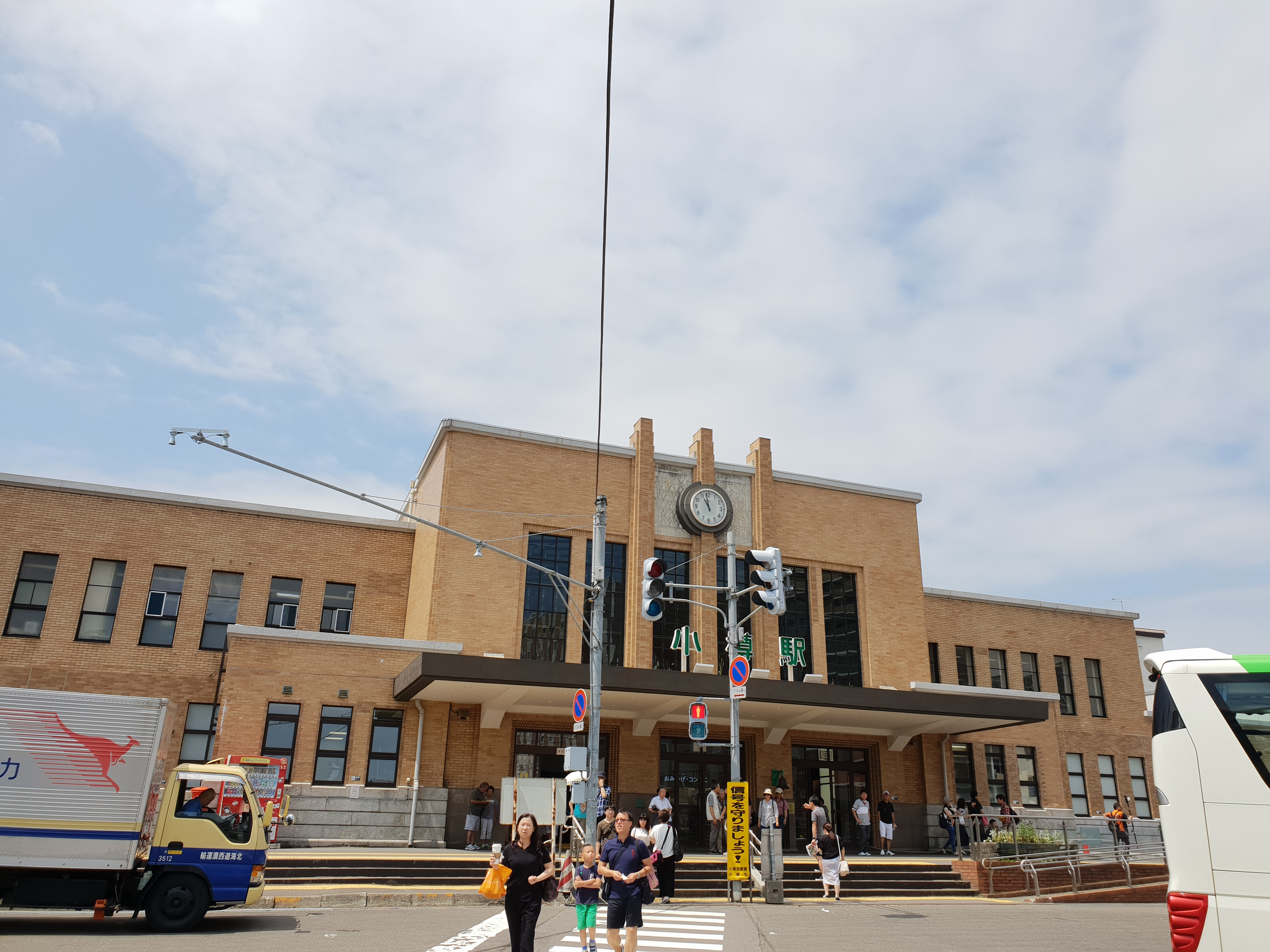
小樽駅（2018年7月）

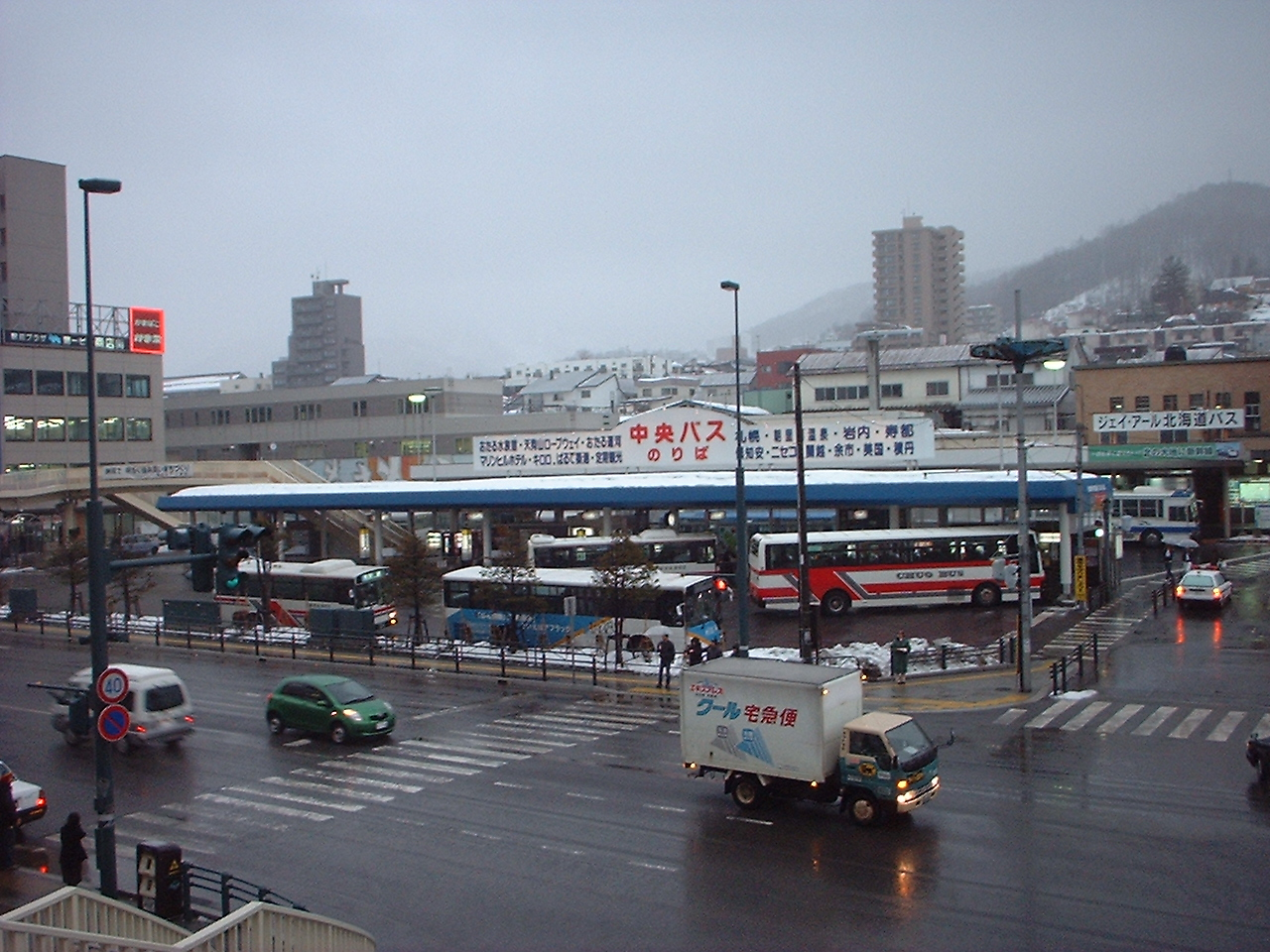
北海道中央バス小樽ターミナル（2007年2月）

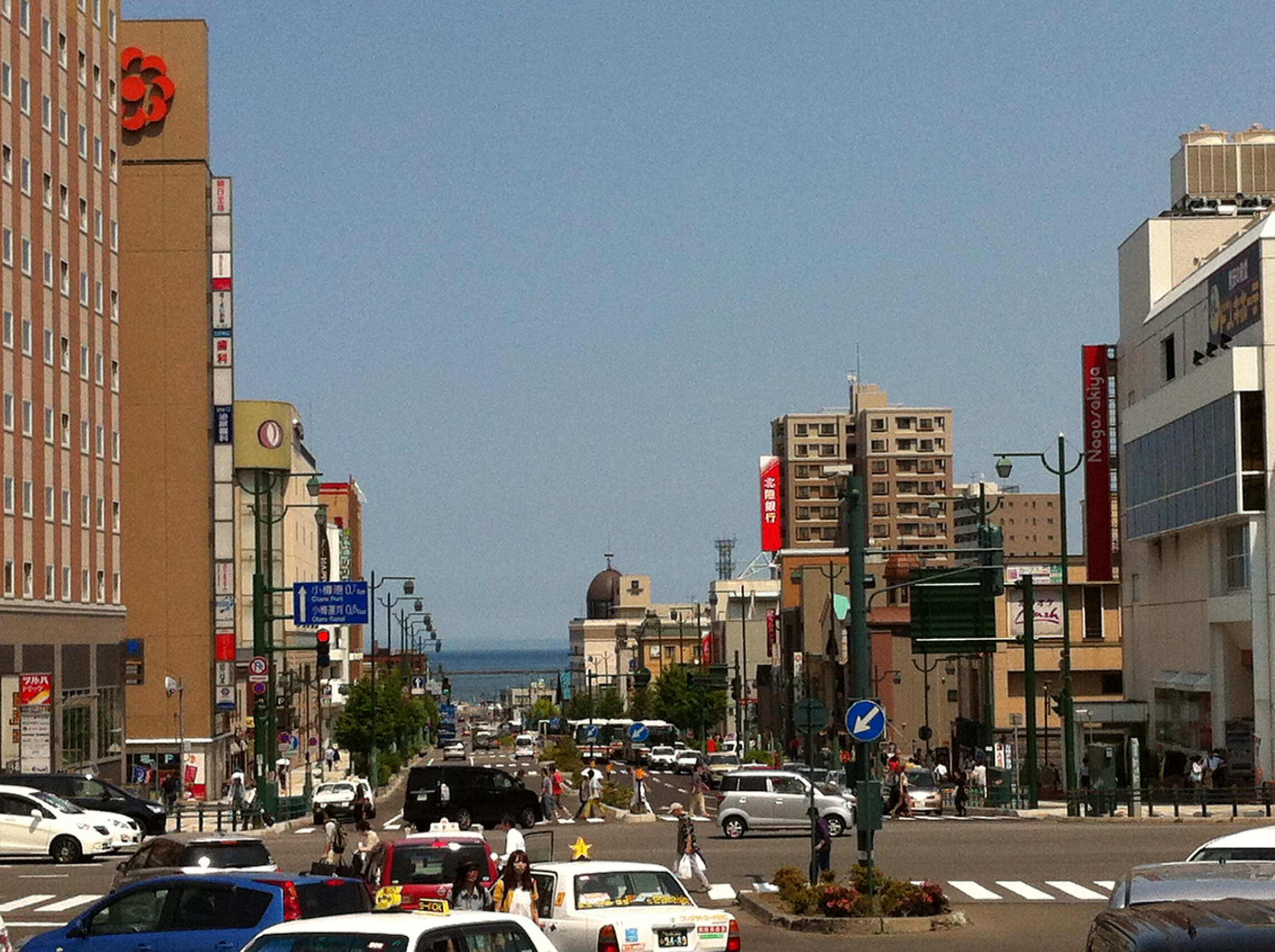
小樽駅前からみた中央通り（2012年6月）

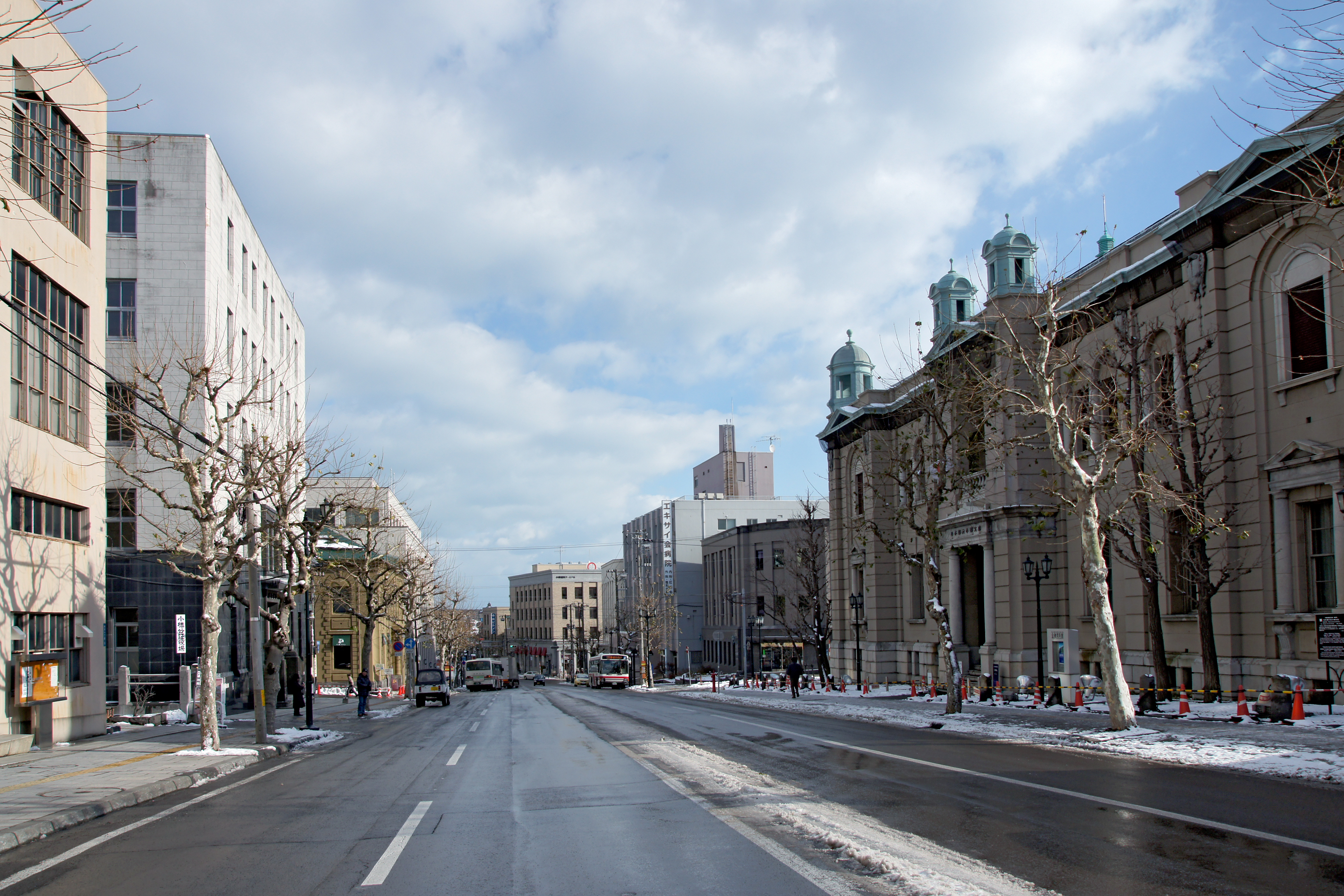
日銀通り（2011年11月）

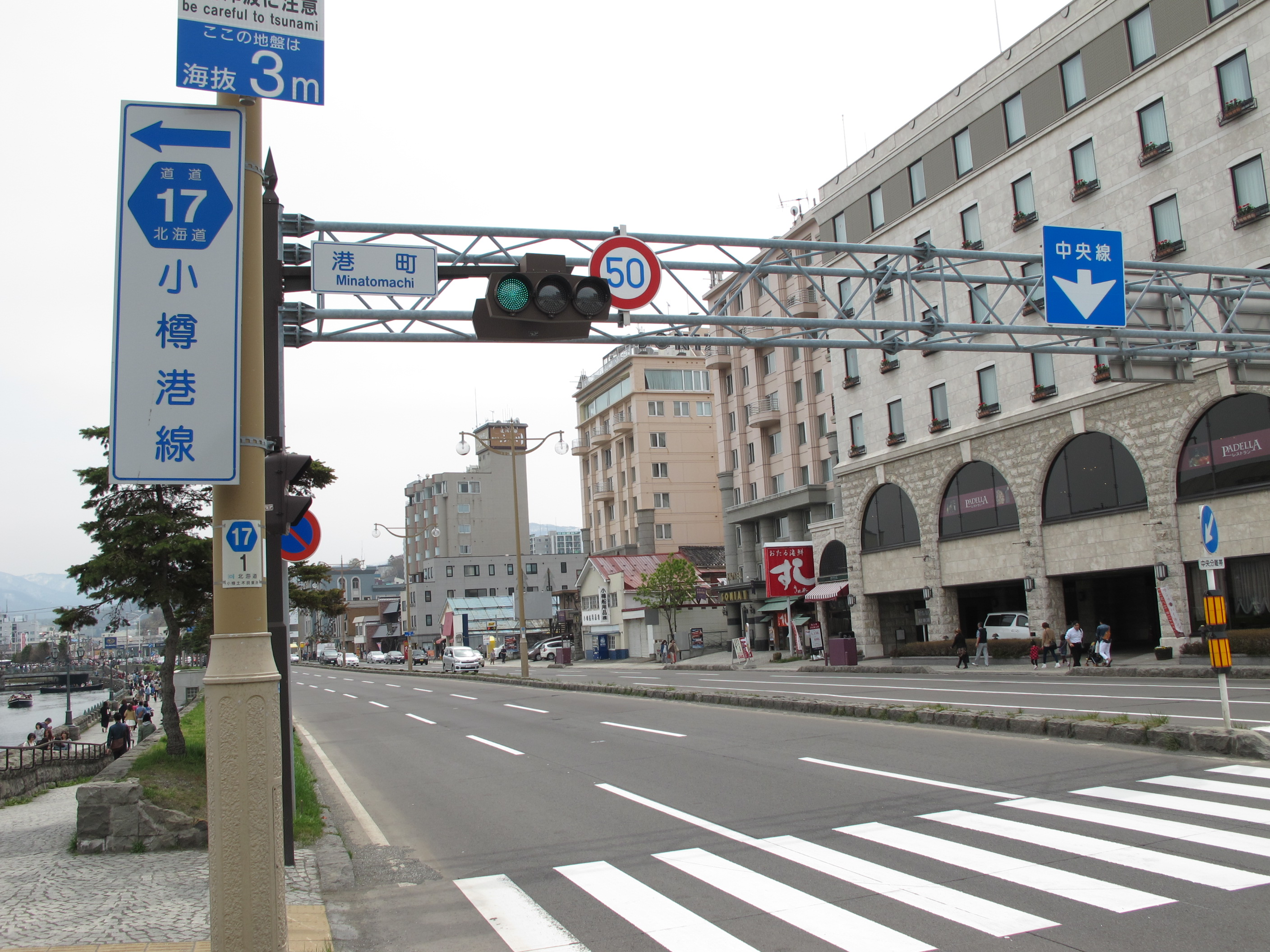
北海道道17号小樽港線（2014年5月）

### 鉄道
北海道新幹線の札幌駅延伸時には、同線に新小樽駅（仮称）が設けられる予定。
北海道旅客鉄道（JR北海道） 小樽運転所
- 函館本線：蘭島駅 - 塩谷駅 - 小樽駅 - 南小樽駅 - 小樽築港駅 - 朝里駅 - 銭函駅

廃線となった路線
- 北海道炭礦鉄道
  - 貨物線：桟橋駅
- 日本国有鉄道（国鉄）
  - 函館本線（貨物支線）：浜小樽駅
  - 手宮線：手宮駅 - 色内仮乗降場
- 北海道旅客鉄道（JR北海道）
  - 函館本線：張碓駅
    - 1998年（平成10年）7月1日通年休止、2006年（平成18年）3月18日廃止

### 索道
- 中央バス観光開発
  - 小樽天狗山ロープウェイ

### バス
- 北海道中央バス（真栄営業所、おたもい営業所、小樽ターミナルを設置） - 小樽市内線、札樽線等
- ジェイ・アール北海道バス（小樽営業所を設置） - 札樽線
- ニセコバス（小樽営業所を設置） - ニセコ町方面

### タクシー
- ミドリ小型ハイヤー
- 共同交通
- 金星小樽ハイヤー
- 北海道中央タクシー
- 小樽つばめ交通
- こだま交通
- ぜにばこ交通
- トンボハイヤー

#### 人力車
- 小樽人力車倶楽部
- 人力車えびす屋小樽店[56]

### 道路
国道393号（メープル街道）は、シーニックバイウェイの「支笏洞爺ニセコルート」になっている。

#### 高速道路
- 札樽自動車道：銭函IC -小樽JCT- 朝里IC - 小樽IC
- 後志自動車道：小樽JCT - 小樽塩谷IC

#### 国道
- 国道5号（国道229号との重用区間あり）
  - 長橋バイパス
- 国道337号
  - 道央圏連絡道路
- 国道393号
  - 毛無峠

#### 道道
- 北海道道1号小樽定山渓線
- 北海道道17号小樽港線
- 北海道道147号銭函インター線
- 北海道道225号小樽石狩線
- 北海道道454号小樽海岸公園線
- 北海道道697号天神南小樽停車場線
- 北海道道820号小樽港稲穂線
- 北海道道956号小樽環状線
- 北海道道1066号石狩湾新港線
- 北海道道1126号銭函停車場線
- 北海道道1173号小樽塩谷インター線

#### 農道
- 北後志東部広域農道（フルーツ街道）

### 港湾
- 小樽港
- 石狩湾新港

#### 航路
フェリー
- 新日本海フェリー
  - 舞鶴 - 小樽
  - 新潟 - 小樽

観光船
- 小樽観光振興公社[58]
- マリンウェーブ小樽
- 小樽運河クルーズ[59]
- 船商（ソルトバレー408）[60]

## 観光
小樽運河や市内に多く所在する歴史的建造物等、観光都市として人気が高く、また市内に100店舗以上を構える寿司の街としても知られる。2010年以降は毎年700万人以上の観光客が訪れていた。2020年から2021年にかけては新型コロナウイルスの影響で大幅な減少を見せていたものの、コロナ禍以降で初めて行動制限のない2022年には、観光入込客数は400万人以上となり、コロナ禍以前と比較して58.1パーセントの水準となった。地域ブランド調査においては、市町村の魅力度ランキング調査でトップ10にランクインしている。

### 文化財
「小樽市の文化財」参照

#### 国指定
- 史跡
  - 手宮洞窟[67]
  - 忍路環状列石[68]
- 重要文化財
  - 旧日本郵船株式会社小樽支店（近代化遺産）[69][70]
  - 旧手宮鉄道施設（近代化遺産）[70][71][72][73][74][75][76]
  - 旧三井銀行小樽支店

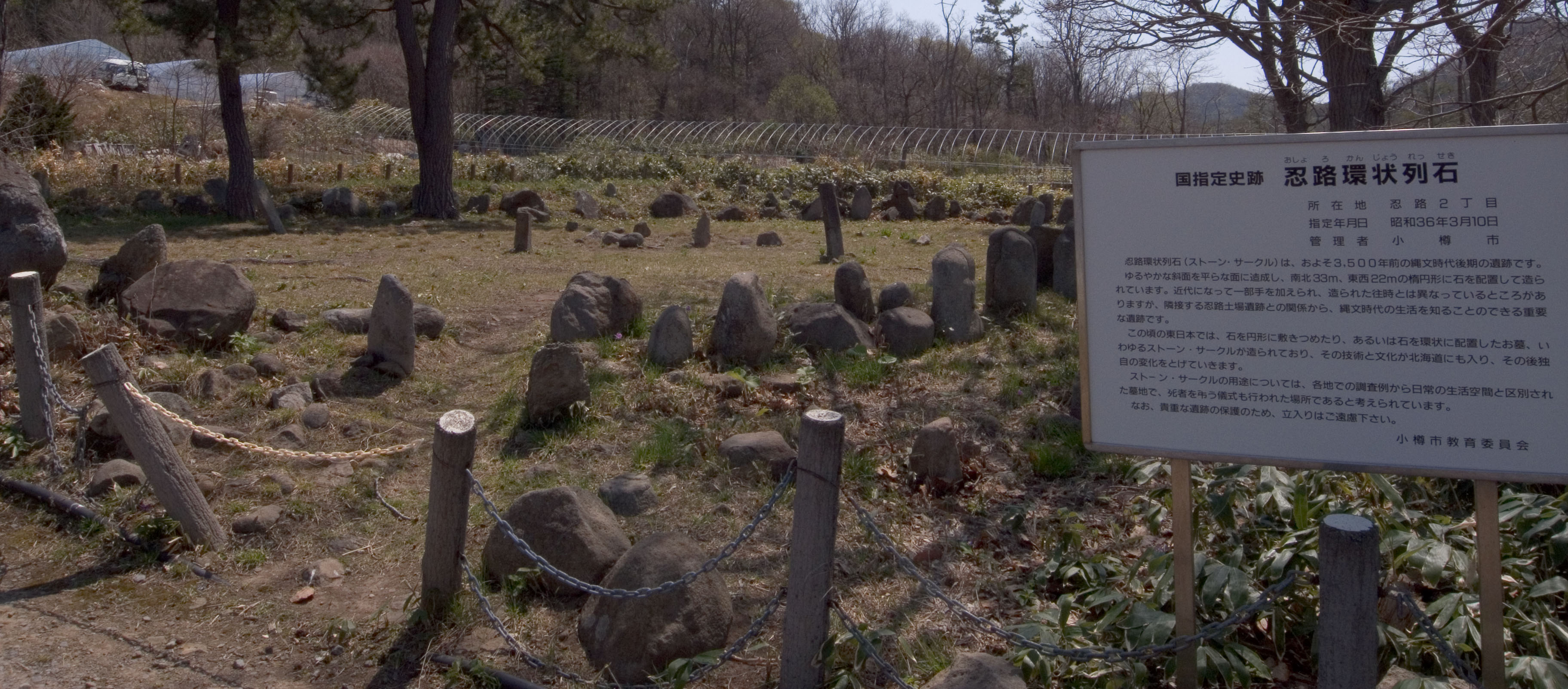
忍路環状列石（2009年5月）
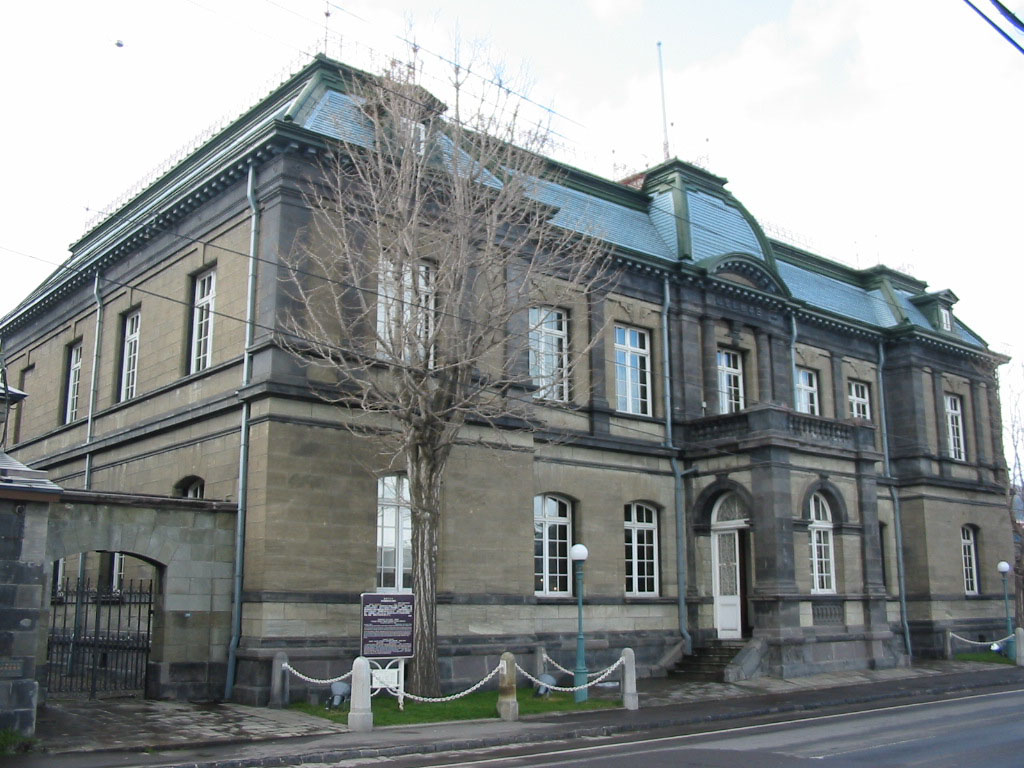
旧日本郵船株式会社小樽支店（2004年4月）
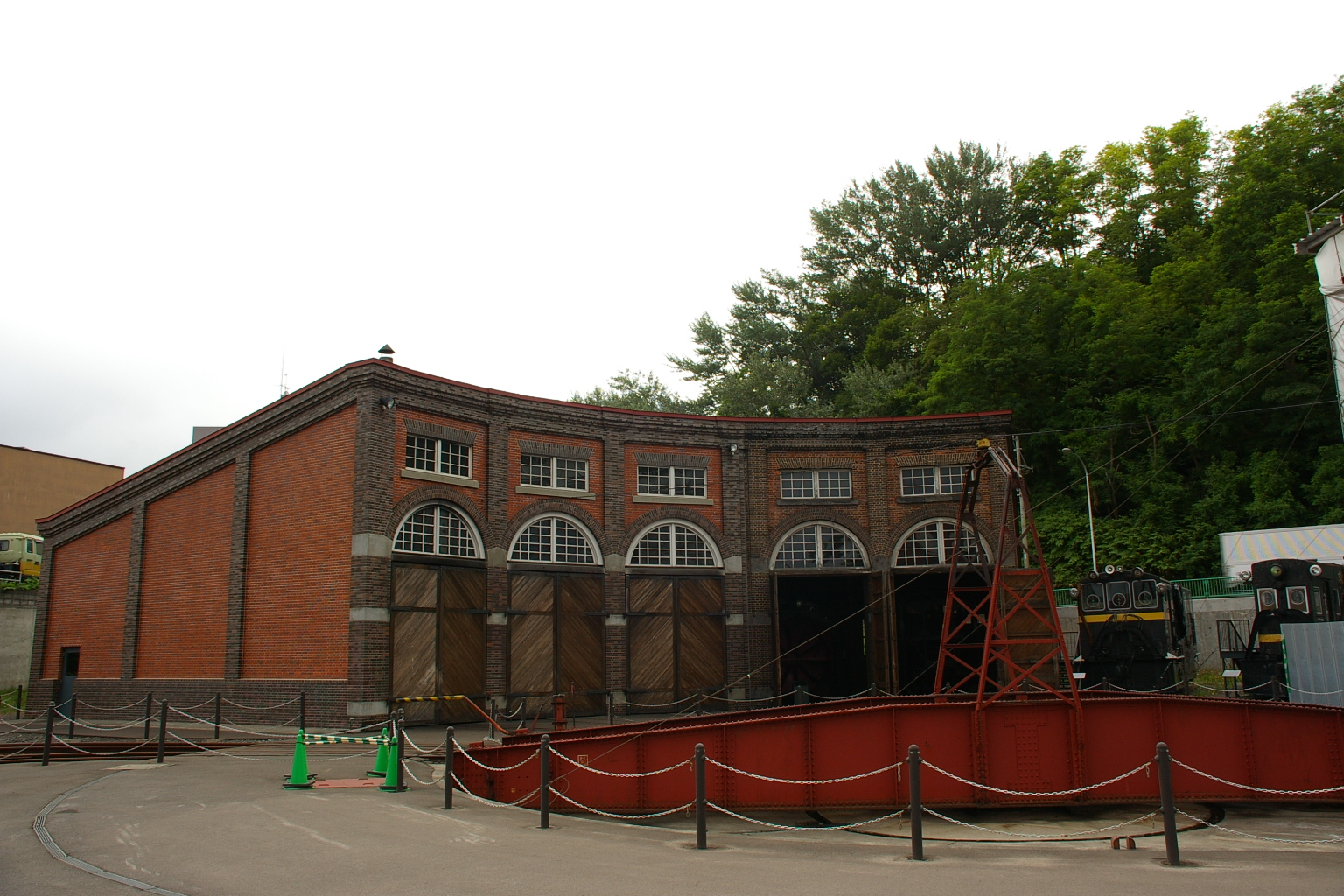
旧手宮鉄道施設 機関車庫一号（2007年7月）
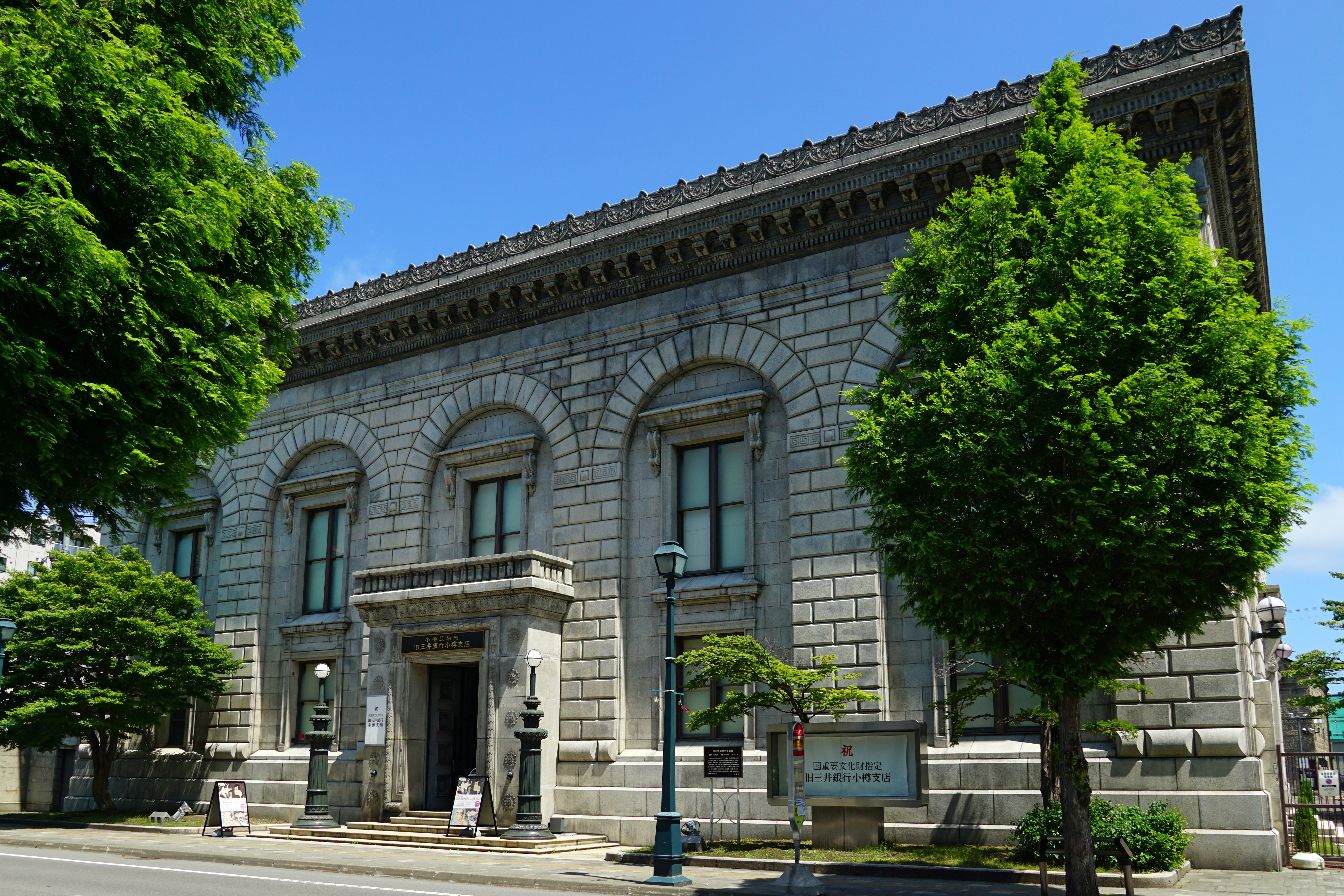
旧三井銀行小樽支店（2022年7月）

#### 道指定
- 史跡
  - 地鎮山環状列石
- 無形民俗文化財
  - 松前神楽
- 有形文化財
  - にしん漁場建築（旧田中家母屋）
  - 木造五百羅漢像

#### 市指定
- 無形民俗文化財
  - 高島越後盆踊りの行事
  - 忍路鰊漁撈の行事
- 無形文化財
  - 向井流水法
- 有形文化財
  - 日本銀行旧小樽支店
  - 木造聖観音立像

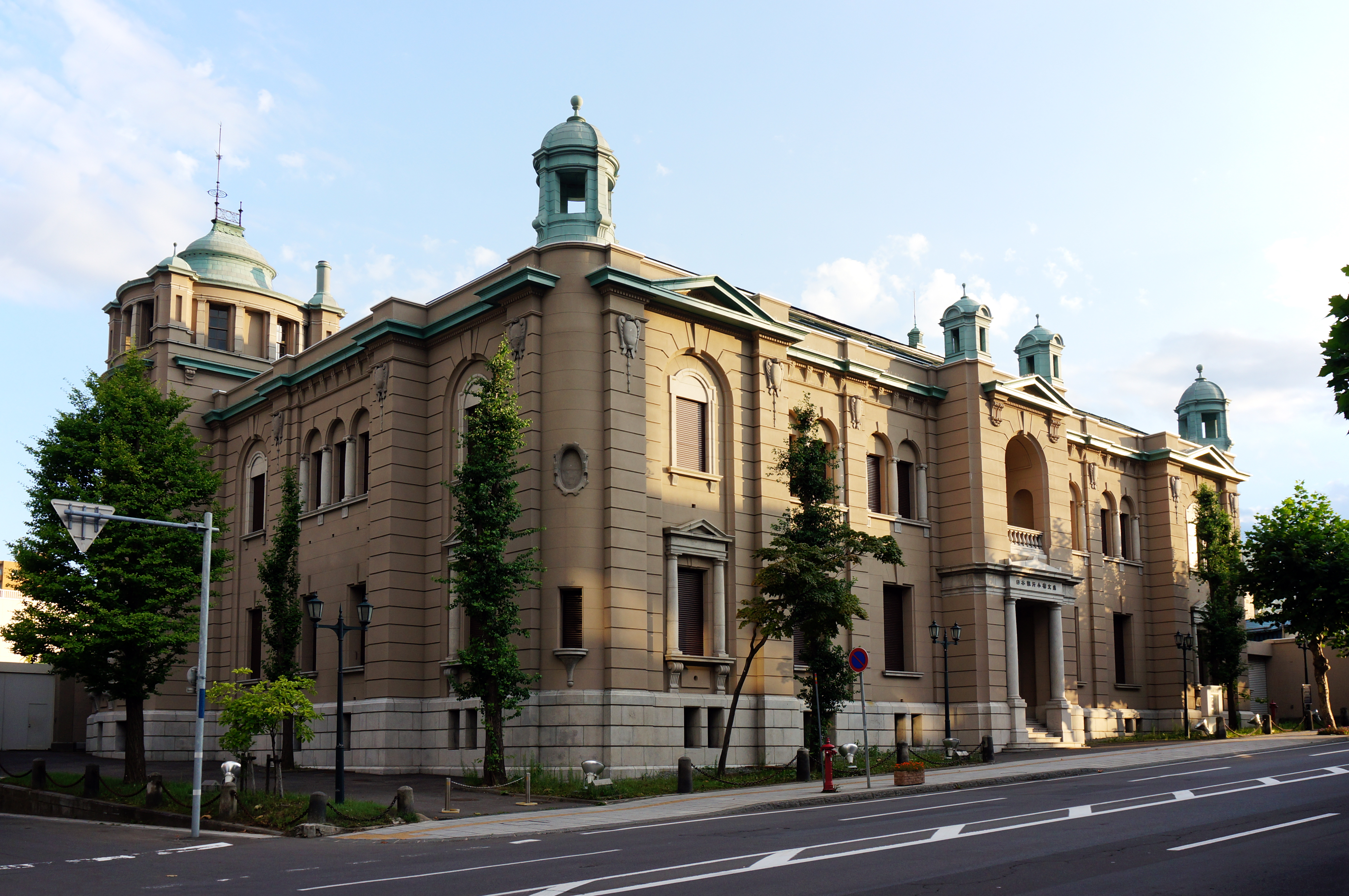
日本銀行旧小樽支店金融資料館（2013年8月）

#### 国登録
- 登録有形文化財
  - JR小樽駅本屋・プラットホーム（近代化遺産）[70][77][78]
  - 旧青山家別邸主屋・文庫蔵・板塀[79][80][81]

### 選定
小樽市指定歴史的建造物
小樽八区八景
- 小樽市では市内を8つの地区に分けてそれぞれの地区を代表する景観を8つ選びだし、市内全体64景（8地区×8景）を「小樽八区八景」に選定した[82]。

日本遺産
- 日本遺産39番（48市町の一つとして） 「荒波を越えた男たちの夢が紡いだ異空間 〜北前船寄港地・船主集落〜」[83]
- 日本遺産105番（小樽市の単独として）「北海道の『心臓』と呼ばれたまち・小樽～「民の力」で創られ蘇った北の商都〜」[3]

百選
- 近代水道百選「奥沢水源」
- 都市景観100選「小樽運河とその周辺地区」[84]
- 人と自然が織りなす日本の風景百選「小樽運河と町並み」
- 未来に残したい漁業漁村の歴史文化財産百選「鰊漁場建築（小樽市鰊御殿（旧田中家番屋））」[85]
- 美しい日本の歴史的風土100選「小樽運河及び周辺の歴史的街並み」[86]
- ヘリテージング100選「小樽市内（日本銀行旧小樽支店金融資料館と北のウォール街、旧日本郵船株式会社小樽支店、小樽市鰊御殿など）」

その他
- 岩切章太郎賞「小樽市」
- 北海道遺産「小樽みなとと防波堤」[87]
- 美しい日本の歩きたくなるみち500選「裕次郎とレンガのまち小樽散策路」
- 土木学会選奨土木遺産「小樽港北防波堤」「張碓橋」「奥沢水源地水道施設」「小樽港斜路式ケーソン製作ヤード」[88][89][90][91]
- 近代化産業遺産「外貨獲得と近代日本の国際化に貢献した観光産業草創期の歩みを物語る近代化産業遺産群（越中屋ホテル関連遺産）」「我が国の近代化を支えた北海道産炭地域の歩みを物語る近代化産業遺産群（アメリカ式鉄道関連遺産）」「北海道における近代農業、食品加工業などの発展の歩みを物語る近代化産業遺産群（小樽市の日本酒醸造関連遺産）」「重工業から農林漁業まで幅広い産業を支えた蒸気・内燃機関発達の歩みを物語る近代化産業遺産群（黎明期の蒸気機関）」「全国に遍く人と物を運び産業近代化に貢献した鉄道施設の歩みを物語る近代化産業遺産群（小樽市総合博物館の関連遺産）」「海運業隆盛の基礎となった港湾土木技術の自立・発展の歩みを物語る近代化産業遺産群（小樽港関連遺産）」[92][93]
- 日本夜景遺産「毛無山」「天狗山」「小樽運河」[94][95][96]
- 北の造園遺産「小樽公園」「手宮公園」「小樽カントリー倶楽部 旧コース」「中野植物園」[97][98][99][100]

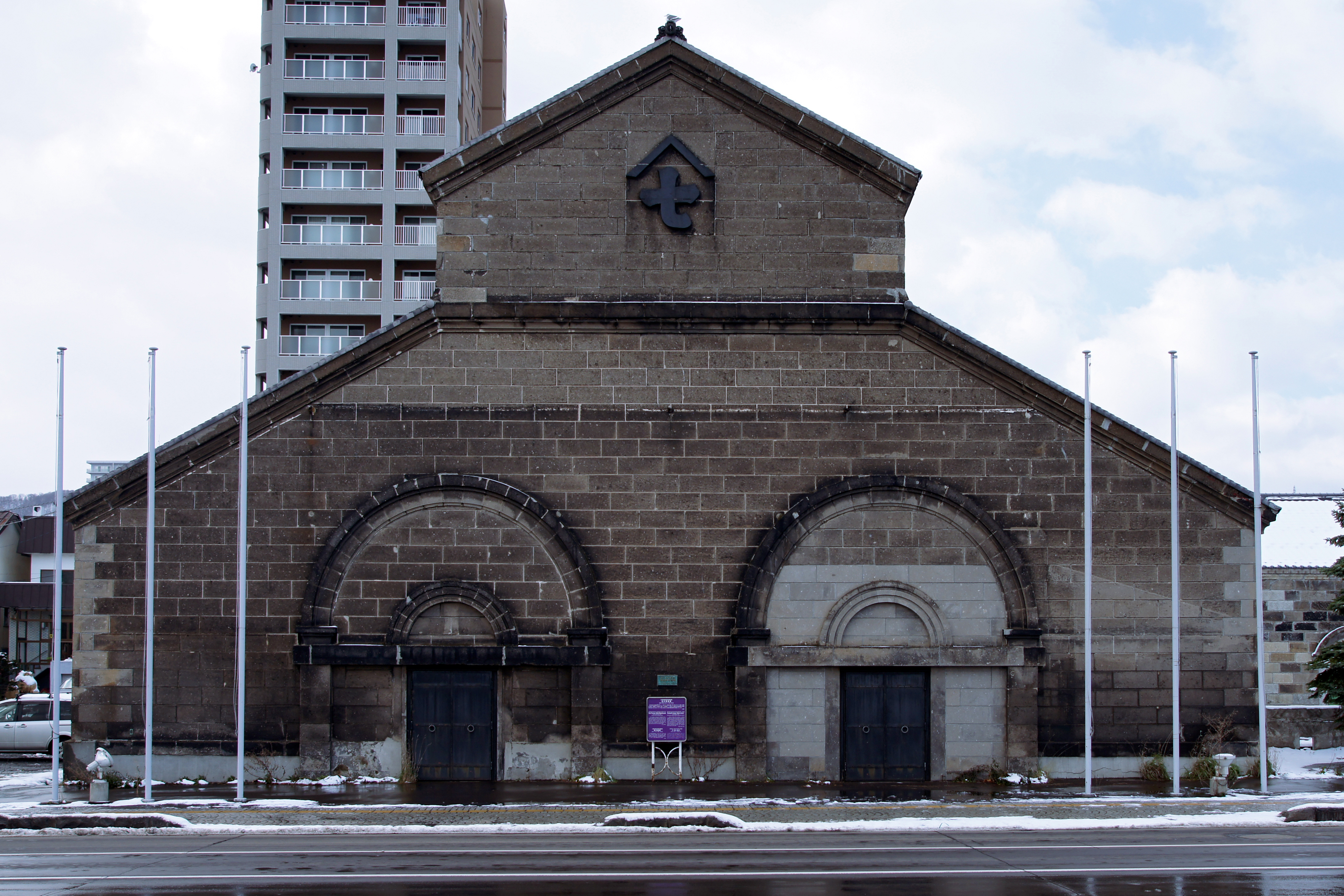
旧大家倉庫（2011年11月）
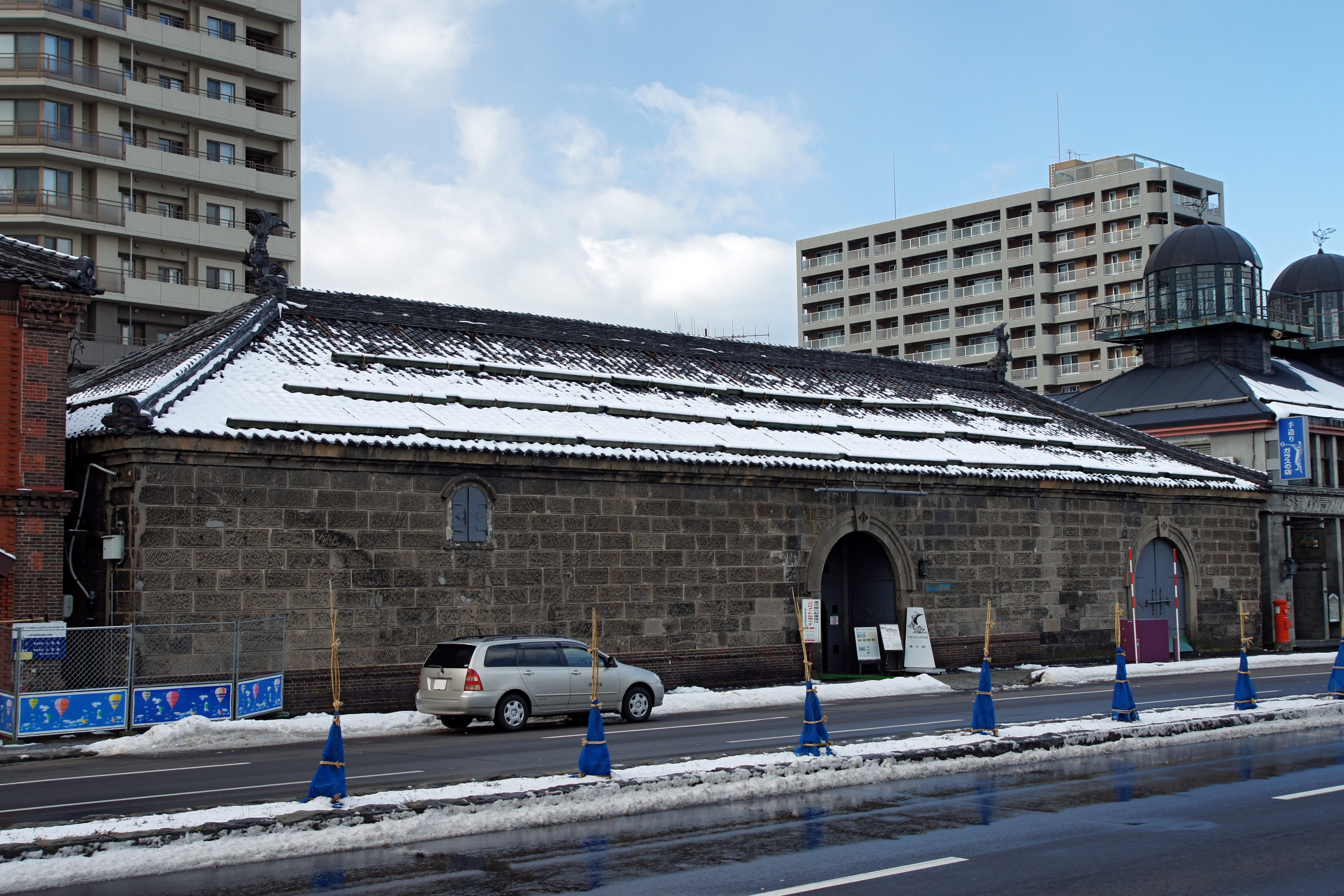
旧小樽倉庫（2011年11月）
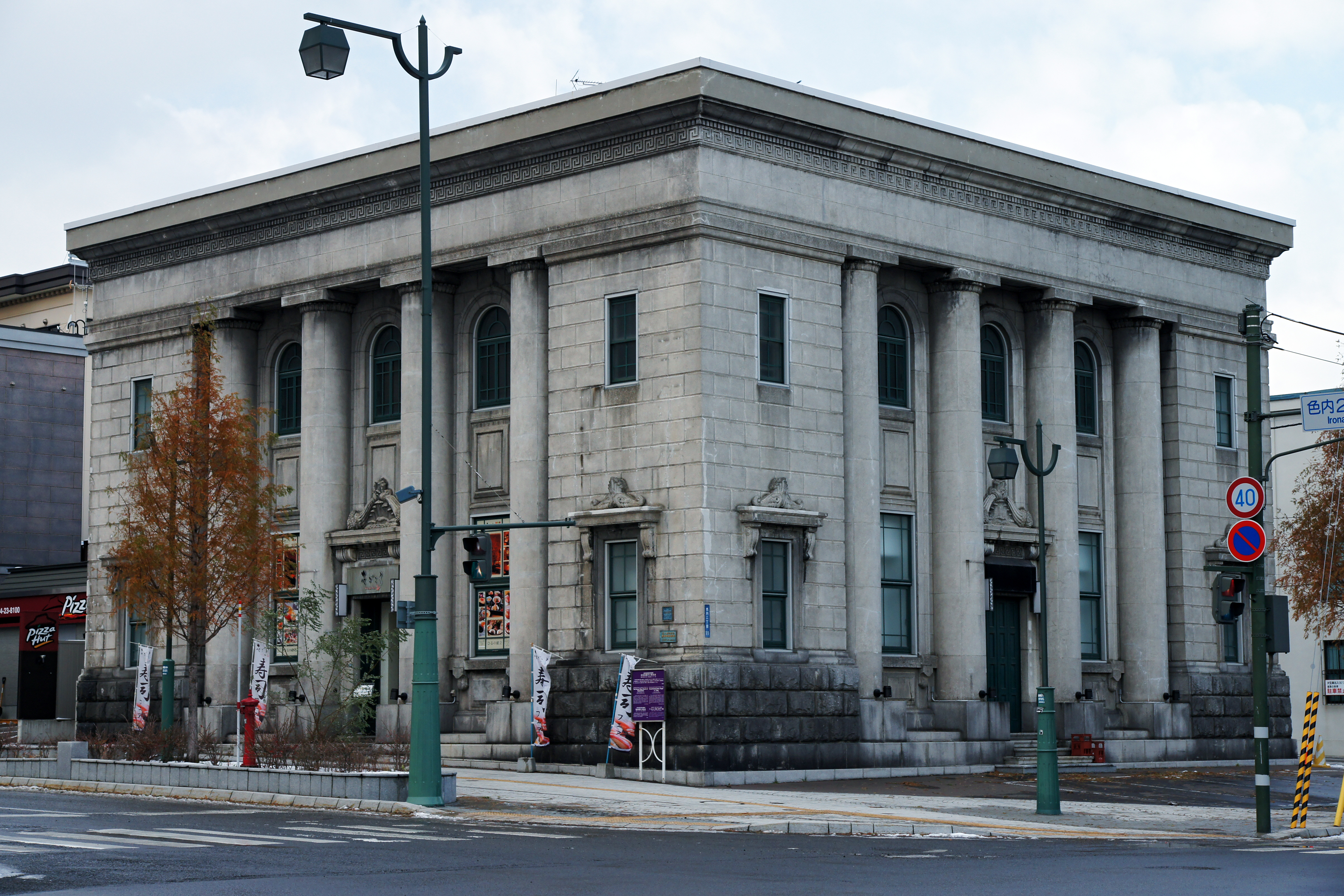
旧安田銀行小樽支店（2011年11月）
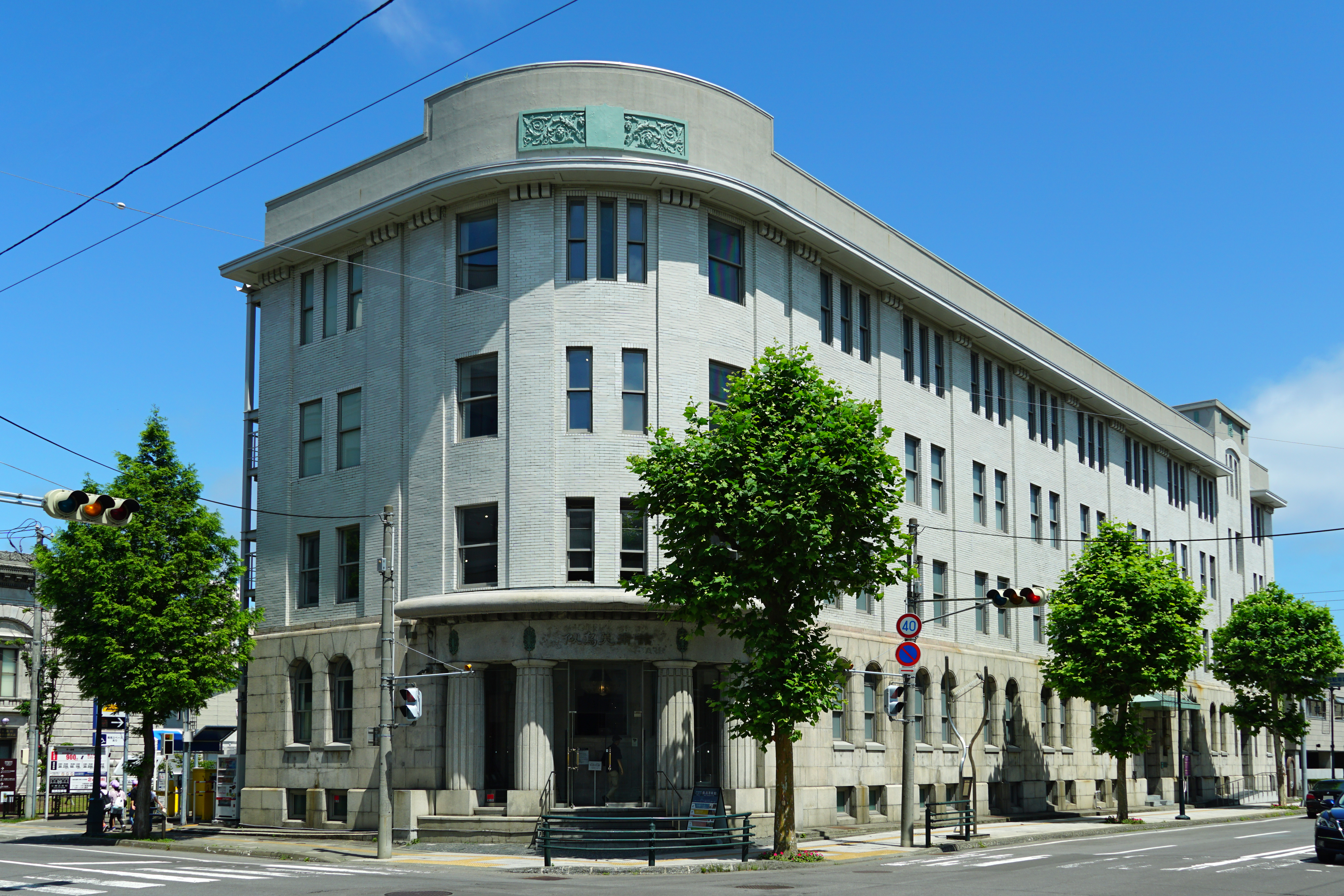
旧北海道拓殖銀行小樽支店（2022年7月）
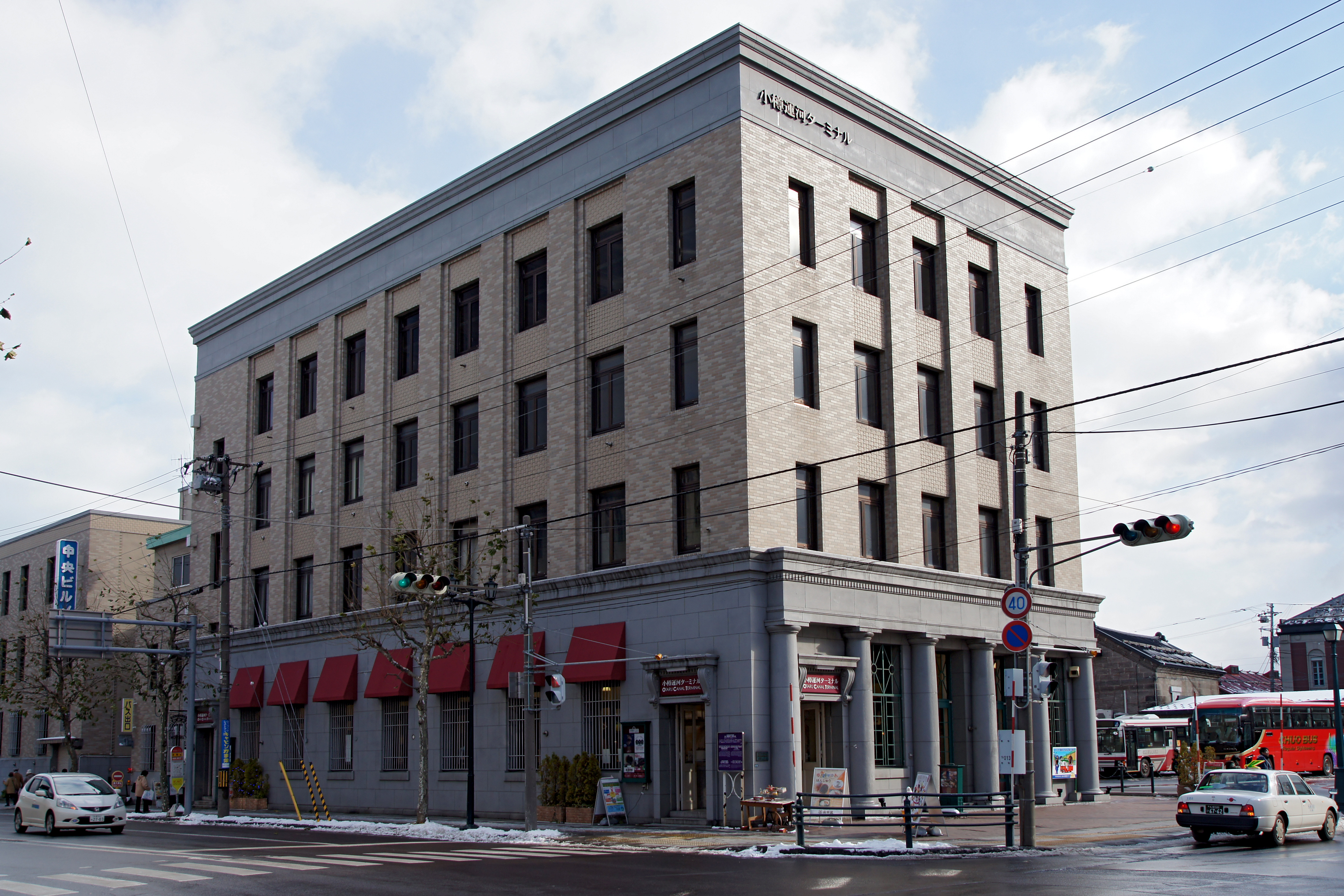
旧三菱銀行小樽支店（2011年11月）
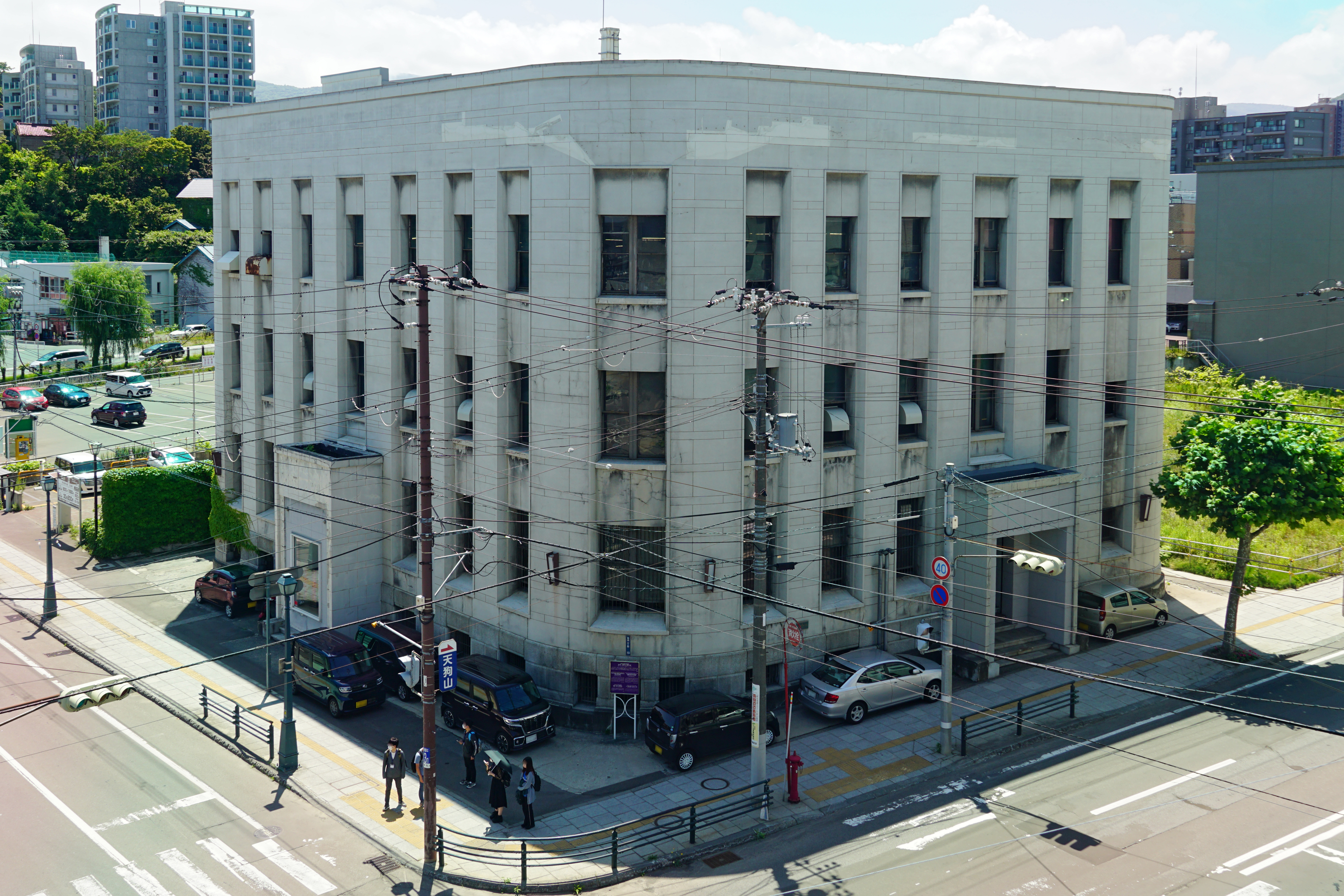
旧第一銀行小樽支店（2022年7月）
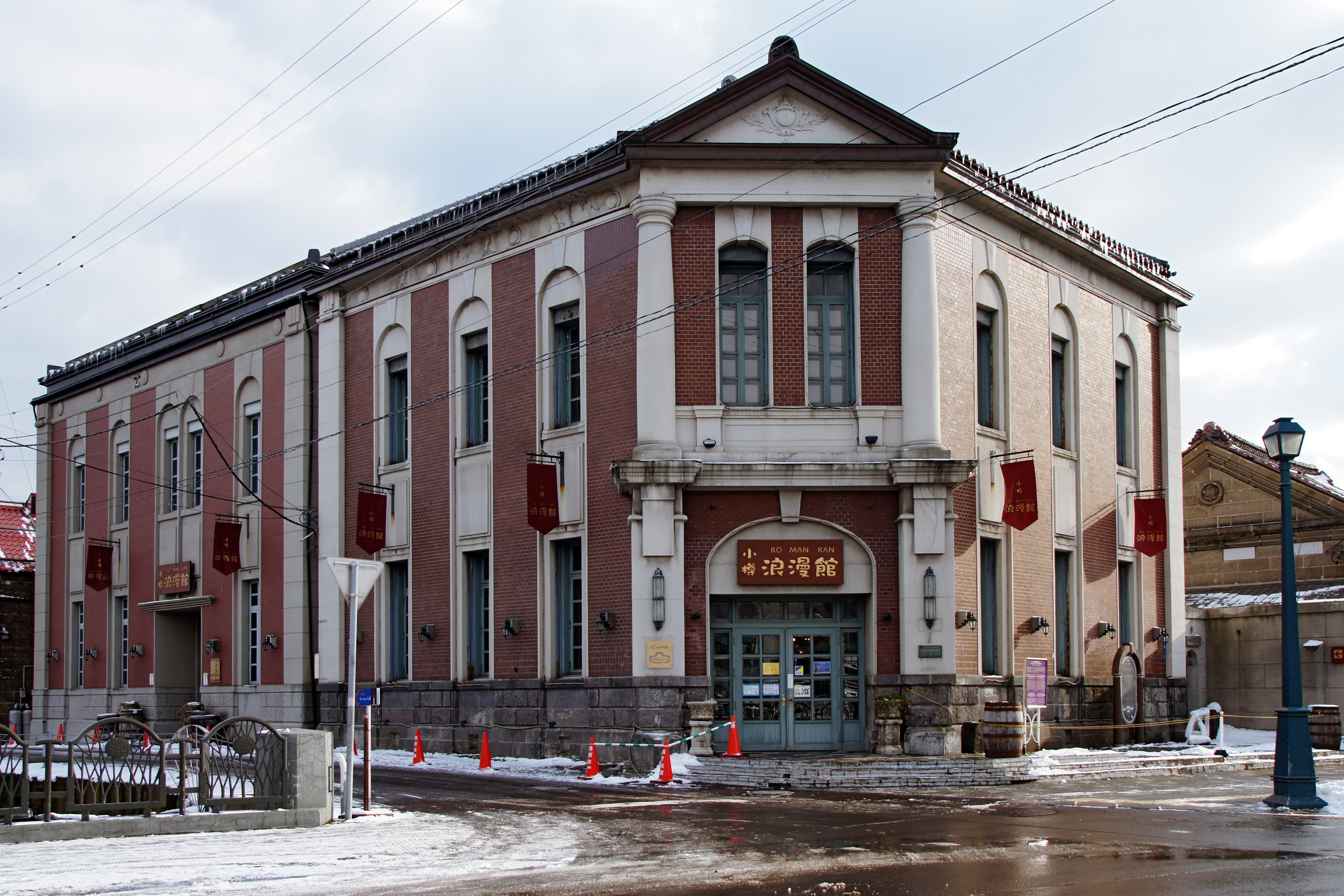
旧百十三銀行小樽支店（2011年11月）
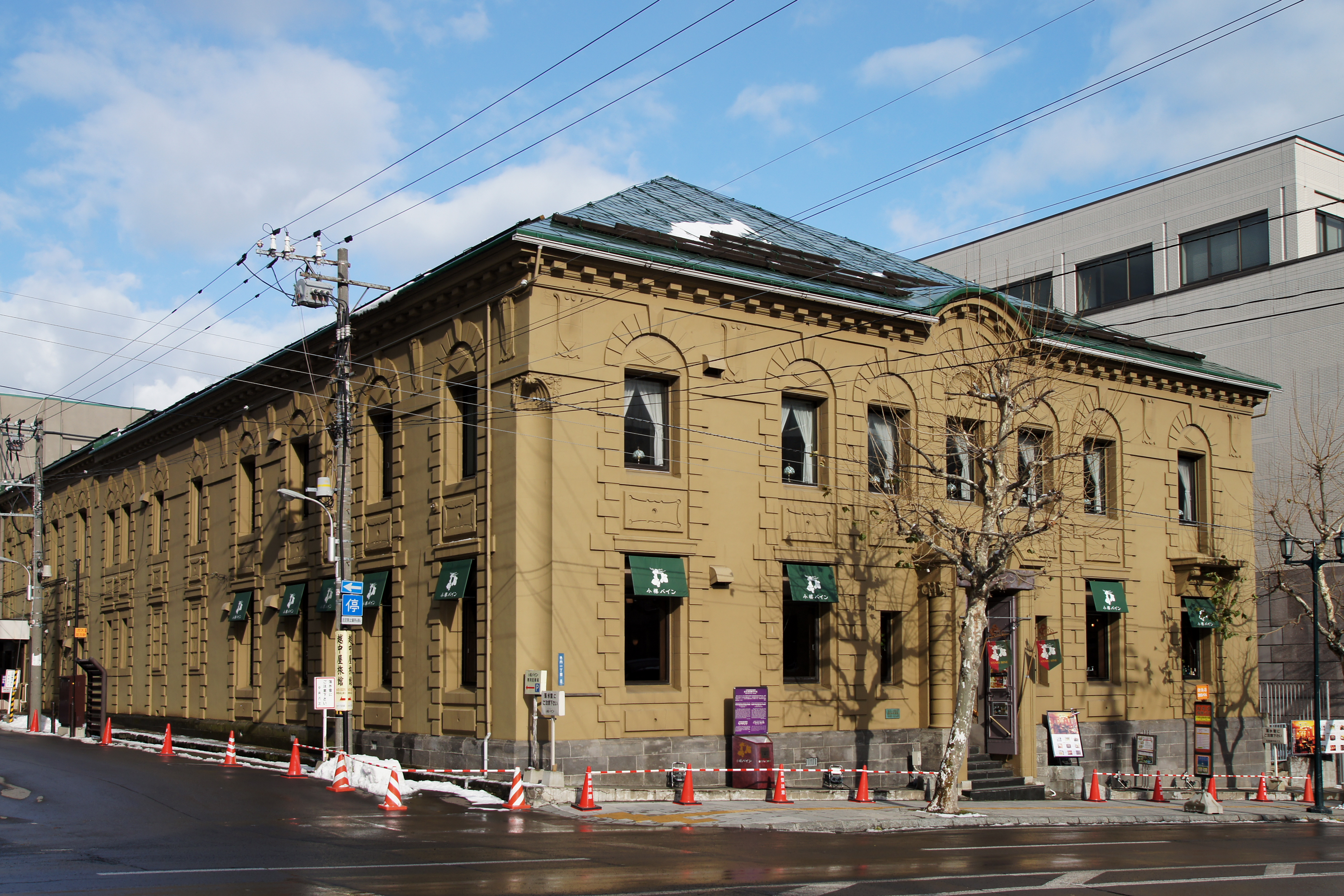
旧北海道銀行本店（2011年11月）
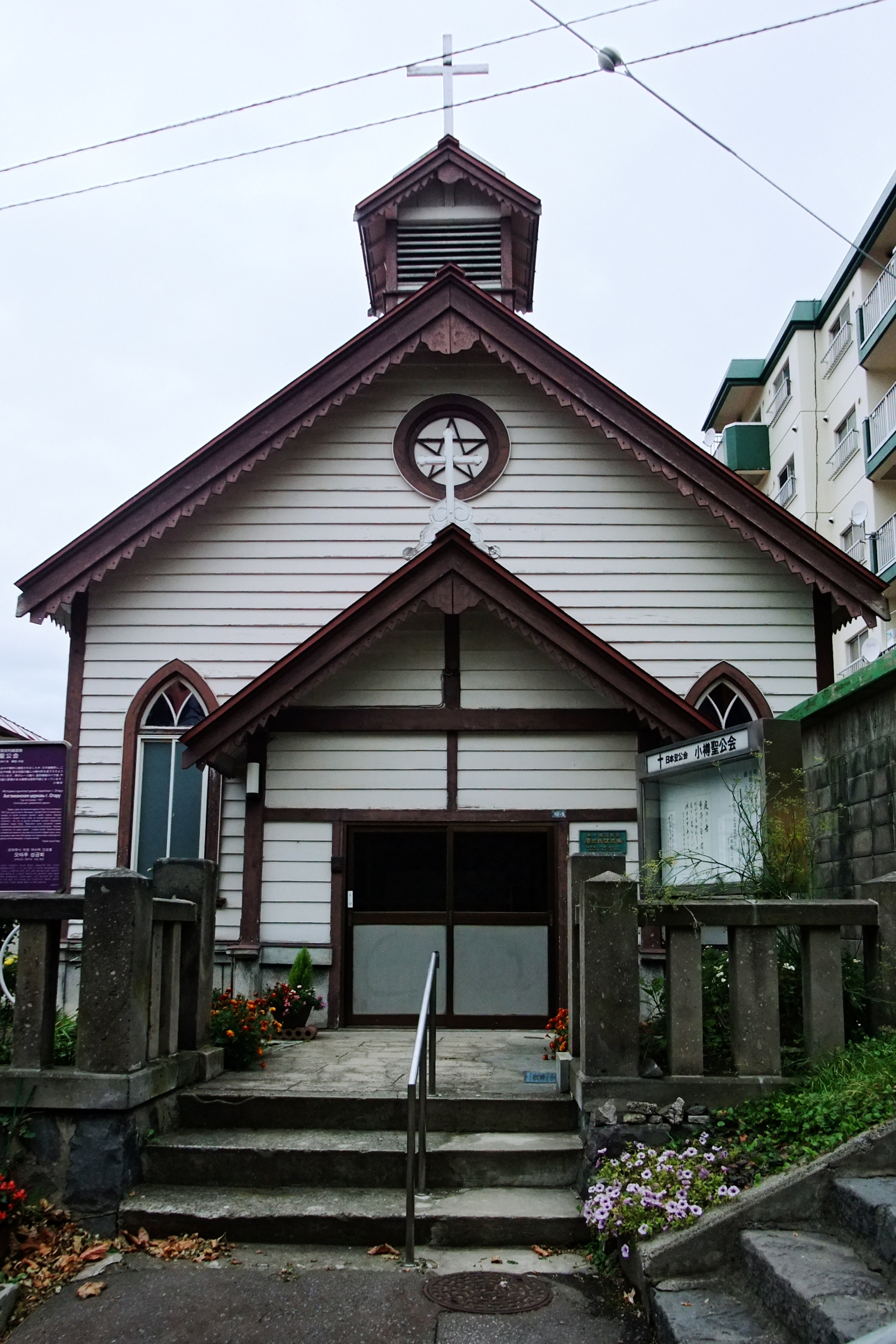
小樽聖公会（2011年10月）
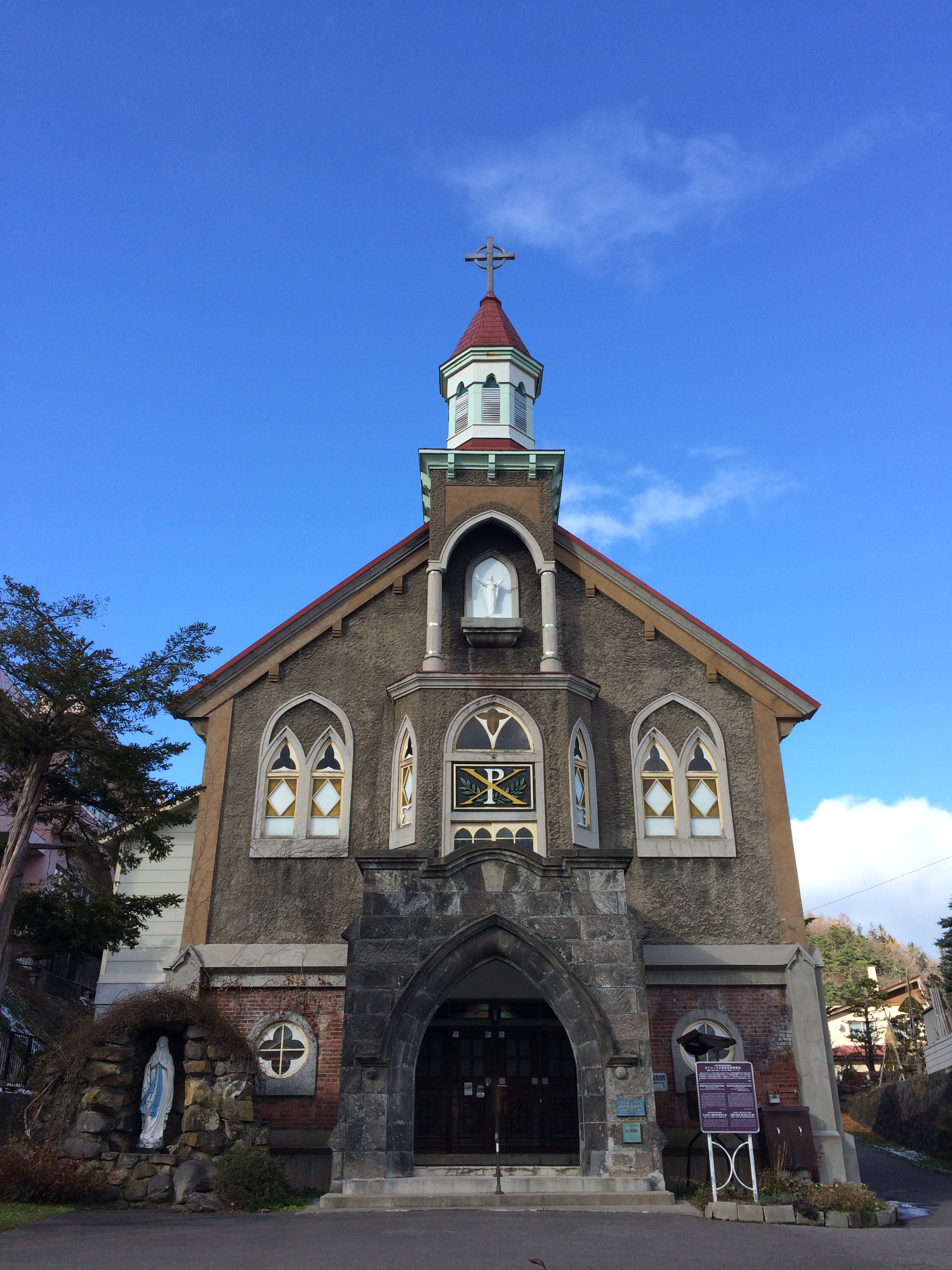
カトリック富岡教会（2017年11月）
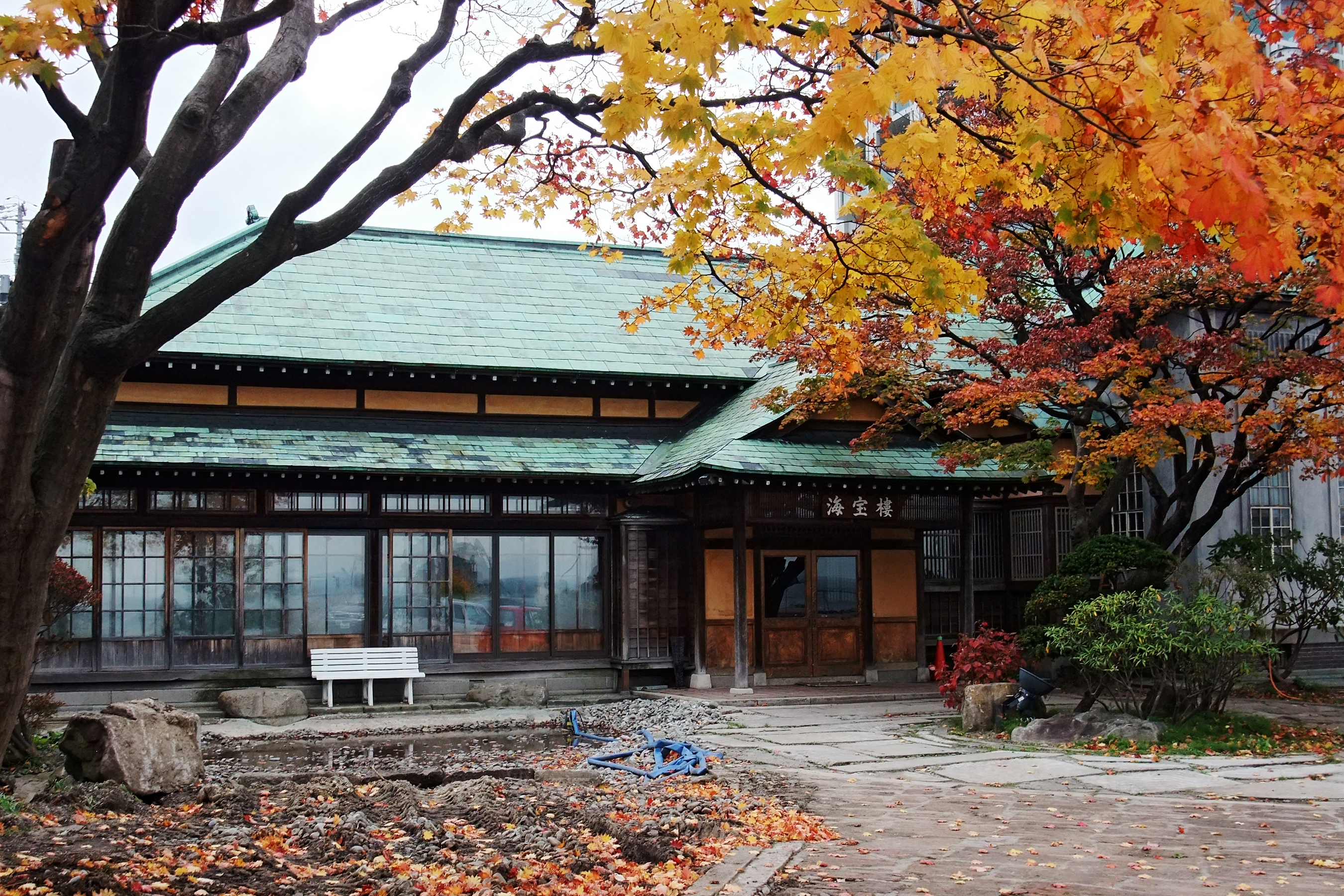
旧板谷邸（2011年10月）
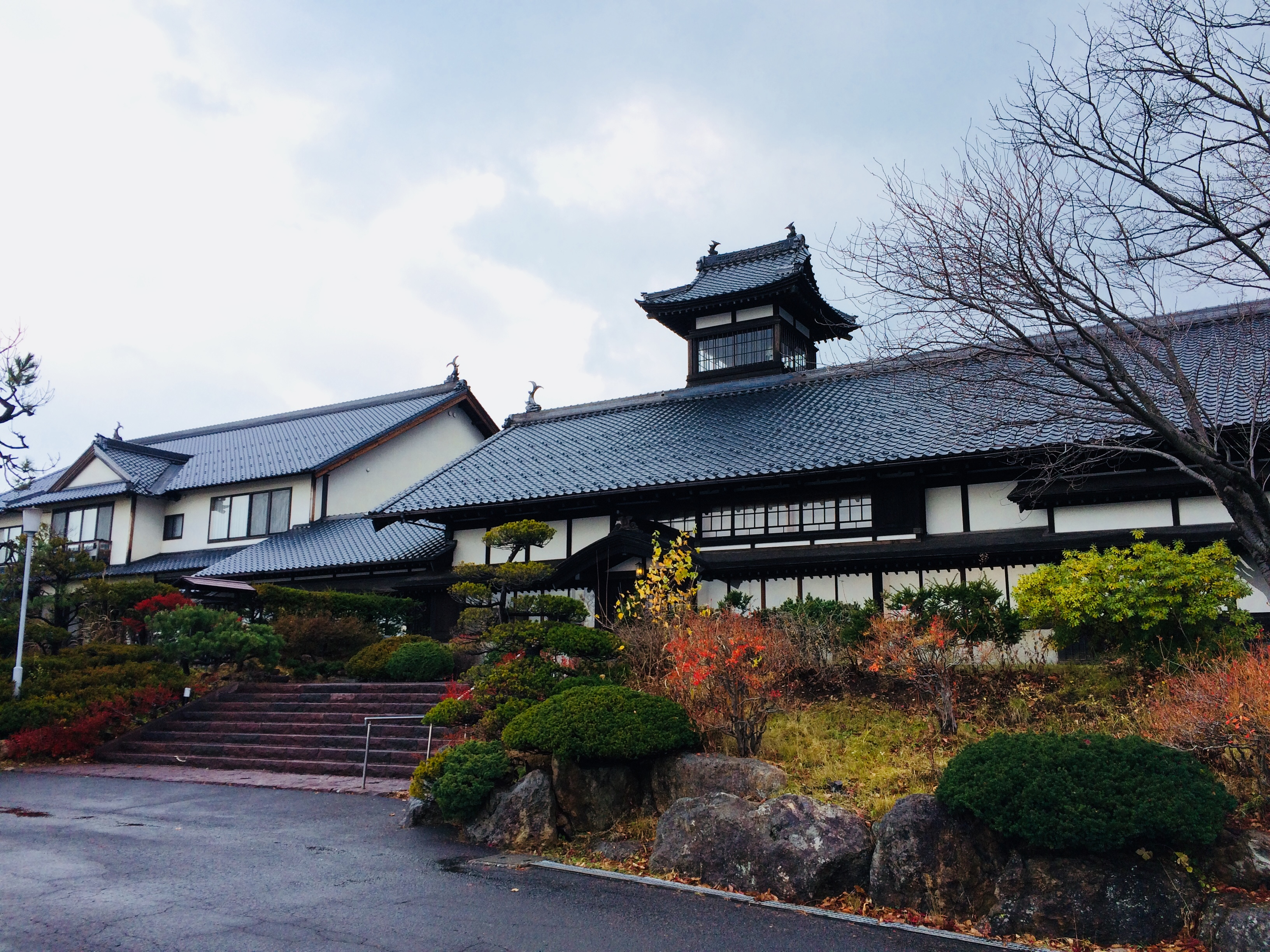
旧猪俣邸（2017年11月）
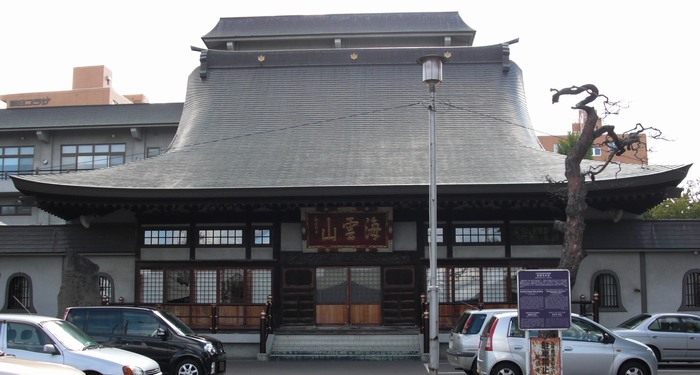
龍徳寺本堂（2009年9月）
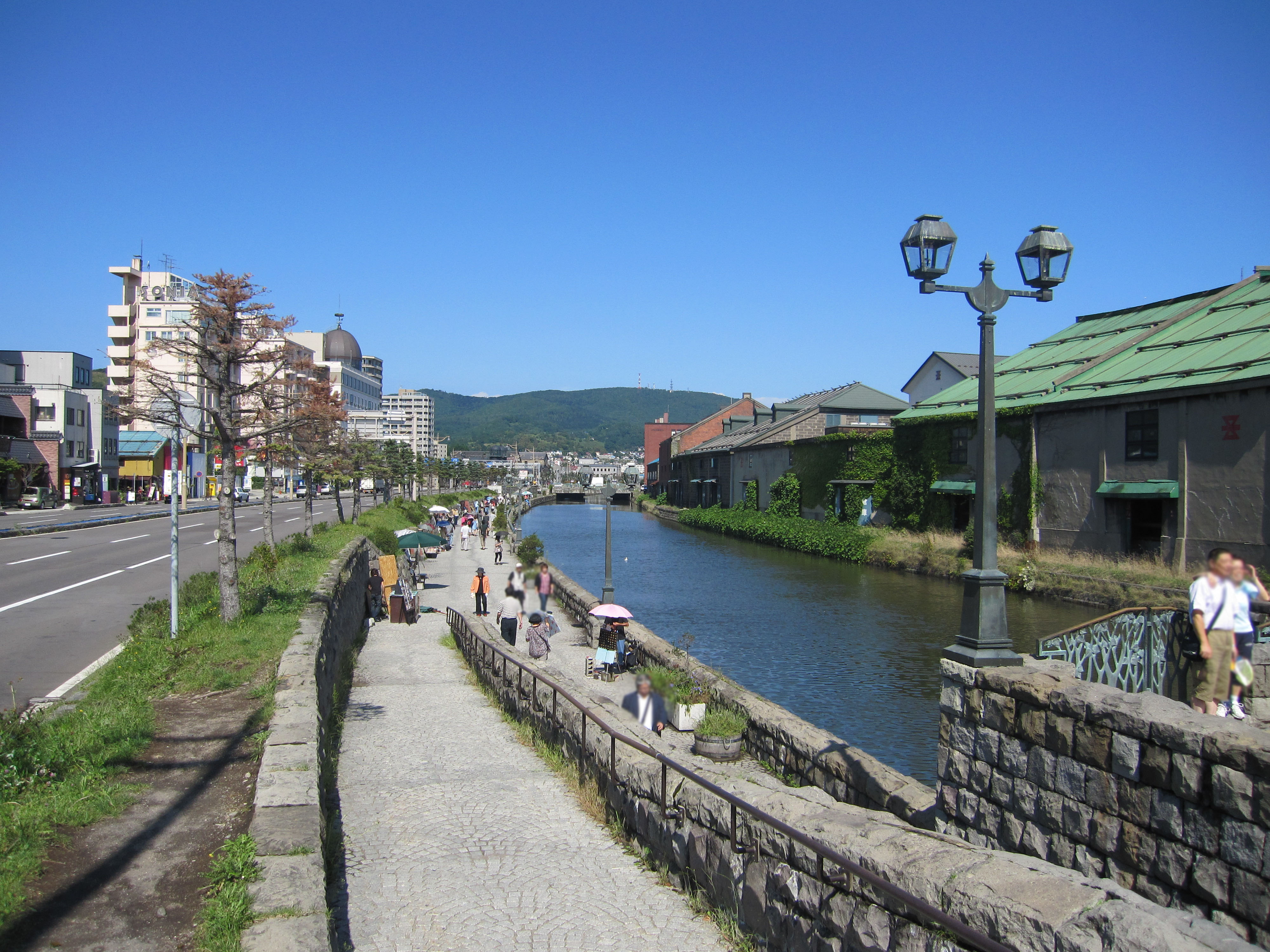
小樽運河（2010年9月）

### 観光スポット
中心部エリア
- 小樽市総合博物館本館
- 手宮洞窟
- 鱗友朝市
- 旧日本郵船株式会社小樽支店
- 小樽市総合博物館運河館（旧小樽倉庫）
- 小樽市観光物産プラザ（運河プラザ）（旧小樽倉庫）
- 小樽運河
- 小樽芸術村
- 小樽運河ターミナル（旧三菱銀行小樽支店）
- 堺町通り
- 北一ヴェネツィア美術館
- メルヘン交差点
- 水天宮
- 日銀通り
- 小樽バイン（旧北海道銀行本店）
- 日本銀行旧小樽支店金融資料館
- 市立小樽文学館・市立小樽美術館
- 旧手宮線跡地[101]
- 小樽サンモール一番街
- 小樽都通り商店街
- 中央市場
- 中央卸市場
- 三角市場
- 小樽駅

祝津エリア
- 高島岬
- 小樽市鰊御殿
- 小樽祝津マリーナ[102]
- おたる水族館
- にしん御殿小樽貴賓館（旧青山別邸）

小樽築港エリア（ぱるて築港）
- 新南樽市場
- ウイングベイ小樽
- 小樽港マリーナ

朝里川温泉エリア
- 朝里海水浴場
- 朝里川温泉
- 朝里川温泉スキー場
- 朝里ダム

その他エリア
- おたるドリームビーチ
- サンセットビーチ銭函
- 銭函海水浴場
- 小樽カントリー倶楽部
- スノークルーズ・オーンズ
- 和光荘
- 龍徳寺
- 住吉神社
- 毛無山展望所
- 天狗山
- 小樽天狗山ロープウェイ
- 小樽天狗山スキー場
- 旭展望台
- 中野植物園
- 長橋なえぼ公園
- 小樽青の洞窟
- 忍路環状列石
- 蘭島海水浴場

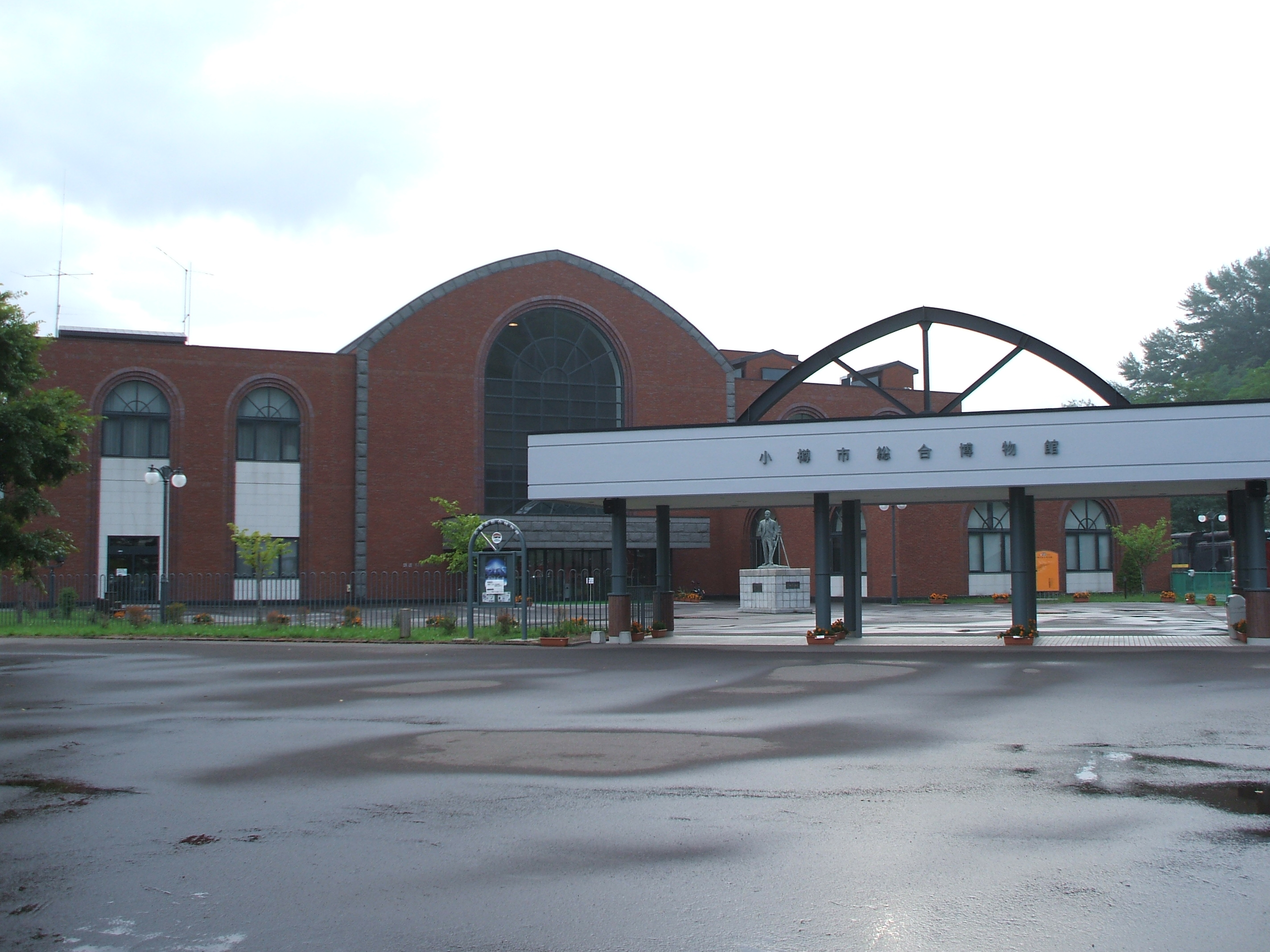
小樽市総合博物館本館（2007年8月）
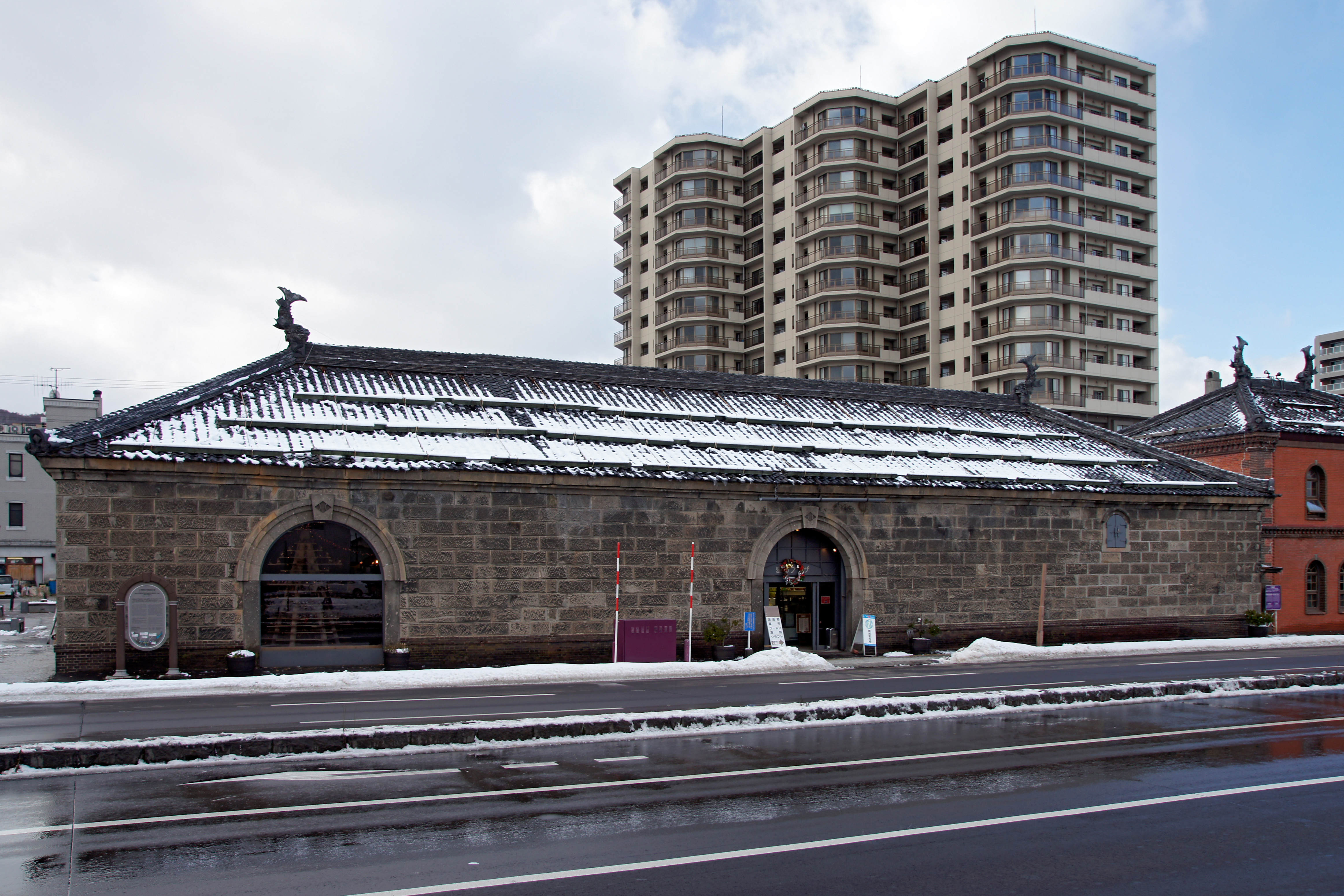
小樽市観光物産プラザ（運河プラザ）（2011年11月）
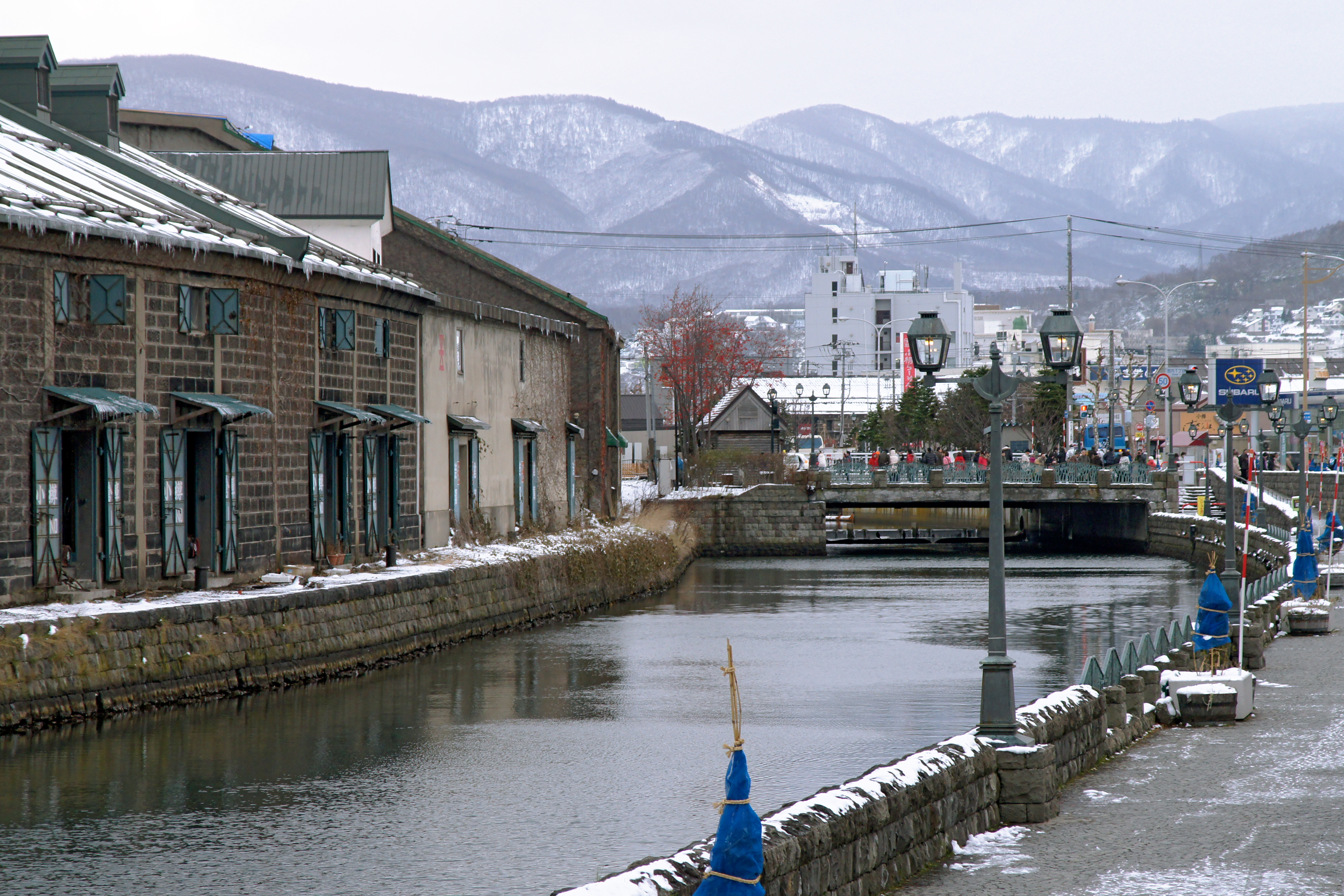
小樽運河（2011年11月）
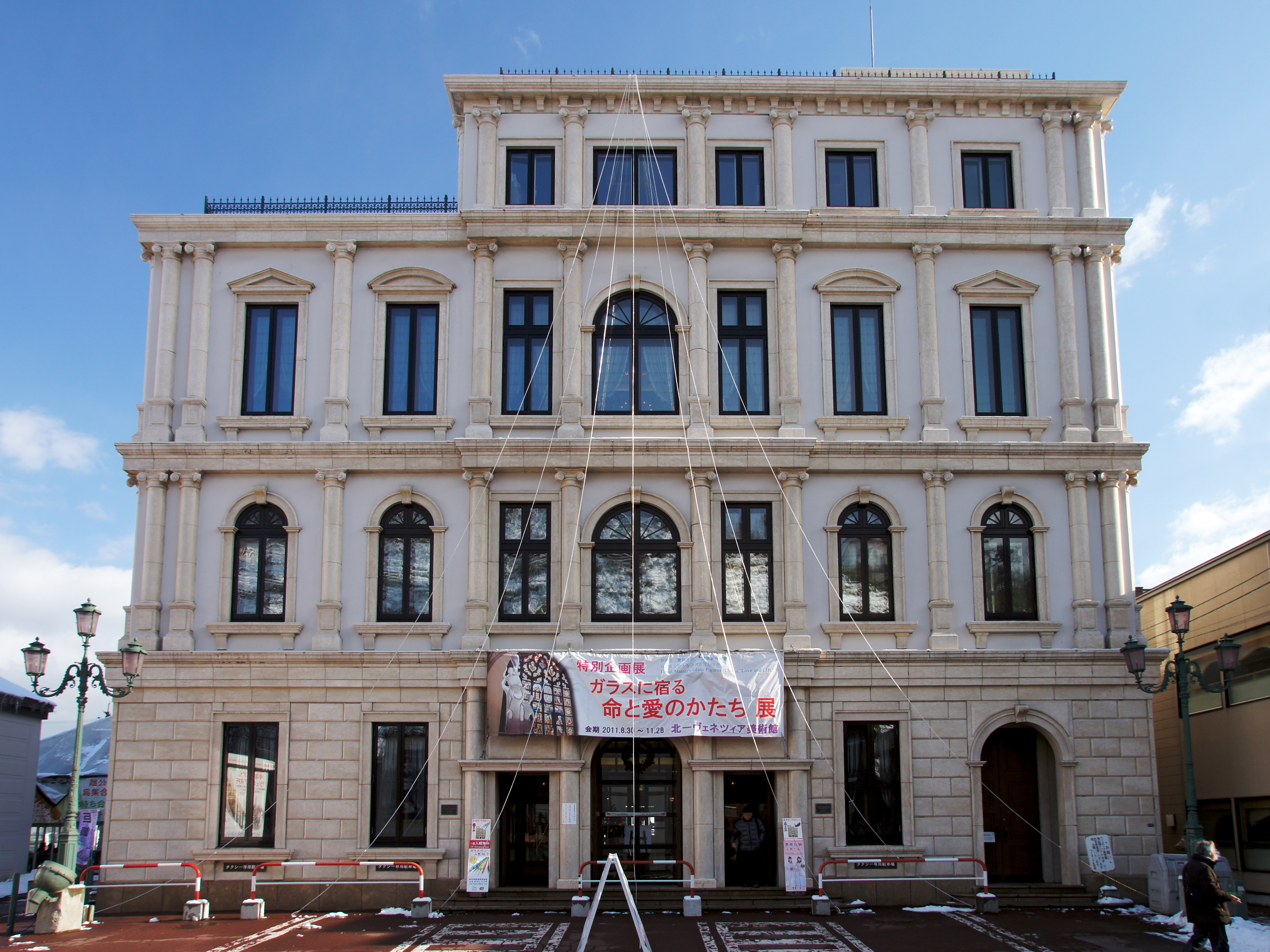
北一ヴェネツィア美術館（2011年11月）
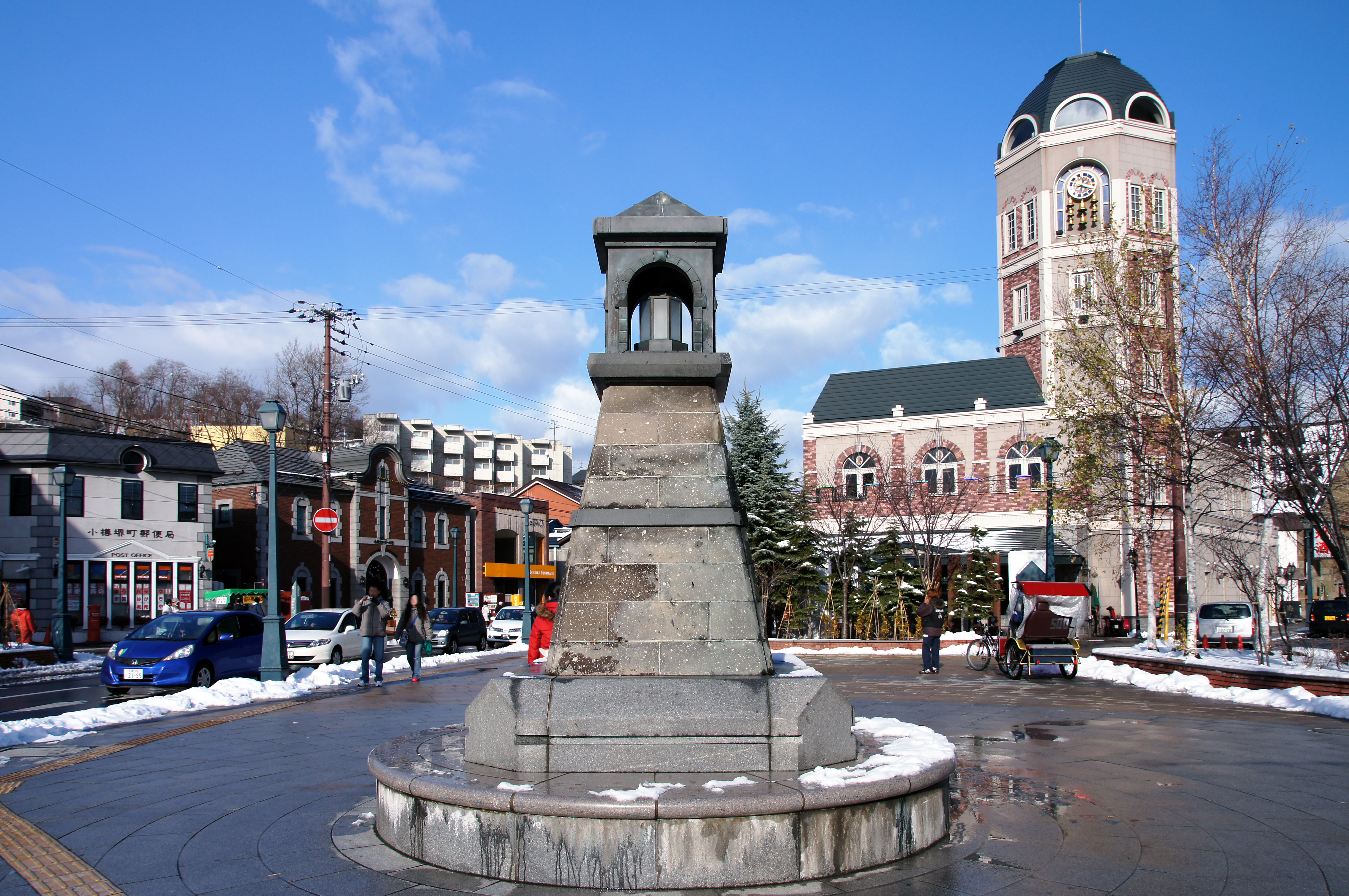
メルヘン交差点（2011年11月）
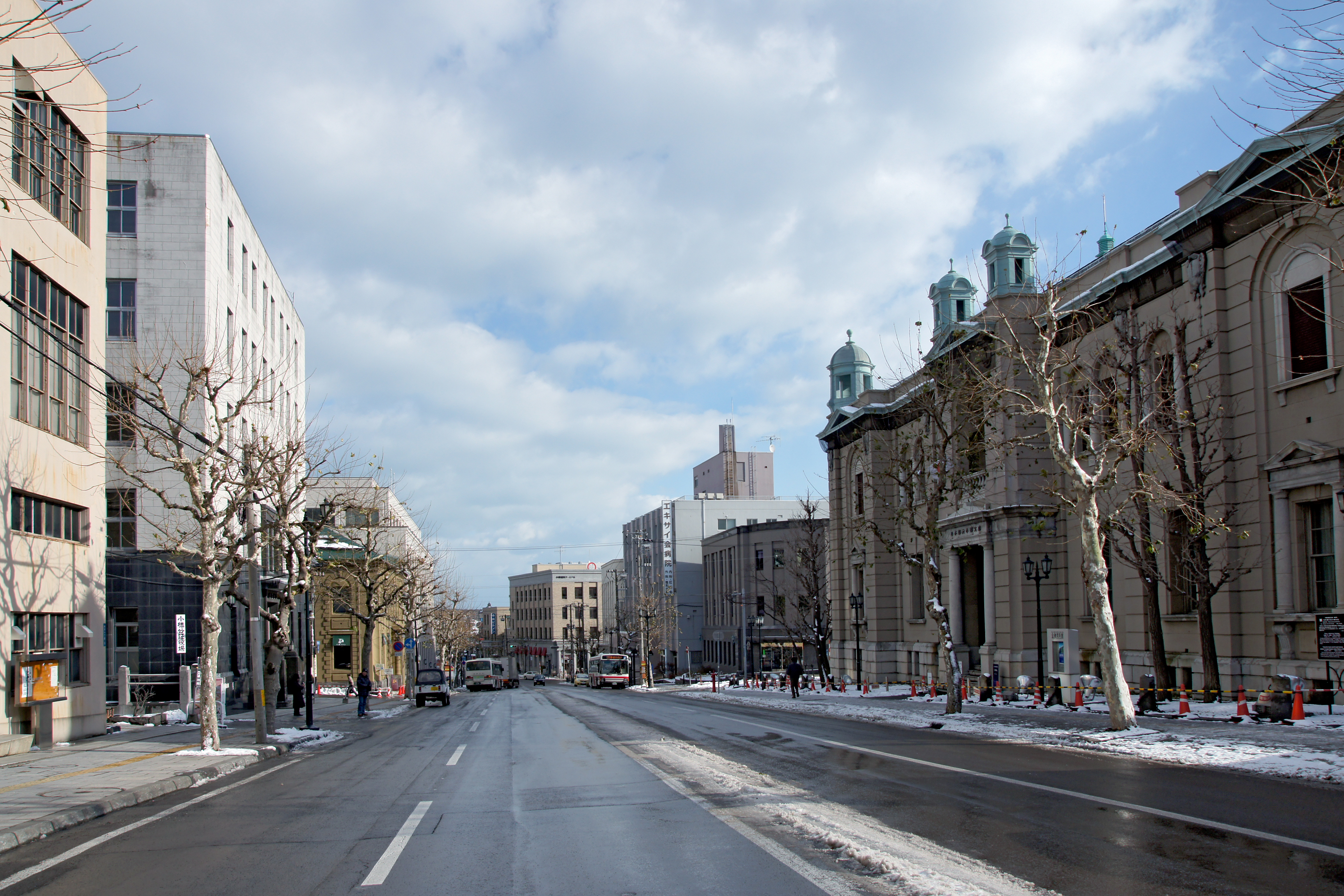
日銀通り（2011年11月）
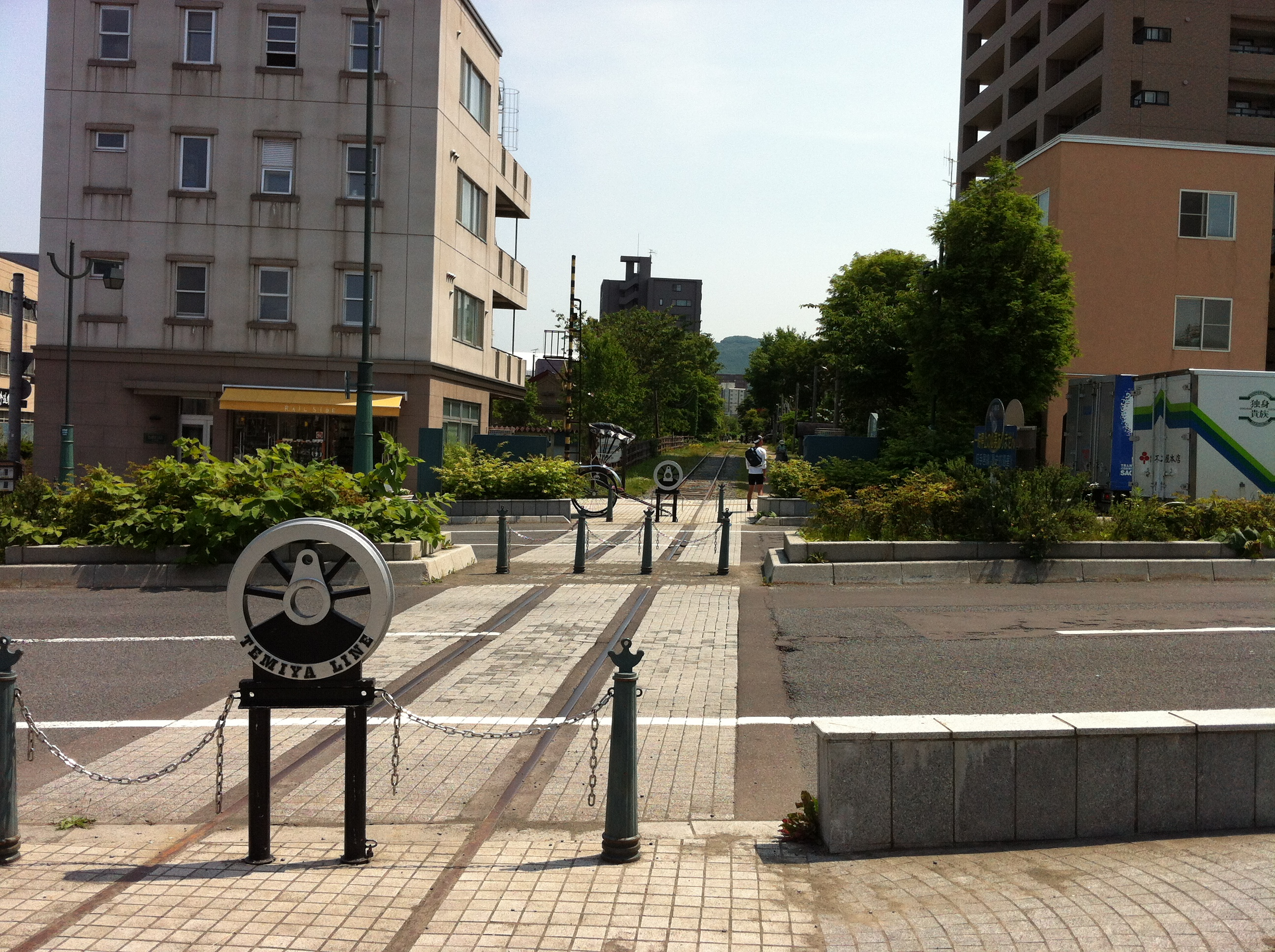
旧手宮線跡地（2012年6月）
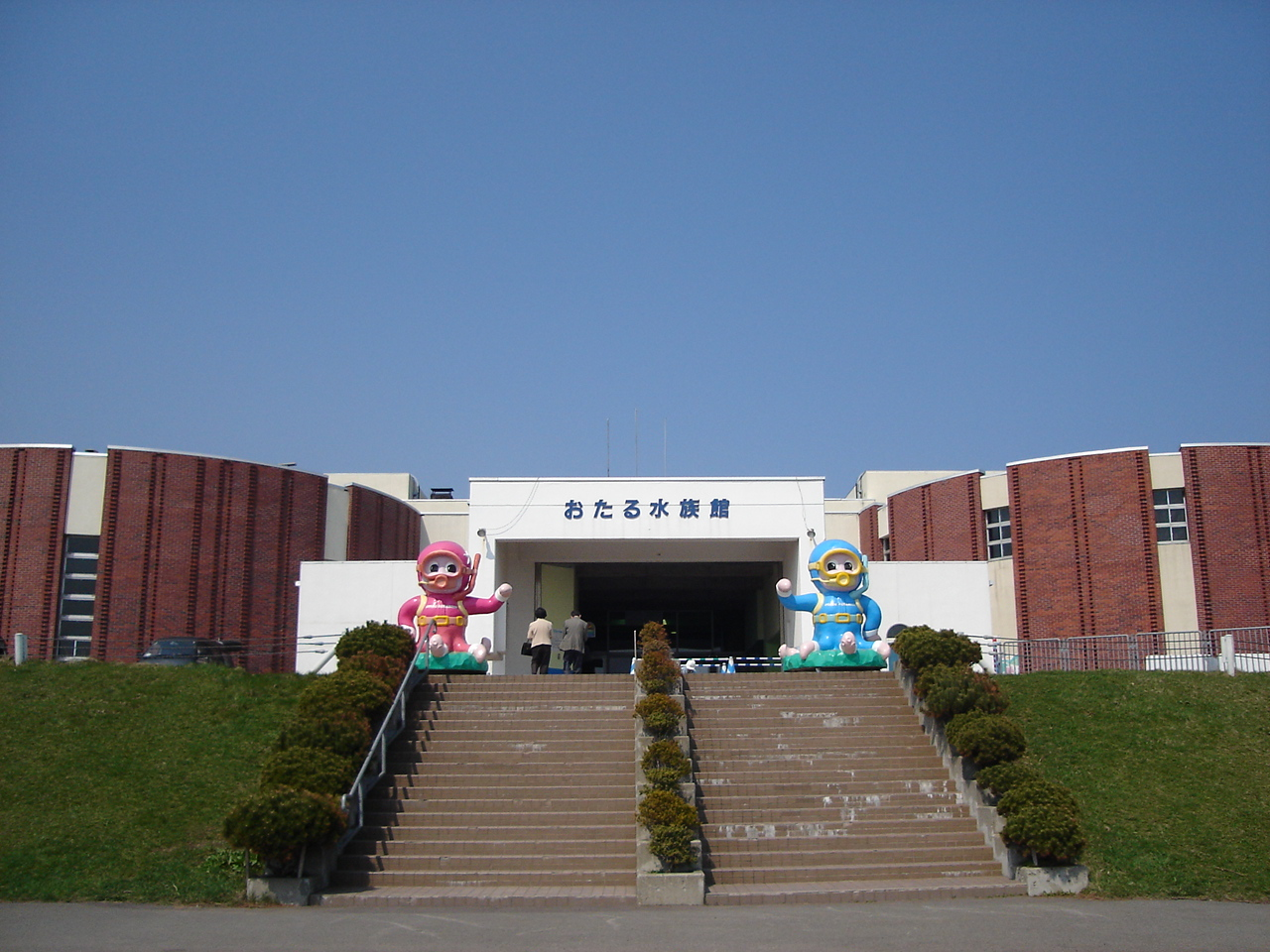
おたる水族館
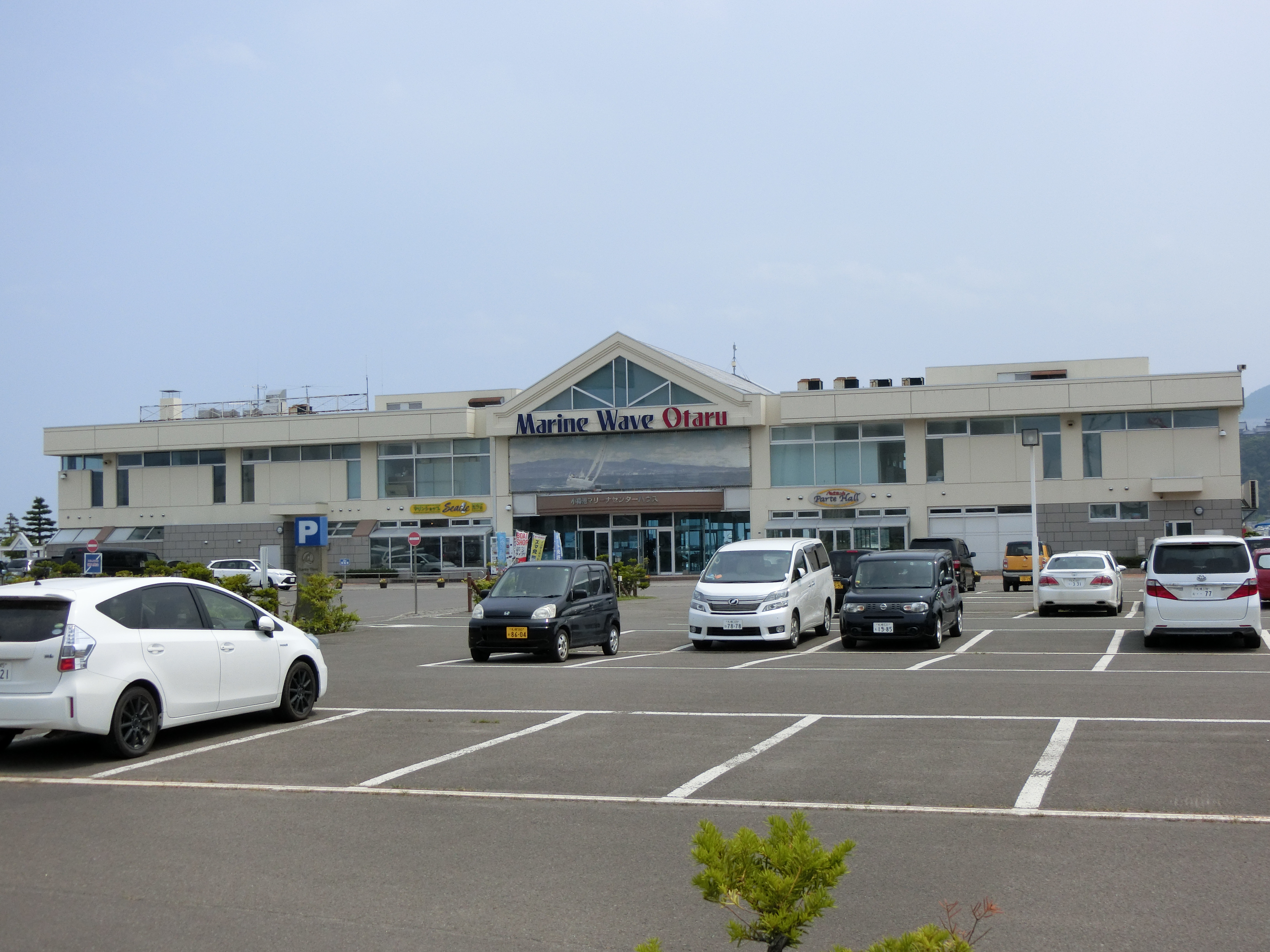
小樽港マリーナ（2017年7月）
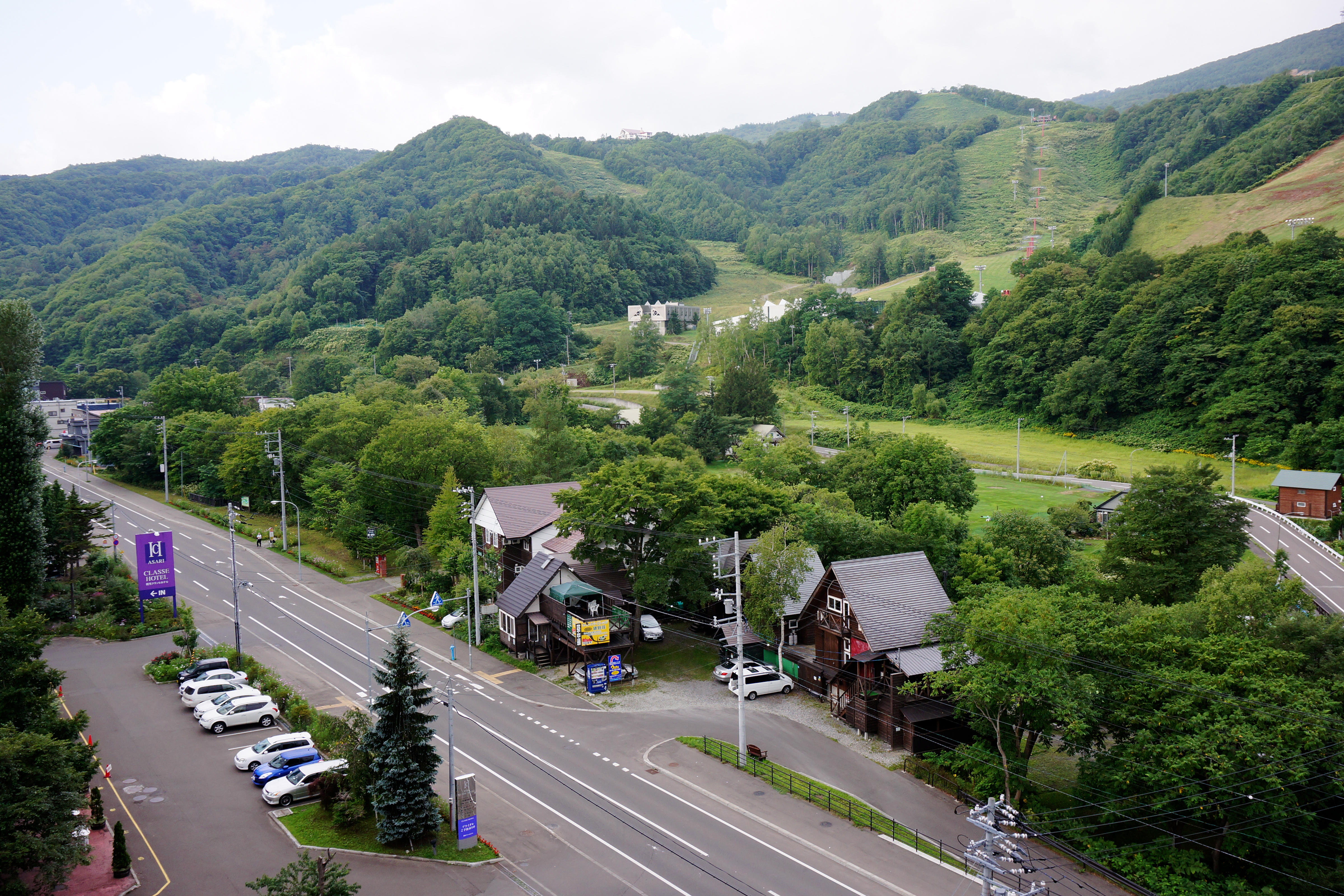
朝里川温泉と朝里川温泉スキー場（2013年8月）
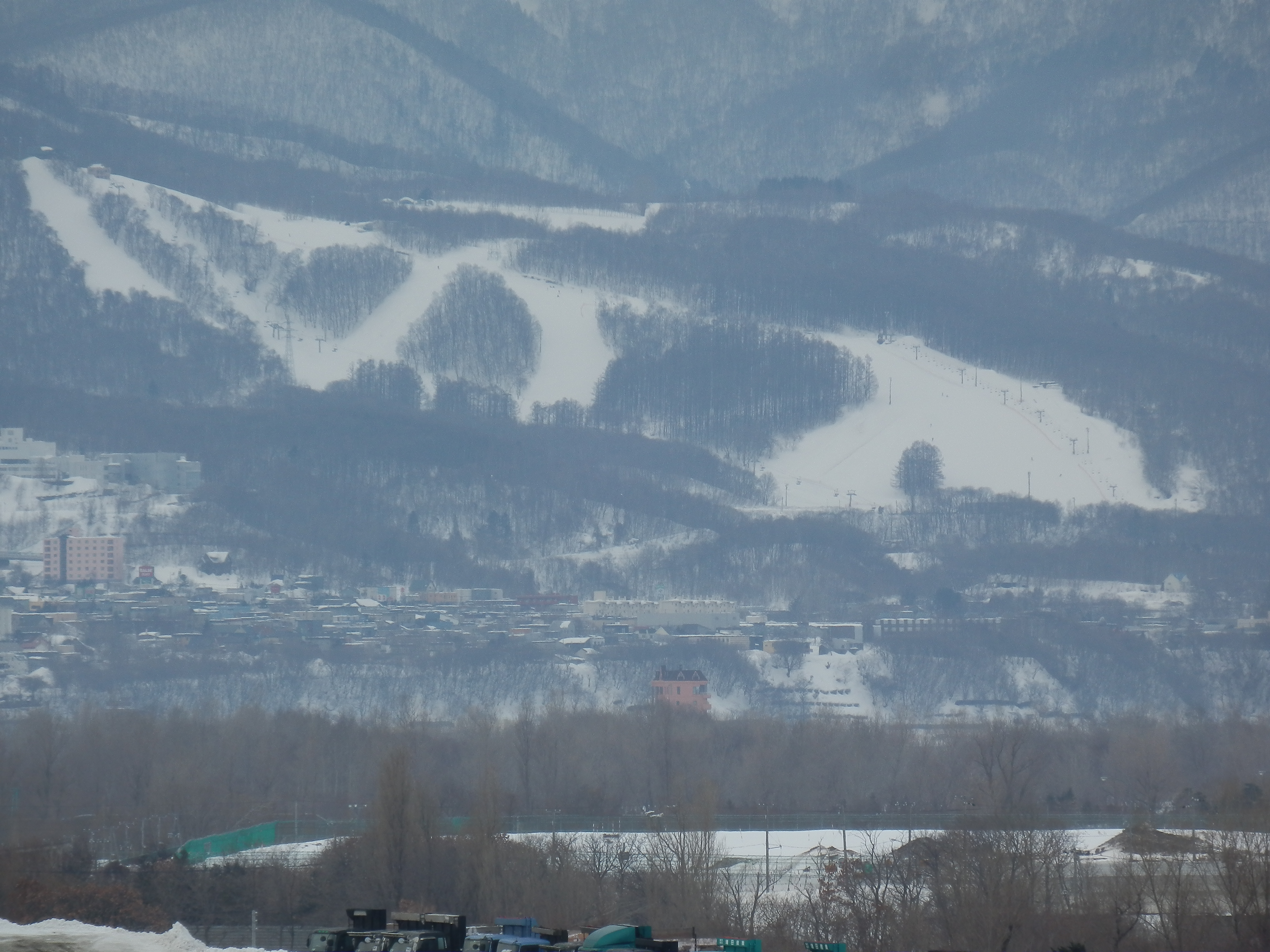
スノークルーズ・オーンズ（2011年12月）
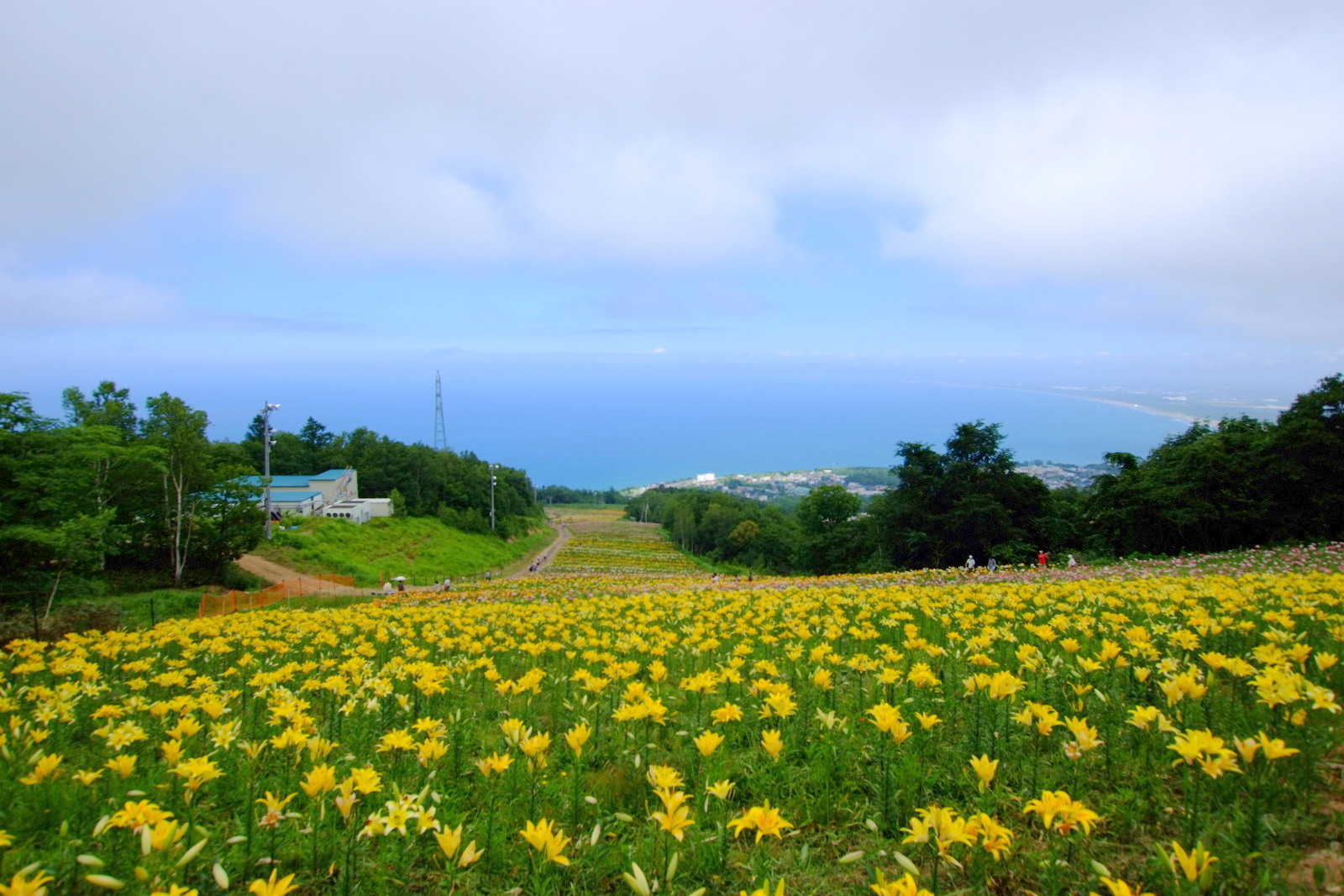
オーンズ春香山ゆり園（2013年8月）
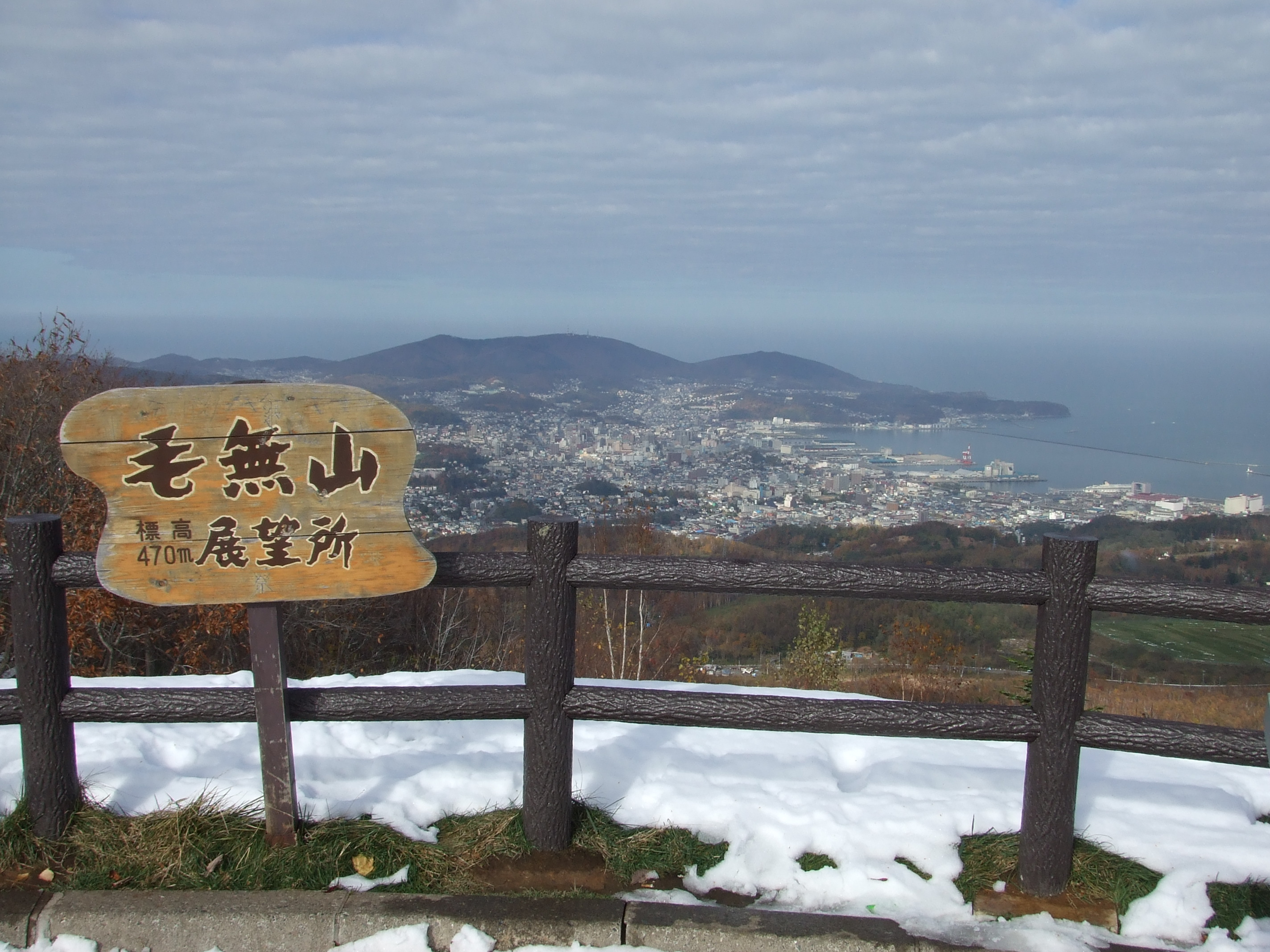
毛無山展望所（2010年10月）
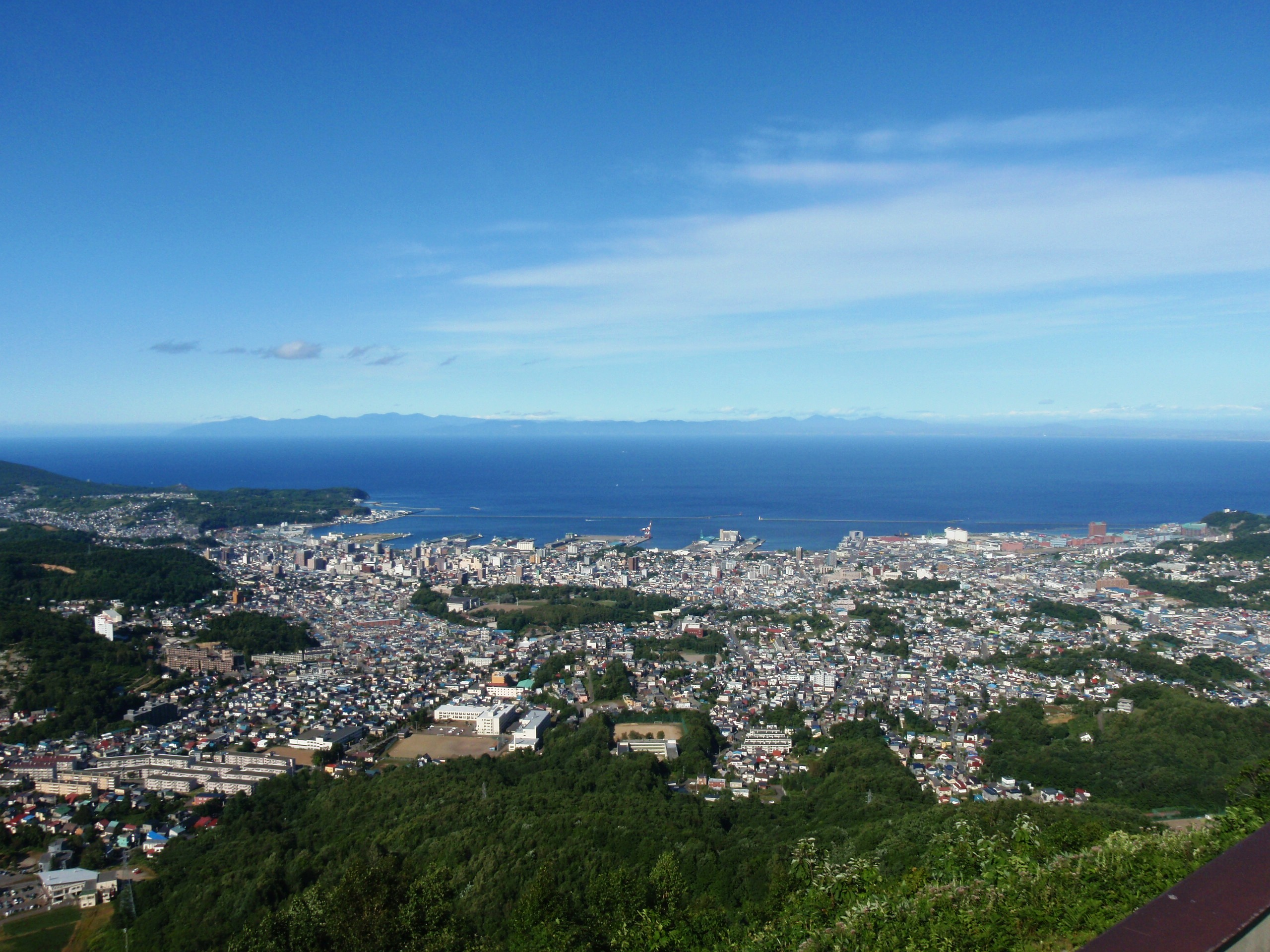
天狗山から眺めた小樽市街（2011年8月）
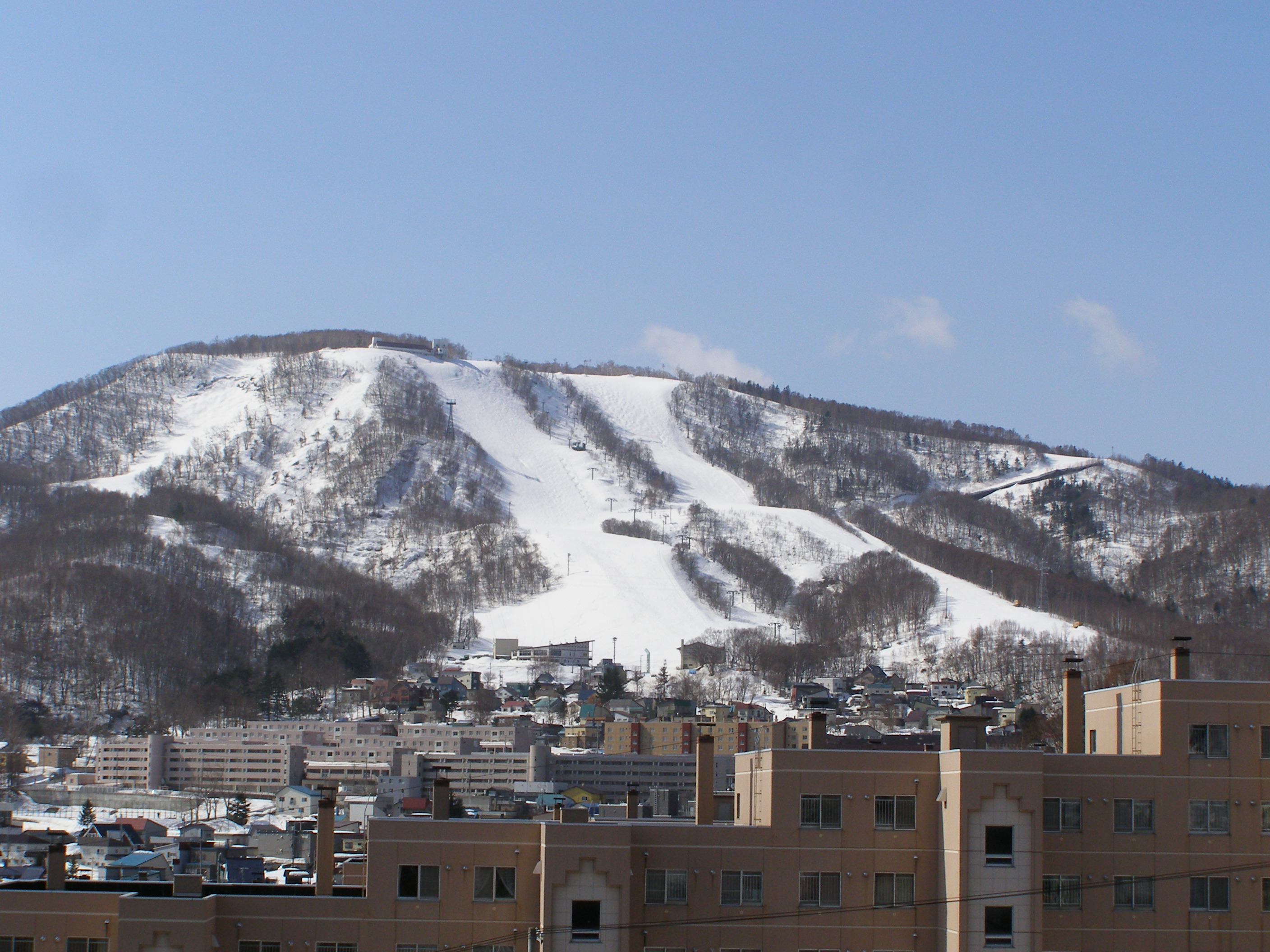
小樽天狗山スキー場（2010年4月）
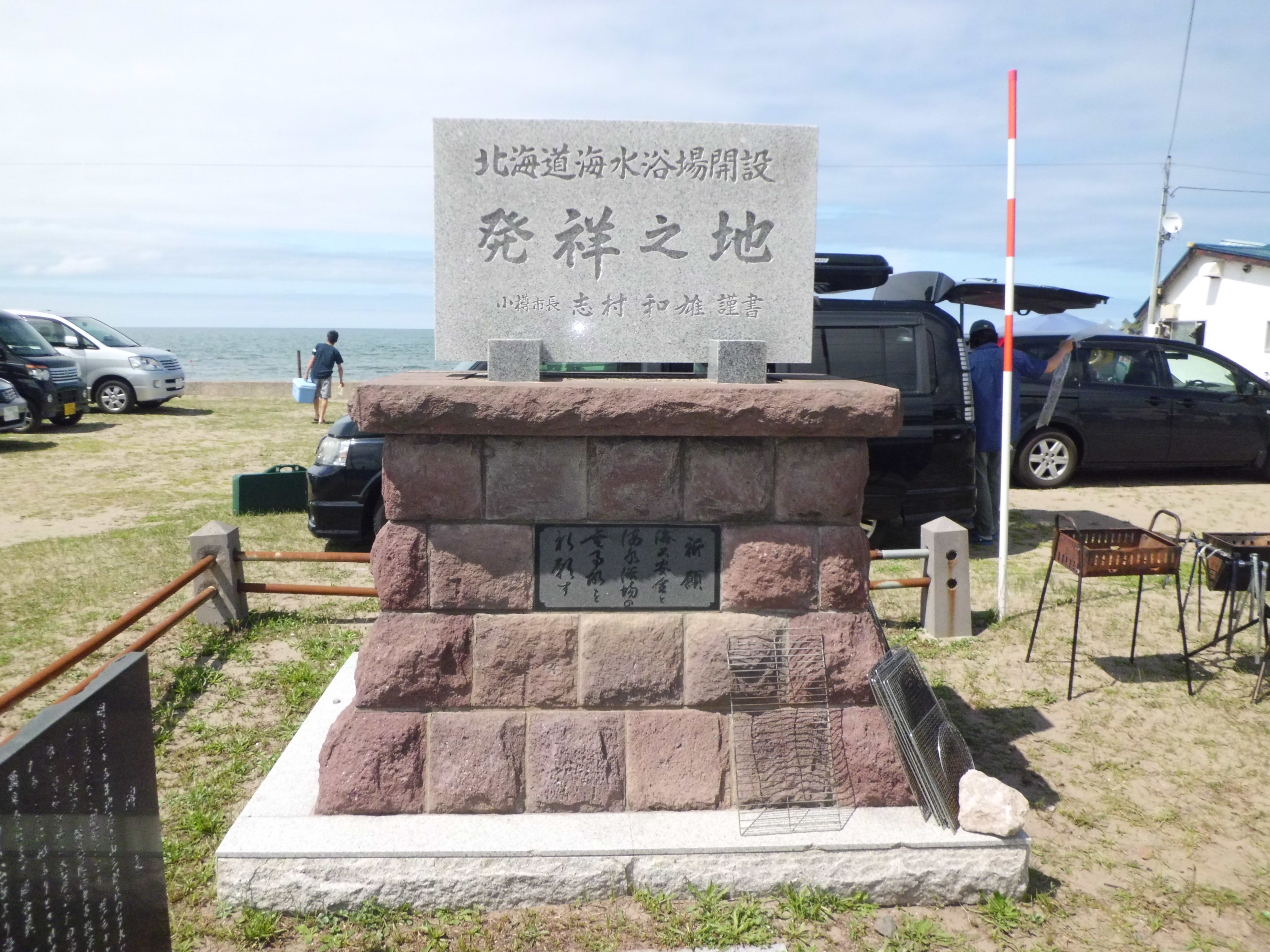
蘭島海水浴場にある「北海道海水浴場開設 発祥之地」碑（2013年8月）

## 文化･名物

### 祭事･催事
- 小樽雪あかりの路（2月）
- おたる春祭り（5月）
- おたる祝津にしん群来祭り（6月）[103]
- おたる祝津にしん・おタテ祭り（6月）[104]
- おたる運河ロードレース（6月）
- おたる☆浅草橋オールディーズナイト（7月）
- マリン・フェスタin小樽（7月）
- おたる潮まつり（7月）
- 小樽がらす市（7月）
- 小樽堺町ゆかた風鈴まつり（8月）[105]
- ライジング・サン・ロックフェスティバル（8月）
- 高島漁港納涼大花火大会（8月）
- 真夏の北運河サウンドエナジー（8月）
- 天狗山夜景の日（8月）
- 小樽天狗山まつり（8月）
- 小樽アニメパーティー（8月・9月ごろ）
- おたる祝津花火大会（9月）
- 北の収穫祭ワインカーニバルinおたる（9月）
- 小樽しゃこ祭（11月）[106]
- 小樽ゆき物語（11月から2月）[107]

### 特産品

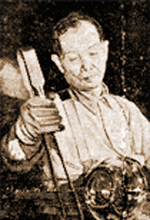
小樽ガラス産業の創始者、浅原久吉。

小樽市は水産加工品はじめ菓子や酒類など食品関連製造業が多くあるほか、ガラスなどの工芸品も有名になっている。小樽市では、地場産品の普及や振興を通じて地域経済の活性化を図ることを目的に、小樽ブランド普及事業を実施している。ご当地グルメとしては、小樽市内または近隣の飲食店で提供している五目あんかけ焼そばを指す小樽あんかけ焼そばがある。
グルメ
- 寿司・蒲鉾・パンロール・若鶏半身揚げなど
- 海産物・珍味
  - ニシン・ホッケ・カレイ・サケ・タラ・シャコなど
- 和洋スイーツ
  - 花園だんご・ぱんじゅう・すあま・べこ餅・澤の露（水晶あめ玉）・ルタオのスイーツなど
- 日本酒・ワイン・ビール
  - 田中酒造・北海道ワイン・小樽ビール

工芸品
- ガラス工芸・切子・ボトルシップ・オルゴールなど

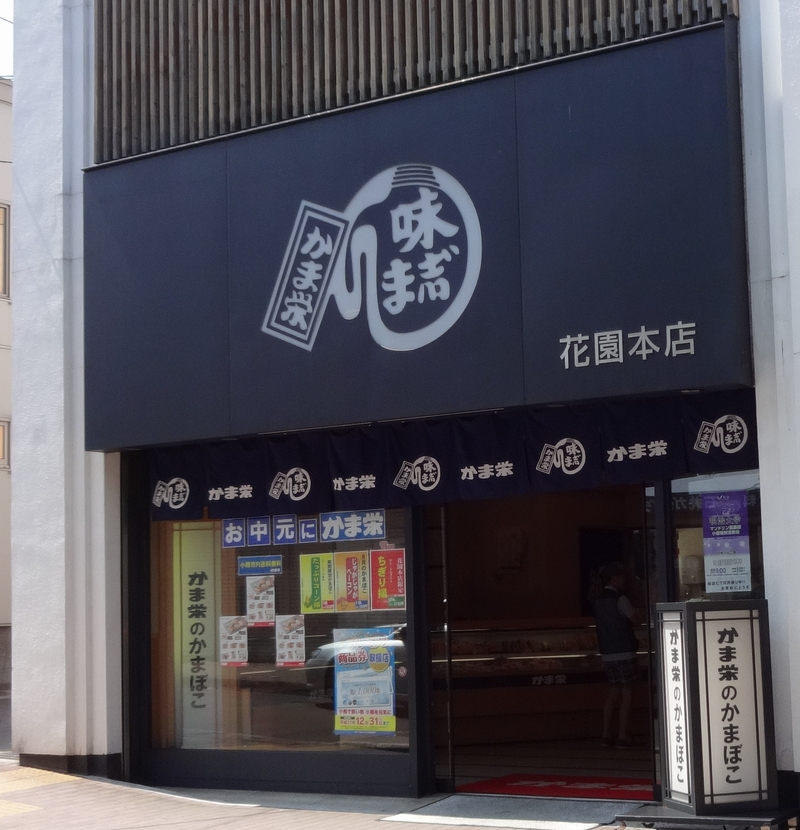
かま栄花園本店（2015年8月）
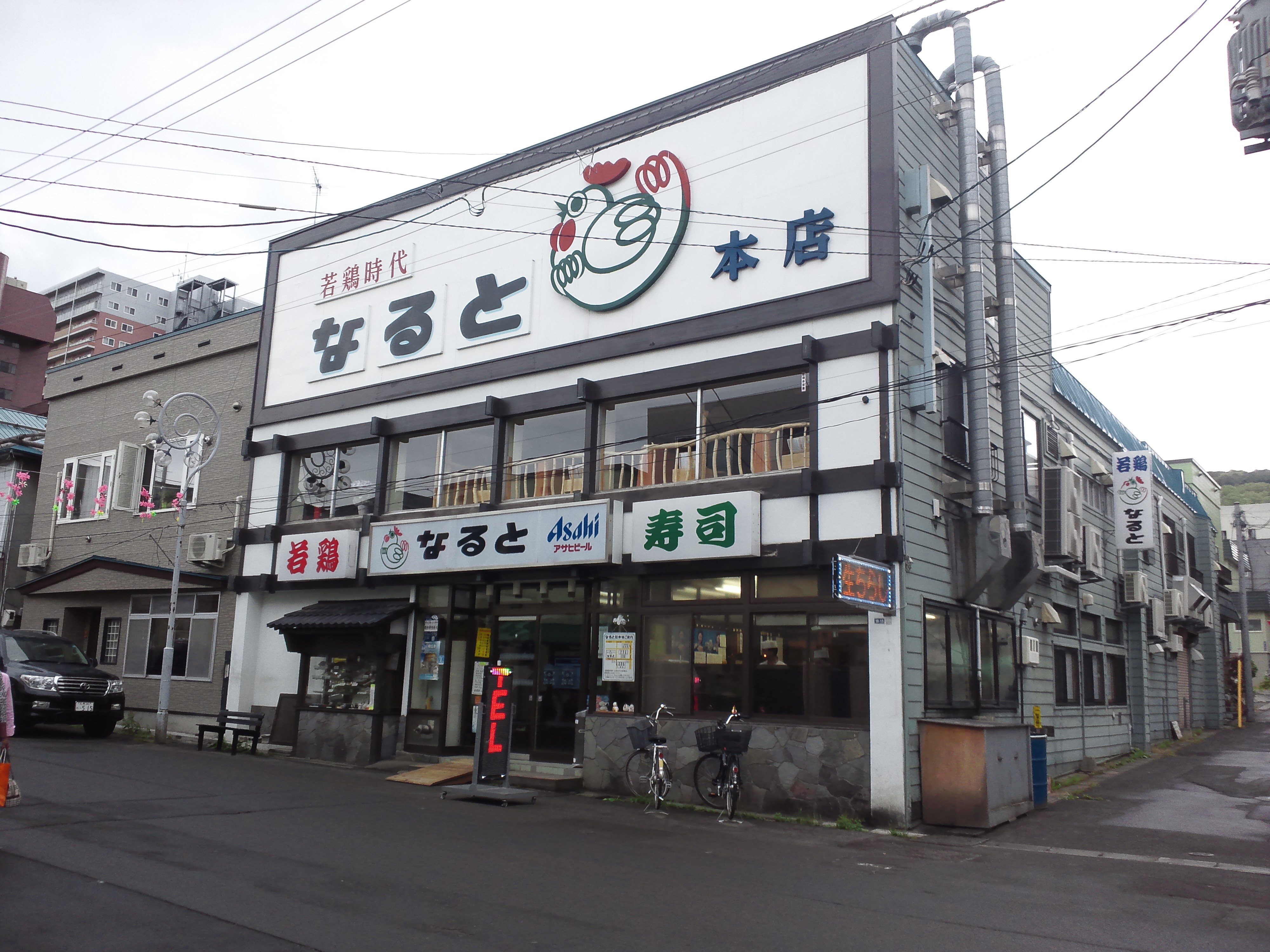
なると本店（2014年6月）
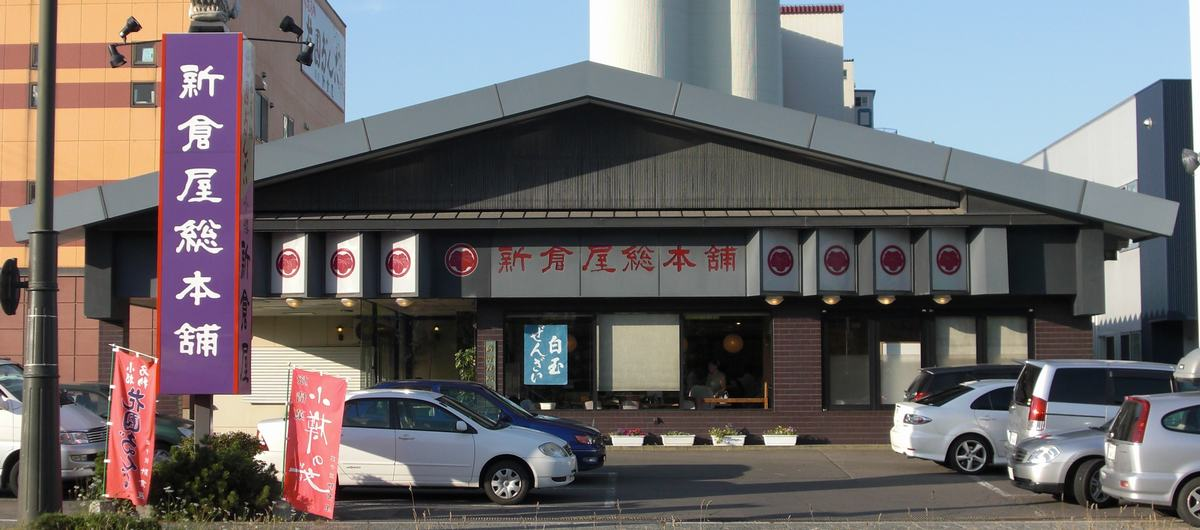
新倉屋総本舗（2011年8月）
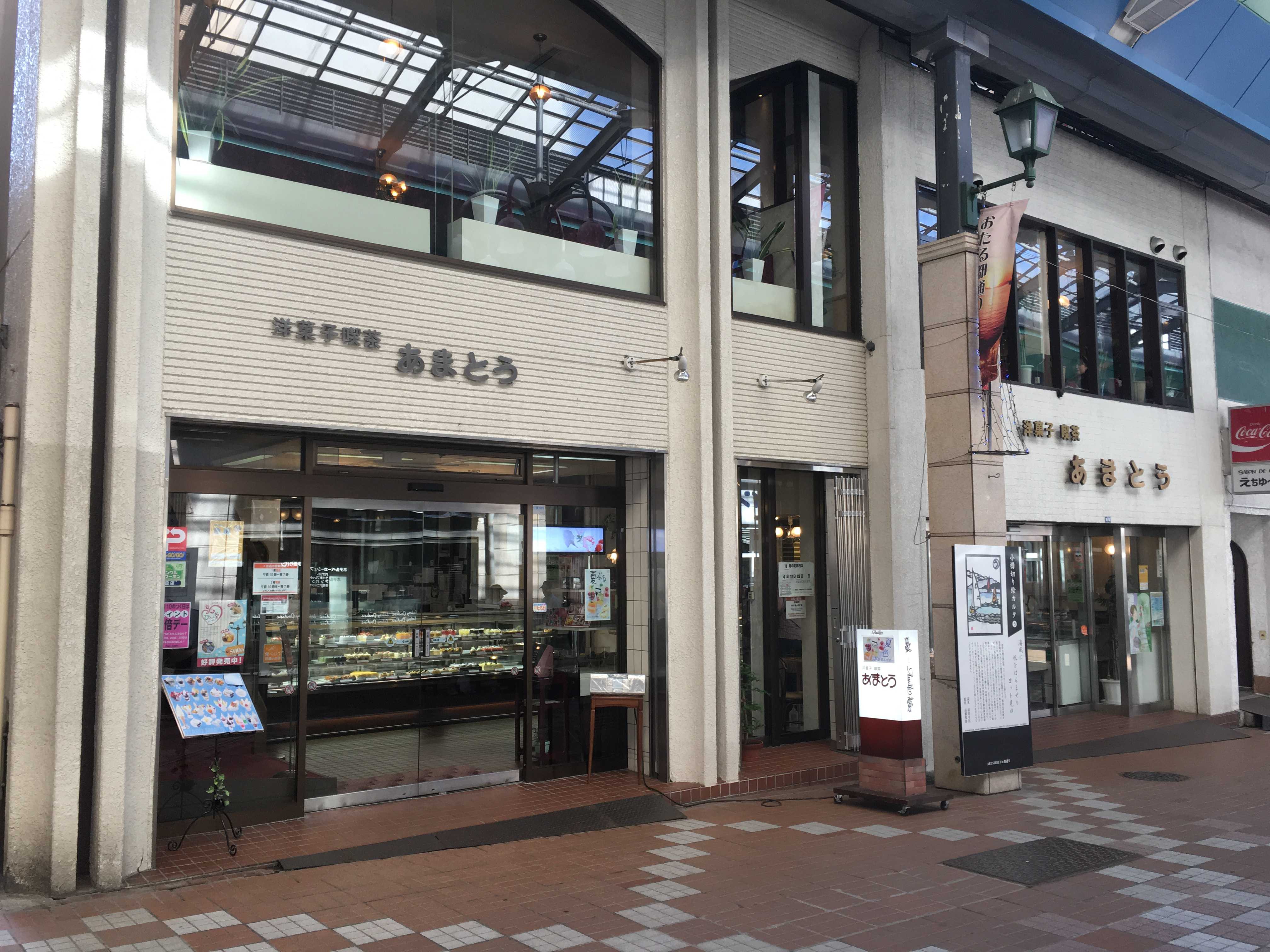
あまとう本店（2016年8月）
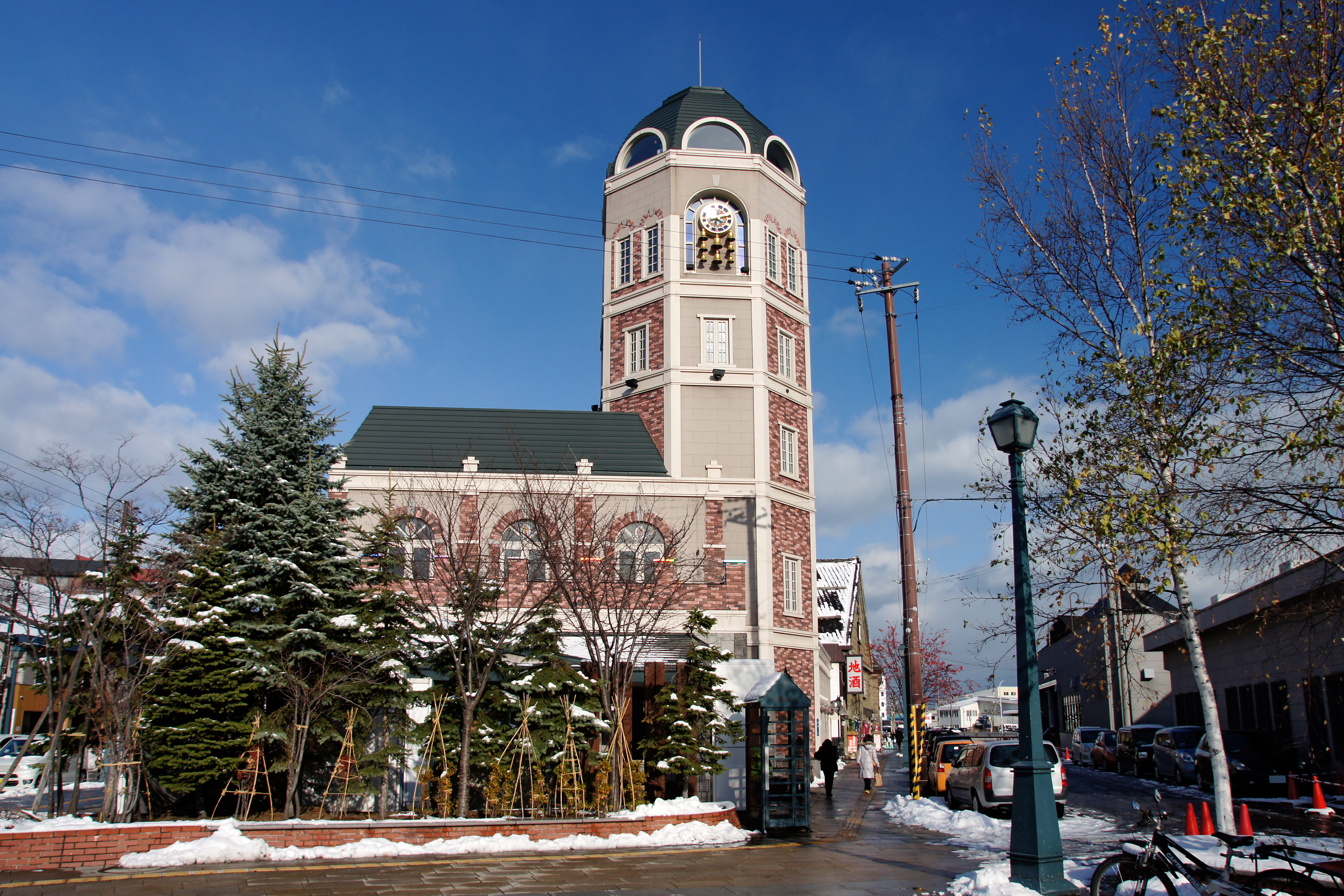
ルタオ本店（2011年11月）
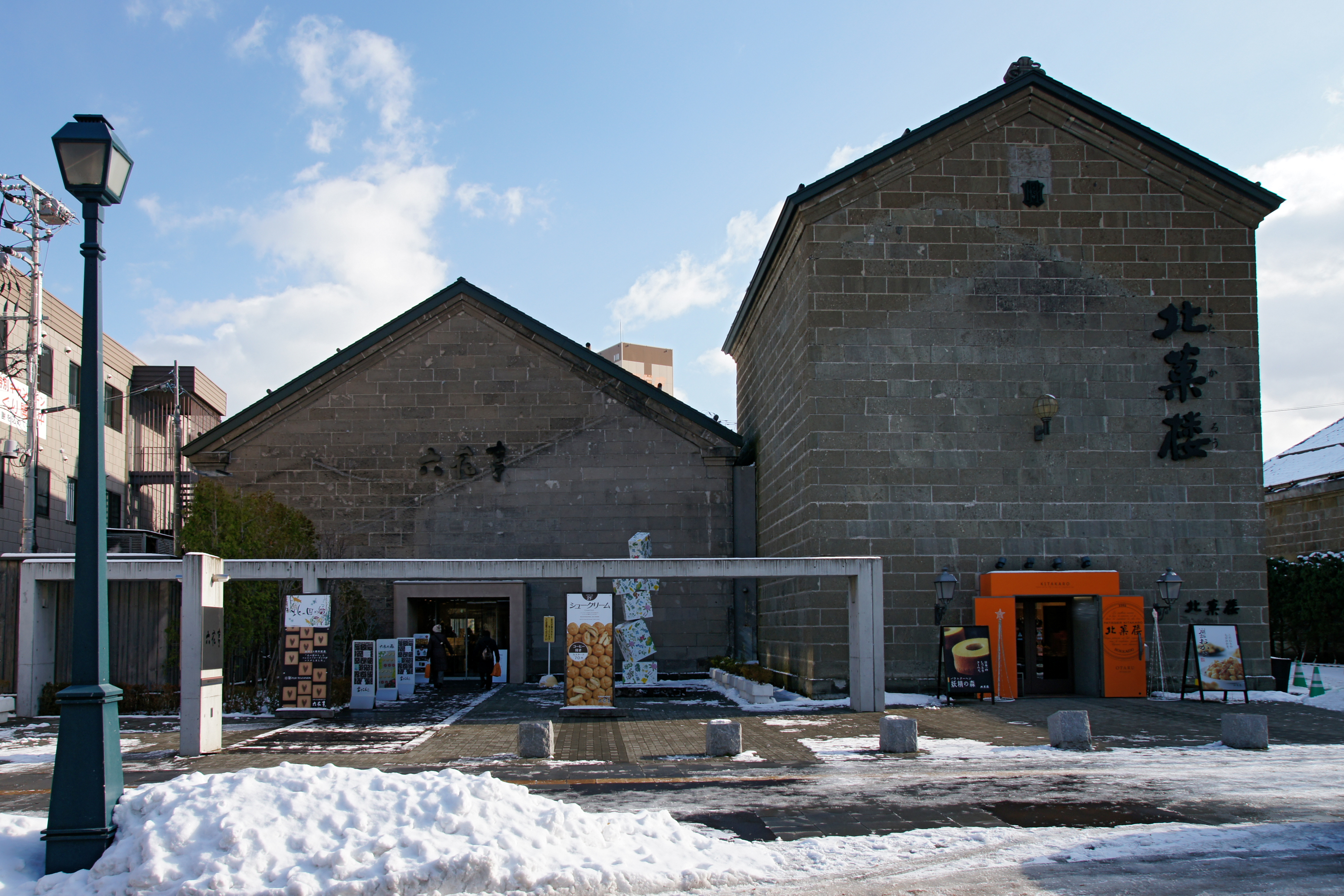
六花亭と北菓楼（2011年11月）
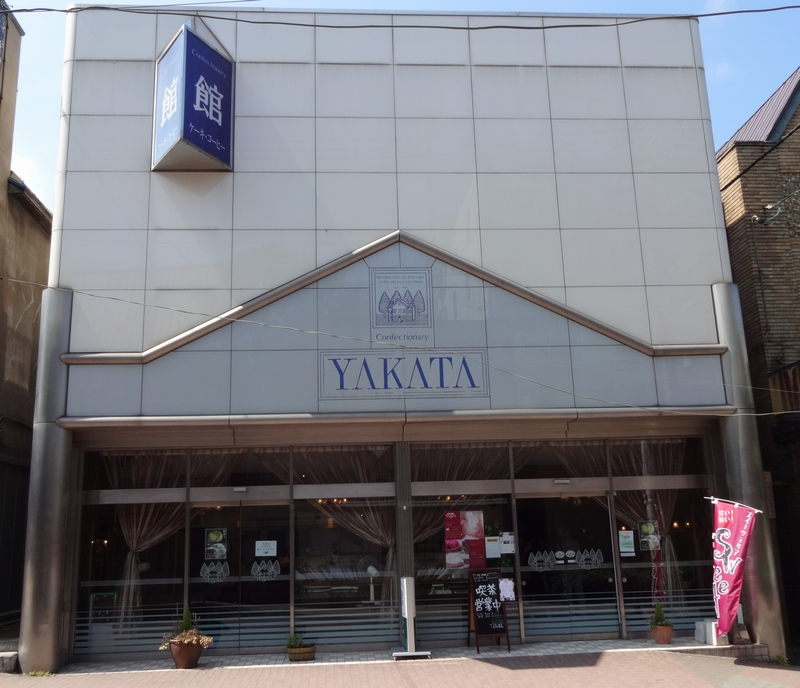
館ブランシェ（2015年8月）
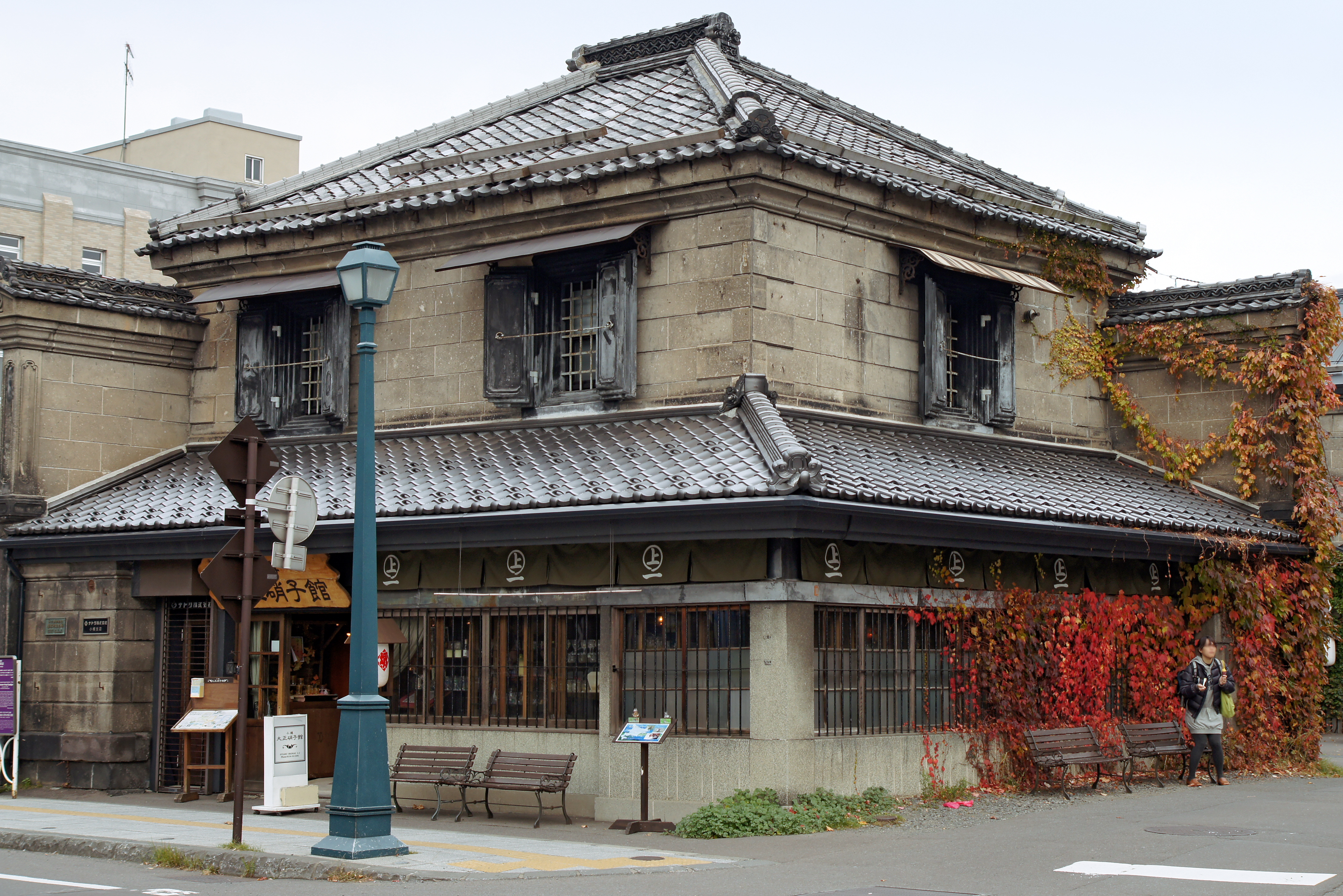
大正硝子館本店（2011年11月）
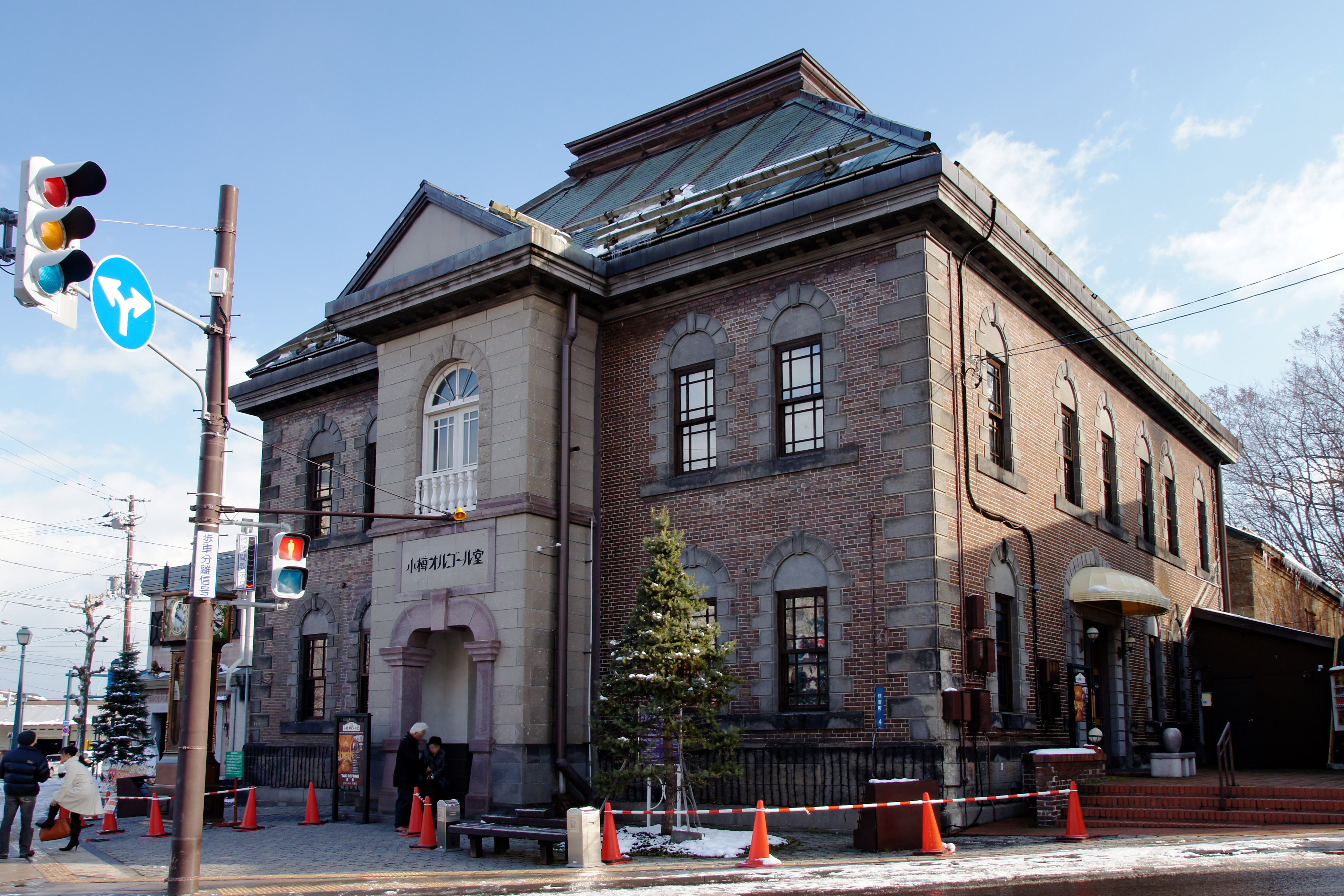
小樽オルゴール堂本館（2011年11月）

## 小樽市を舞台にした作品
小樽市、小樽観光協会、小樽商工会議所、小樽青年会議所などによる小樽フィルムコミッションがあり、ロケーション撮影を支援している。

### 映画
- 『ジャコ万と鉄』
- 『雨情』
- 『喜びも悲しみも幾歳月』
- 『忘れ得ぬ人』
- 『人間の條件』
- 『わが愛、北海道』
- 『サムライの子』
- 『赤いダイヤ』
- 『旅路』
- 『少年』
- 『男はつらいよ 望郷篇』
- 『あゝ声なき友』
- 『小林多喜二』
- 『北くにのとも子』
- 『男はつらいよ 寅次郎相合い傘』
- 『わが青春のとき』
- 『眠れ密』
- 『夜が崩れた』
- 『桃尻娘 プロポーズ大作戦』
- 『日本の熱い日々 謀殺・下山事件』
- 『駅 STATION』
- 『「さよなら」の女たち』
- 『恋人たちの時刻』
- 『セイリング 海にはばたく』
- 『はるか、ノスタルジィ』
- 『時計館の秘密』
- 『港』
- 『Love Letter』
- 『プロゴルファー織部金次郎3 飛べバーディー』
- 『日本の近代土木を築いた人々』
- 『天国の本屋〜恋火』
- 『NANA』
- 『最終兵器彼女』
- 『ガチ☆ボーイ』
- 『ハルフウェイ』
- 『恋極星』
- 『瞬 またたき』
- 『探偵はBARにいる』
- 『しあわせのパン』
- 『きみはいい子』
- 『きづき』[111]
- 『世界から猫が消えたなら』
- 『探偵はBARにいる3』
- 『ユンヒへ』

### テレビドラマ
- 『幻の町』
- 『さすらい刑事旅情編VII』第8話「小樽運河の女・消えた被害者！」
- 『賞金犬』
- 『OL三人旅 小樽湯けむり初恋旅情殺人事件』
- 『小樽地獄坂の殺人』
- 『クリスマスドリームスペシャル 聖夜の奇跡』
- 『立花さんちの朝』
- 『小樽殺人事件』
- 『将太の寿司』
- 『時の王様』
- 『真昼の月』
- 『北斗星殺人事件』
- 『ラーメン刑事「龍」の殺人推理4』ｋ
- 『君といた街角』
- 『ヤマ勘記者の事件日記』
- 『はみだし刑事情熱系 PARTII』
- 『Over Time-オーバー・タイム』
- 『月遠い雪の記憶』
- 『学校の挑戦』
- 『兄弟』
- 『はみだし刑事情熱系 PARTIII』
- 『お気らく主婦の大冒険3』
- 『SNOW DANCE』
- 『カントリーロード』
- 『被害者の妻』
- 『おばはん刑事!流石姫子』
- 『凍えるキリン』
- 『北の捜査線・小樽港署』
- 『幻の女』
- 『抱きしめたい』
- 『西日本一周「旅号」殺人事件』
- 『ラーメン刑事「龍」の殺人推理4』「愛と憎しみの支笏湖 小樽から札幌へ 凍りついた女の情念」
- 『ノースポイント』
- 『ワルシャワの秋』
- 『小樽運河殺人案内』
- 『霧笛の余韻』
- 『六月のさくら』
- 『北ホテル』
- 『弟』
- 『化生の海』
- 『ハルとナツ 届かなかった手紙』
- 『ガラスの恋人』
- 『風極の岬』
- 『雪あかりの街』
- 『天国と地獄』
- 『牛に願いを Love&Farm』
- 『甘い人生』
- 『歓喜の歌』
- 『警官の血』
- 『寝台特急カシオペア殺人事件』
- 『白色之戀』
- 『神様の赤ん坊』
- 『最も遠い銀河』
- 『僕が父親になるまで』
- 『極北ラプソディ』
- 『我愛你愛你愛我』（恋してる・愛してる）
- 『海の上の診療所』
- 『温泉若おかみの殺人推理』「札幌定山渓温泉〜スイーツフェアで連続殺人!! 人気パティシエに二重殺人の疑惑!?」
- 『北海道警察』「人質」

### 書籍
- 朝倉かすみ『タイム屋文庫』
- 石原慎太郎『弟』
- 伊藤整『若い詩人の肖像』
- 内田康夫『小樽殺人事件』
- おかもと (仮)『伝説兄妹!』
- 鯨統一郎『小樽・カムイの鎮魂歌』
- 木谷恭介『小樽運河殺人事件』
- 佐々木丸美『風花の里』
- 佐島勤『魔法科高校の劣等生』
- 白川道『最も遠い銀河』
- 新世紀「謎」倶楽部『堕天使殺人事件』
- 宗田理『小樽デスマッチ』
- 津村秀介『小樽発15時23分の死者』
- 夏堀正元『小樽の反逆 -小樽高商軍事教練事件』
- 西村京太郎『小樽 北の墓標』『帰らざる街、小樽よ』
- 蜂谷涼『煌浪の岸』『煙波』『小樽ビヤホール』『海明け』『螢火』『ちぎり屋』
- 松本清張『黄色い風土』
- 岬鷺宮『失恋探偵ももせ』
- 村松友視『海猫屋の客』
- 山村美紗『小樽地獄坂の殺人』
- 吉村達也『小樽「古代文字」の殺人』

### 漫画･アニメ
- 熊谷仁志、畑木麻友華『フランチェスカ』
- 佐々木倫子『動物のお医者さん』
- 曽根富美子『親なるもの 断崖』
- 高橋しん『最終兵器彼女』
- 寺沢大介『将太の寿司』
- 野田サトル『ゴールデンカムイ』
- BONES、岡村天斎『DARKER THAN BLACK -流星の双子-』
- 森永あい『僕と彼女の×××』
- 佐藤はつき『オレが私になるまで』

### ゲーム
- 『星空のメモリア -Wish upon a shooting star-』
- 『真夏の夜の雪物語 -MIDSUMMER SNOW NIGHT-』

### 音楽
- 青江三奈「小樽の灯」
- 石原裕次郎「おれの小樽」
- 叶やよい「小樽の夫婦は幸せよ」
- 北原ミレイ「石狩挽歌」
- 小金沢昇司「小樽」
- 鶴岡雅義と東京ロマンチカ「小樽のひとよ」
- 倍賞千恵子「港まち、だから…」[112]
- 三波春夫「潮音頭」
- 都はるみ「小樽運河」
- 山内惠介「想い出小樽」
- 吉幾三「運河」

## 出身･関連著名人
※太字は小樽ふれあい観光大使

### 政治・行政・法曹・経済・社会活動
政治
| - 椎熊三郎（元衆議院副議長） - 板谷宮吉 (2代)（元小樽市長、元貴族院議員、元板谷商船社長、元樺太銀行頭取） - 境一雄（元衆議院議員、元小樽市議会議員） - 島本虎三（元小樽市議会議員、元北海道議会議員、元衆議院議員、元仁木町長） - 箕輪登（医師、元衆議院議員、元郵政大臣） - 池田隆一（元衆議院議員、元北海道議会議員） - 井原栄松（元鳥取町長、元鶴居村長） - 上野晃（元登別市長） - 梅沢健三（元千歳市長） | - 大築紅葉（衆議院議員） - 川村清一（元北海道議会議員、元参議院議員） - 志村和雄（元小樽市長） - 迫俊哉（小樽市長） - 田中大輔（元東京都中野区長、元中野区職員） - 林家とんでん平（落語家、元札幌市議会議員） - 藤原房雄（元参議院議員、元衆議院議員） - 山中燁子（元衆議院議員） |

行政
- 網島毅（元電波庁長官）
- 有賀美智子（元国民生活センター会長、元公正取引委員会委員、生まれは東京都）
- 卜部亮吾（元侍従）
- 奥島高弘（元海上保安庁長官）[113]
- 北村俊昭（元経済産業省通商政策局長、元経済産業審議官、現国際石油開発帝石株式会社代表取締役社長）
- 品川守（元国土交通省北海道局長）
- 本多満（元国土交通省北海道開発局長）
- 本保芳明（初代観光庁長官）
- 渡邉修介（北方領土問題対策協会理事、元在アゼルバイジャン日本国大使館特命全権大使、元在ユジノサハリンスク日本国総領事館総領事）[114]

法曹
- 北潟谷仁（弁護士）

経済
| - 岩崎琢弥（元日興証券社長） - 小川義男（元住友軽金属工業社長・会長） - 加野忠（元ソロモン・ブラザーズ銀行日本代表、経済学者） - 岸道三（実業家・元日本道路公団総裁。生まれは大阪府） - 香木正雄（元日本製粉社長） - 斎藤十一（元新潮社最高顧問） - 佐藤佳孝（北海道電力社長） - 蛇川忠暉（元日野自動車社長） - 東海林武雄（元旭電化工業（現・ADEKA）社長、元日本専売公社（現・日本たばこ産業）総裁、生まれは秋田県） - 正野勝也（元雪印乳業（現雪印メグミルク）社長） - 伊藤亜由美（実業家。元タレント） | - 諏訪博（元TBS社長） - 田尻稲雄（メディカルシステムネットワーク創業者） - 辰繁存（エフエム富士初代社長） - 苫米地和夫（元和光証券社長・会長） - 苫米地俊博（元アメリカ三菱商事社長） - 中田乙一（元三菱地所社長、サンシャインシティ元会長） - 長門正貢（元日本郵政社長、元ゆうちょ銀行社長、元シティバンク銀行会長） - 野口喜一郎（元北の誉酒造社長、小樽市功労者） - 保志忠彦（元第一興商会長兼社社長） - 安川英昭（元セイコーエプソン社長） - 萬直次（元日本経済新聞社社長） |

社会活動
- 天川恵三郎（アイヌ民族活動家）
- 佐々木武雄（大山量士。亜細亜友之会初代理事長、元大日本帝国陸軍軍人）
- 佐々木規夫（活動家。元日本赤軍メンバー）
- 広谷俊二（社会運動家。元日本共産党員）

### 学術・文化
学術
| - 井尻正二（古生物学者、地質学者） - 岩村忍（東洋史学者、元京都大学教授） - 上出洋介（地球宇宙物理学者。名古屋大学名誉教授、りくべつ宇宙地球科学館館長） - 河邨文一郎（整形外科医、詩人） - 北川敏男（統計数学者、情報科学者） - 喜多了祐（商法学者） - 小寺駿吉（造園家、農学者） - 小山栄三（社会学者、新聞学者） - 齋藤軍治（化学者） - 田中菊雄（英語学者） - 新川詔夫（医学者） - 浜林正夫（歴史学者） - 早川三代治（作家、経済学者） - 布施現之助（解剖学者、元東北帝国大学教授、帝国学士院会員） - 増渕興一（溶接研究者、工学者、元マサチューセッツ工科大学教授） - 増山元三郎（数理統計学者） - 安士正夫（フランス文学者） - 青木亮人（俳句研究者） - 秋野豊（政治学者） - 安達俊子（教育者） - 石河英夫（会計学者） - 石上善應（仏教学者） - 泉山茂之（哺乳類学者） - 伊藤森右衛門（経営学者） - 井上芳保（社会学者） - 入江好之（詩人、教育者） - 内田文昭（刑法学者） - 江口良友（工学者、農学者、バイオ研究家） - 追塩千尋（歴史学者） - 小笠原克（日本近代文学研究者、文芸評論家） - 帰山雅秀（水産学者、魚類学者） - 角田幸彦（哲学研究者） - 笠原伸夫（日本近代文学研究者、文芸評論家） | - 上参郷祐康（音楽学者） - 狩野陽（心理学者） - 木曽栄作（英語学者） - 北村正司（英語学者） - オーティス・ケーリ（教育者） - 越昭三（北海道大学名誉教授） - 斎藤要（農学者） - 榊原清則（経営学者） - 柴田拓二（工学者） - 島本和明（医学者） - 下尾直子（社会福祉学者、元ニッポン放送、フリーアナウンサー） - 高橋伸夫（経営学者） - 武隈慎一（経済学者） - 釣雅雄（経済学者） - 中島利郎（中国・台湾文学研究者） - 中村圭志（宗教学者） - 野坂幸弘（文学研究者） - 林善茂（経済学者） - 菱川善夫（文芸評論家、国文学者） - 平野克己（アフリカ研究者） - 平山裕人（アイヌ史研究者） - 牧野幹男（医師） - 松田芳郎（統計学者） - 南信四郎（翻訳家、ロシア研究家） - 宮腰昭男（工学者） - 向田直範（法学者） - 森下宏美（経済学者） - 山内進（法学者、一橋大学元学長・同大学名誉教授） - 山内昌之（歴史学者、東京大学名誉教授。山内進の兄） - 山本眞樹夫（商学者、会計学者） - 若林緑（経済学者） - 渡部一二（水空間研究家、建築家） |

文化
| - 香山リカ（精神科医、評論家） - 赤木顕次（宗教家、PL教団祐祖） - 朝倉かすみ（作家） - 朝里樹（作家、怪異妖怪愛好家） - 荒巻義雄（作家、SF作家） - 石塚喜久三（作家） - 伊藤整（作家、詩人、松前町生まれ） - 川又千秋（SF作家） - 京極夏彦（作家） - 小林多喜二（作家、秋田県生まれ） - 高野亘（作家） - 高田紅果（詩人、作家） - 夏堀正元（作家。夏堀悌二郎は父） - 沼田真佑（作家。2017年上半期芥川賞） - 蜂谷涼（作家） - 福林正之（出版事業者、作家） - 山中恒（児童文学作家） - 小熊秀雄（詩人、作家） - こたきこなみ（詩人） - 天童大人（詩人） - 鈴木牛後（俳人） - 原子公平（俳人） - 湊楊一郎（俳人） - 百目鬼恭三郎（文芸評論家） - 大高ひさを（作詞家） - 石山透（脚本家） - 八田尚之（脚本家） - 坂西志保（学者、評論家、翻訳家、国家公安委員会委員。塩谷村伍助沢出身、生まれは東京都） - 飯田有抄（音楽ライター、翻訳家） - 古沢嘉通（翻訳家） - 千石涼太郎（作家、エッセイスト） - 針木康雄（経済評論家） - 中村善策（画家） - 平沢貞通（洋画家。帝銀事件元死刑囚） - 本間聖丈（洋画家） - 沢田哲郎（洋画家・版画家） - 筆谷等観 （日本画家） | - 福井爽人（日本画家） - 石郷岡敬佳（抽象画家） - 高松潤一郎（幻想画家） - 大本靖（版画家） - 河野薫（版画家） - 森芳泉（書家） - 國松明日香（彫刻家） - 生田勉（建築家、建築学者、元東京大学教授） - 齋藤裕（建築家） - 佐々木宏（建築家、建築評論家） - 大木英子（作曲家） - 片山柊（作曲家、ピアニスト） - 小川京子（ピアニスト） - 直江香世子（ピアニスト。Sprung Rhythm・Salacoroメンバー） - 小貫岩夫（声楽家（テノール）） - 亀谷彰一（音楽家） - 河野文昭（チェロ奏者） - 若松美黄（舞踊家、振付師） - 小沼勝（映画監督） - 小林正樹（映画監督） - 永野靖忠（映画監督、テレビ演出家） - 細山喜代松（映画監督、脚本家） - 碧川道夫（映画カメラマン） - 佐藤正之（演劇・映画プロデューサー） - 谷本憲治（写真家） - 神田森莉（漫画家） - 村上真紀（漫画家） - 山下和美（漫画家） - 山花典之（漫画家） - 尾鷲英俊（アニメーター、アニメーション演出家） - 本橋浩一（実業家、アニメーションプロデューサー） - 水口哲也（ゲームクリエイター、ゲームプロデューサー） - 堀賢一（ワイン研究者） - 山下智博（プロデューサー） - 早川健太（プロ雀士） |

### 芸能・ポピュラー音楽・マスコミ
芸能
| - ナンシー梅木（ミヨシ・ウメキ、歌手、女優） - 北川陽一郎（俳優） - 柴田早苗（女優・タレント） ‐ 生まれは泊村 - 中村伸郎（俳優） - 西村青児（俳優） - 水の江瀧子（女優、映画プロデューサー） - 水原節子（女優。元宝塚歌劇団星組組長） - 宮本信子（女優） - 室田日出男（俳優） - 伊藤芳則（俳優・実業家） - 凰姿有羽（元宝塚歌劇団星組男役） - 加藤仁志（俳優） - 川原田樹（俳優） - 塩見竜介（俳優、声優） - 高崎拓郎（俳優、元声優） - 竹内えり（女優） - 藤宏子（女優） - 畠山典之（ミュージカル俳優） | - 麻上洋子（声優、講談師。講談師としての名義は「一龍斎春水」） - 松谷彼哉（女優、声優） - 大槻ひびき（AV女優） - 川村ゆきえ（女優・グラビアアイドル） - 北野日奈子（女優、ファションモデル・元乃木坂46メンバー） - 虎南有香（タレント・中野風女シスターズメンバー、元SOUL TIGERメンバー） - 三井智映子（タレント、女優、金融アナリスト） - 井川絵美（タレント） - 小林さくら（元モデル） - 10代目柳亭芝楽（落語家） - 加藤浩次（お笑い芸人。極楽とんぼメンバー） - 正司照枝（かしまし娘メンバー） - HEY!たくちゃん（ものまねタレント） - 渡部又兵衛（お笑い芸人。ザ・ニュースペーパーメンバー） - 奥村幸司（マジシャン） - 城谷歩（怪談師、俳優） |

ポピュラー音楽
| - 岡本敦郎（歌手） - 木之内みどり（元歌手、元女優） - 小林千代子（小林伸江。歌手） - なつこ（歌手、女優） - 松原操（初代ミス・コロムビア。歌手） - 百瀬まなみ（元歌手、元女優） - 秋山羊子（シンガーソングライター） - 越山元貴（シンガーソングライター） - Furui Riho（シンガーソングライター） - 青木秀一（ミュージシャン。NIGHT HAWKSリーダー） - 山中さわお（the pillowsメンバー） - 岩田晃次（ミュージシャン。元THE CHEWINGGUM WEEKENDメンバー） - 山口一郎（サカナクションリーダー） | - 岡崎英美（サカナクションメンバー） - 奥原貢（元beretメンバー） - 河塚篤史（ドラマー。陰陽座元メンバー） - 工藤大輝（Da-iCEメンバー） - トクナリ（ミュージシャン） - 外園一馬（ギタリスト） - BIGZAM（ラッパー。元NITRO MICROPHONE UNDERGROUNDメンバー） - 川村栄二（作曲家、編曲家） - 野瀬栄進（ジャズピアニスト、作曲家） - ジェイムス下地（作曲家） - TOMORO（音楽プロデューサー、実業家） - 安田裕美（作曲家、編曲家、ギタリスト。妻はシンガーソングライターの山崎ハコ） - 平原慎太郎（ダンサー、振付師） |

マスコミ
| - 上野修（ラジオプロデューサー） - 若松豪（テレビドラマプロデューサー） - 西尾佳（長野放送アナウンサー） - 今中麻貴（フリーアナウンサー。元札幌テレビ放送） - 加藤康裕（毎日放送アナウンサー） - 鎌田正幸（元NHKアナウンサー） | - 京谷和央（北海道文化放送報道制作局報道部担当部長） - 小山乃里子（ラジオパーソナリティ。元神戸市議会議員） - 佐々木律（札幌テレビ放送局員、元アナウンサー） - 塩田耕一（フリーアナウンサー） - 谷藤博美（北海道放送アナウンサー。元富山テレビ放送） - 柗井綾乃（テレビユー福島アナウンサー。元NHK大分放送局） |

### スポーツ
武道・格闘技
- 菅野誠一（合気道家）
- 高鐵山孝之進（元大相撲力士）
- 力駒雄偉（元大相撲力士）
- 高橋洋子（総合格闘家）
- 未来（女子プロレスラー）

陸上競技
- 金子宣隆（元陸上競技選手）
- 小池祐貴（陸上競技選手・短距離）
- 長尾雄治（陸上競技選手・ハンマー投、1932年ロサンゼルスオリンピック代表）

球技
- 相田暢一（アマチュア野球指導者。野球殿堂特別表彰者）
- 河上敬也（独立リーグ野球監督、元高校野球指導者）
- 仲川翠（教育者、元プロ野球選手）
- 菅大輝（サッカー選手）
- 加藤蓮（サッカー選手）
- 荒木達也（ラグビー選手）
- 渡邉隆之（ラグビー選手）
- 真壁あやの（バスケットボール選手）

冬季競技（年度はオリンピック出場年）

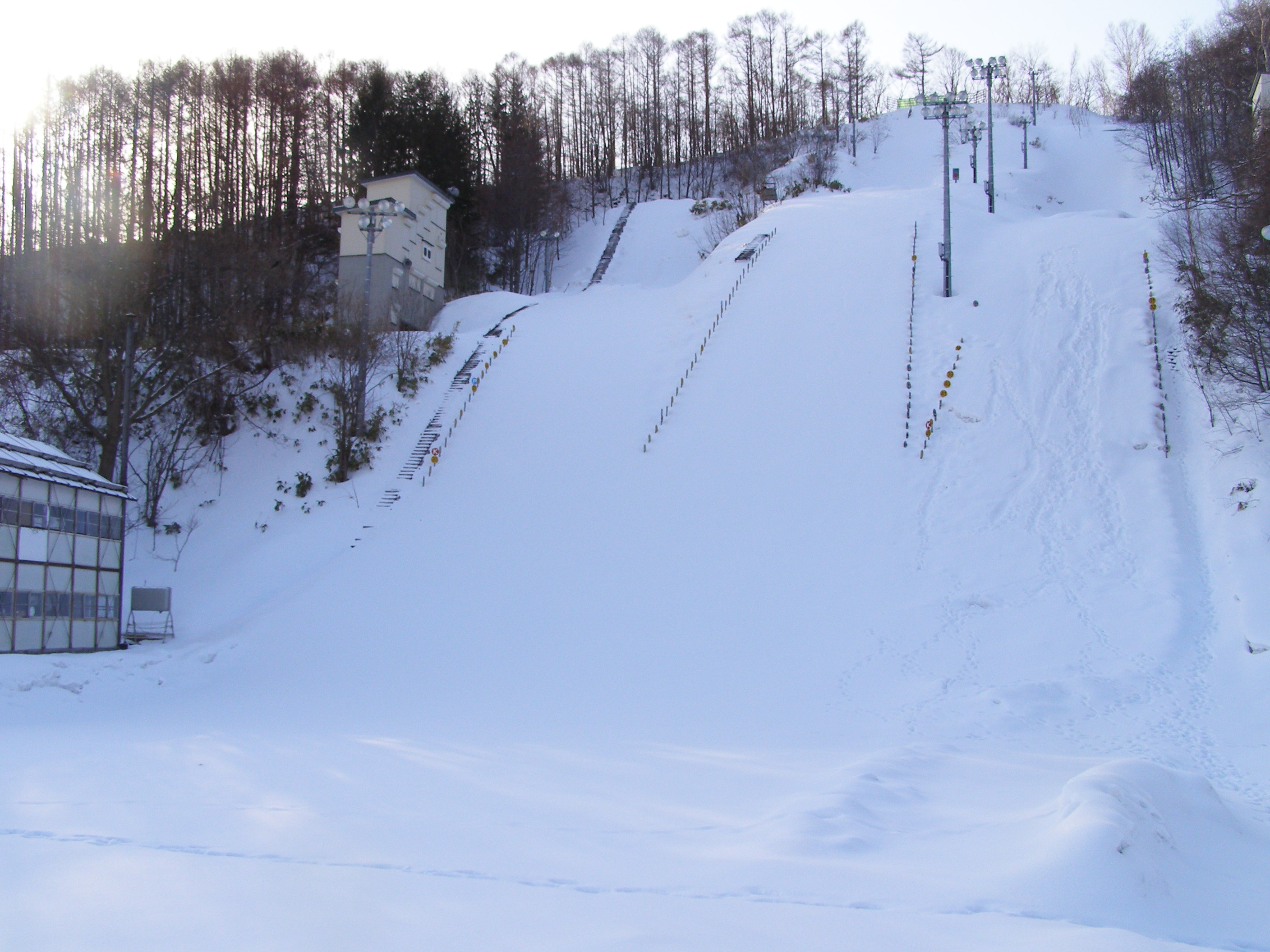
多くのオリンピック選手が巣立った潮見台シャンツェ。左からK点35m、55m、45m

- 伴素彦（スキージャンプ、1928年、実業家・元日本製粉社長、元全日本スキー連盟会長、出生地は京都府）
- 坪川武光（クロスカントリースキー、1932年）
- 関戸力（ノルディック複合、クロスカントリースキー、1932年・1936年）
- 関口勇（スキージャンプ、クロスカントリースキーアルペンスキー、1932年・1936年）
- 伊黒正次（スキージャンプ、1936年、出生地は山形県）※ガルミッシュ・パルテンキルヘンオリンピック7位
- 龍田峻次（スキージャンプ、1936年）
- 宮嶋巌（スキージャンプ、1936年）
- 久保登喜夫（スキージャンプ、1940年幻の札幌五輪候補選手、大日本帝国海軍軍人・神風特別攻撃隊隊員）
- 吉沢広司（スキージャンプ、1952年・1956年）
- 渡部龍雄（スキージャンプ、1952年）
- 川島弘三（スキージャンプ、1952年）
- 藤沢良一（クロスカントリースキー・ノルディック複合・スキージャンプ、1952年）
- 水上久（アルペンスキー、1952年）
- 佐藤耕一（スキージャンプ、1956年・1960年）
- 菊地定夫（スキージャンプ、1960年・1964年）
- 松井孝（スキージャンプ、1960年）
- 見谷昌禧（アルペンスキー、1960年、樺太生まれ）
- 青地清二（スキージャンプ、1968年・1972年）※札幌五輪70M級銅メダル
- 板垣宏志（スキージャンプ、1968年・1972年・1976年）
- 八木弘和（スキージャンプ、1980年）※レークプラシッド五輪70M級銀メダル
- 長岡勝（スキージャンプ、1984年・1988年）
- 岡部哲也（アルペンスキー、1988年・1992年・1994年）※1988年FISワールドカップオップダール大会2位）
- 須田健仁（スキージャンプ、1992年・1994年）
- 吉岡和也（スキージャンプ、1998年）
- 宮平秀治（スキージャンプ、2002年）※ノルディックスキー世界選手権1999年個人ノーマルヒル銀・団体銀、2003年個人ラージヒル銅・団体銀メダル）
- 子出藤歩夢（スノーボード、2014年）
- 中津信雄（スキージャンプ、元日本代表）
- 竹内元康（スキージャンプ、元日本代表）
- 竹内卓哉（スキージャンプ、元日本代表）
- 川崎清司（スキージャンプ、元日本代表）
- 野呂田義一（スキージャンプ、元日本代表）
- 西森享平（スキージャンプ、元日本代表）
- 田中翔大（スキージャンプ、元日本代表）

その他
- 小野留嘉（調教師。元騎手）
- 菅原義正（ラリードライバー）

## ゆかりのある人物
※太字は小樽ふれあい観光大使

### 明治・大正期の人物
政治・経済
- 板谷宮吉（実業家、政治家。元板谷商船社長、元樺太銀行頭取、元小樽区会議員）
- 高野源之助 （実業家、政治家。元北海道会議員、元衆議院議員）
- 高橋直治（実業家、政治家。元衆議院議員）
- 岡田八十次（11代目、近江商人）
- 中川清兵衛（ビール醸造技師、実業家）
- 沼田喜三郎（実業家）
- 野口吉次郎（実業家、北の誉酒造創業者）
- 山本久右衛門（3代目）（渡邊辰五郎。実業家）

学術・文化
- 河野常吉（北海道史研究家。元市立小樽図書館長）
- 鵙目貫一郎（教育者）
- 中江兆民（思想家。元衆議院議員）
- 石川啄木（歌人、詩人）
- 美泉定山（僧侶）

芸能
- 桂文之助（江戸5代目、落語家）
- 翁家さん馬（8代目、落語家）

スポーツ
- 太刀光電右エ門（元大相撲力士）

その他
- 永倉新八（元新撰組隊士）

### 昭和期～現代の人物
政治・経済
| - 地崎宇三郎 (二代)（実業家、政治家。元衆議院議員） - 夏堀悌二郎（弁護士、政治家。元北海道議会議員、元八戸市長。夏堀正元は息子） - 正木清（政治家。元衆議院副議長） - 石原慎太郎（作家。元国会議員、元東京都知事。小樽市育ち） - 小林恒人（政治家。元衆議院議員） | - 対馬孝且（政治家。元参議院議員） - 森正則（政治家、実業家。元北海道会議員、元衆議院議員） - 柴野安三郎（実業家） |

学術・文化
| - 伊藤隆敏（経済学者、東京大学名誉教授。父親は小樽市出身の伊藤森右衛門） - 加藤多一（児童文学作家。小樽市在住） - 高山美香（イラストレーター、人形作家。小樽ゆかりの文学者の人形を製作し、市内で度々個展を開いている） - 中城ふみ子（歌人） - 雪舟えま（歌人、作家。小樽市在住経験あり） - なかにし礼（作詞家、作家） - 吉田秀和（音楽評論家、随筆家） | - 大月源二（画家） - 大江健三郎（作家） - 一原有徳（版画家） - 国松登（洋画家） - 藤本四八（写真家。晩年小樽市に住んだ） - 今村昌平（映画監督。母親が小樽市出身） |

芸能・ポピュラー音楽
| - 石原裕次郎（俳優、歌手。小樽市育ち） - 大泉洋(俳優。父親・祖母が小樽市出身。) - 岡田嘉子（女優） - 川上麻衣子（女優） - 園井恵子（女優） - 倉口佳三（俳優） | - 井坂綾（タレント） - 高橋香代（タレント。元ミス小樽） - あがた森魚（ミュージシャン） - 井上堯之（ミュージシャン。晩年小樽市に在住していた） - 蔦谷好位置(ミュージシャン。父親が小樽市出身。) - 小林幸恵（歌手） |

スポーツ
| - 名寄岩静男（元大相撲力士） - 内藤幸三（元プロ野球選手） - 米野智人（元プロ野球選手/元コーチ補佐） - 植村祐介（元プロ野球選手） | - 川端隆普美（元スキージャンプ選手） - 佐々木明（アルペンスキー選手） - 皆川賢太郎（アルペンスキー選手） - 藤田伸二（競馬騎手） |

その他
- 峯山冨美（市民活動家。「小樽運河を守る会」元会長）
- 有道出人（英語名デイヴィッド・ク　リストファー・アルドウィンクル。人権活動家）
- 牧田吉明（民族主義者）